# Bogucice
Bogucice (niem. Bogutschütz) – część oraz dzielnica Katowic, położona w północnej części miasta, na Wzgórzach Chorzowskich, granicząca z Dąbrówką Małą, Szopienicami-Burowcem, Zawodziem, Śródmieściem, Koszutką, Wełnowcem-Józefowcem i miastem Siemianowice Śląskie. Jest jedną z najmniejszych dzielnic miasta i pełni ona funkcje głównie mieszkaniowe oraz związane z działalnością kulturalną, prowadzoną w położonej tutaj Strefie Kultury, w której siedzibę ma Narodowa Orkiestra Symfoniczna Polskiego Radia oraz Muzeum Śląskie.
Bogucice zostały założone w XIII wieku na prawie niemieckim, zaś pierwsza wzmianka o osadzie pochodzi z 1360 roku. Były one w średniowieczu jedną z największych wsi w rejonie dzisiejszych Katowic, a w niej została założona najstarsza rzymskokatolicka parafia w Katowicach – parafia św. Szczepana, której początki sięgają lat 1374–1396. Na historycznych terenach Bogucic wykształciły się późniejsze dzielnice miasta: Koszutka i Zawodzie, a także Kuźnica Bogucka, będąca zalążkiem Katowic. Bogucice zachowały charakter rolniczy do XIX wieku wraz z powstaniem hut cynku „Franz” i „Fanny”, a także kopalni „Ferdinand” (późniejsza kopalnia „Katowice”). Przemysł przyczynił się do rozwoju wsi i gwałtownego wzrostu liczby jej mieszkańców. W dniu 15 października 1924 roku Bogucice zostały włączone do Katowic, stając się ich częścią. W 1999 roku zakończono eksploatację w Ruchu „Katowice” kopalni „Katowice-Kleofas”, zaś na początku XXI wieku na jej terenach pokopalnianych wykształcił się nowy obszar miasta – Strefa Kultury, będący miejscem koncentracji placówek kulturalnych, organizacji różnego typu imprez masowych, a także lokalizacji nowych inwestycji mieszkaniowych, w tym Pierwszej Dzielnicy.
Do głównych osi komunikacyjnych Bogucic należy aleja Walentego Roździeńskiego, zaś wewnątrz dzielnicy ulice ks. Leopolda Markiefki i Katowicka, przy której koncentrują się liczne placówki handlowo-usługowe, a także zabytkowe i historyczne budynki głównie z przełomu XIX i XX wieku. Z dzielnicą związany był także polski himalaista Jerzy Kukuczka. Na terenie dzielnicy znajduje się osiedle nazwane jego imieniem. Powierzchnia dzielnicy wynosi 2,78 km², a pod koniec 2020 roku w Bogucicach mieszkało łącznie 13 426 osób.

## Geografia

### Położenie
Bogucice są jedną z 22 dzielnic Katowic, będącą jednostką pomocniczą gminy nr 13, znajdującą się w grupie dzielnic śródmiejskich. Powierzchnia dzielnicy wynosi 2,78 km², co stanowi 1,69% powierzchni całego miasta. Bogucice położone są w północnej części Katowic, na północnym brzegu Rawy i są oddalone od centrum miasta o niecałe 3 km, a czas podróży samochodem wynosi średnio 7–10 minut, autobusem transportu miejskiego około 20 minut, zaś rowerem 10 minut.
Bogucice graniczą od północy z Wełnowcem-Józefowcem i miastem Siemianowice Śląskie (z dzielnicą Centrum), od wschodu z Dąbrówką Małą, od południa z Szopienicami-Burowcem, Zawodziem i Śródmieściem, zaś od zachodu z Koszutką. Granice dzielnicy przebiegają następująco:
- od północy – biegnie równolegle na wschód od ulicy Cedrowej, dalej granica dzielnicy pokrywa się z granicą miasta Katowice z Siemianowicami Śląskimi; biegnie ona nieregularnie w kierunku południowo-wschodnim,
- od wschodu – równolegle na zachód od ulicy Wiertniczej i ronda ks. J. Pawlika, dalej ciągnie się w kierunku południowo-wschodnim ulicami: Wiertniczą, Techników i Szwedzką do węzła drogowego z aleją W. Roździeńskiego,
- od południa – środkiem alei W. Roździeńskiego w kierunku południowo-zachodnim, zaś na wysokości skrzyżowania z ulicą Bogucicką granica Bogucic biegnie dalej w kierunku zachodnim do skrzyżowania z ulicą Olimpijską,
- od zachodu – częściowo ulicami Olimpijską i S. Skrzypka, dalej wzdłuż ulicy Brzozowej i wschodnią stroną ulicy Osikowej.

Według podziału fizycznogeograficznego Jerzego Kondrackiego obszar Bogucic położony jest w mezoregionie Wyżyna Katowicka (341.13), stanowiącym południową część makroregionu Wyżyna Śląska. Sama zaś Wyżyna Śląska jest fragmentem podprowincji Wyżyna Śląsko-Krakowska. Pod względem krain historycznym dzielnica ta znajduje się we wschodniej części Górnego Śląska.

### Geologia
Tereny Bogucic położone są w niecce górnośląskiej, a obszar ten ma budowę zrębową. Na przełomie dewonu i karbonu zostało zaburzone paleozoiczne podłoże Wyżyny Śląskiej poprzez utworzenie zapadliska, które w okresie karbonu zostało wypełnione przez zlepieńce, piaskowce i łupki ilaste zawierające pokłady węgla kamiennego. Utwory z tego okresu budują podłoże dzielnicy, zaś wierzchnie utwory pochodzące z karbonu pokrywają większą część dzielnicy, położoną na zachód od ulicy ks. F. Ścigały i na północ od ulicy Normy i ulicy Podhalańskiej. Występują tam wychodnie warstw rudzkich (młodsza seria karbonu – Westfal A), należące do grupy łękowej. Łączna miąższość tych warstw dochodzi do 300 m. W części dolnej warstwę tę budują piaskowce z około sześcioma pokładami węgla kamiennego o niewielkiej miąższości, zaś znacznie bogatsza jest część górna zbudowana przeważnie z łupków – zawiera ona około 30 pokładów węgla kamiennego, z czego 8 o miąższości powyżej 1 m. Obszar Bogucic na wschód od położonego na Koszutce osiedla domów szeregowych przy ulicach Osikowej i Cedrowej budują powierzchniowo pochodzące także z karbonu warstwy siodłowe o miąższości 73–76 m. Zawierają one do czterech podkładów węgla kamiennego o łącznej miąższości 14–17 m.
W okresie trzeciorzędu utworzyły się główne rysy rzeźby terenu Bogucic. Wówczas to dochodziło intensywnych procesów wietrzenia chemicznego i denudacji. W czwartorzędzie obszar dzielnicy został prawdopodobnie pokryty przez lądolód skandynawski dwukrotnie: podczas najstarszego zlodowacenia Sanu (krakowskiego) oraz w okresie zlodowacenia Odry (środkowopolskiego). Osady po pierwszym zlodowaceniu zostały w większości usunięte w okresie interglacjału, zaś lądolód zlodowacenia Odry pozostawił po sobie gliny zwałowe występujące wzdłuż obniżeń dolinnych. W Bogucicach część terenów Strefy Kultury budują piaski i żwiry fluwioglacjalne (nierozdzielone), pozostały obszar starej części Bogucic i osiedle J. Kukuczki wybudowany jest na eluwiach piaszczystych i pylastych gliny zwałowej na piaskach warstwowych, zaś rejon Bogucic ciągnący się wzdłuż granicy z Dąbrówką Małą budują eluwia piaszczyste i pylaste gliny zwałowej.
W trwającym współcześnie holocenie następują zjawiska niszczenia i wyprzątania pokryw osadów plejstoceńskich. Większy obszar holoceńskich osadów rzecznych w Bogucicach występuje na południowy wschód od skrzyżowania ulic W. Wróblewskiego i Ryszarda.

### Rzeźba terenu
Bogucice położone są na Wyżynie Śląskiej, na Płaskowyżu Bytomsko-Katowickim, będącym częścią mezoregionu Wyżyna Katowicka (341.13), Rzeźba terenu dzielnicy jest zróżnicowana. Południowy skraj dzielnicy w rejonie alei W. Roździeńskiego stanowią dna dolin rzecznych z terasami plejstoceńskimi, zaś północne tereny tworzą pagórkowate wysoczyzny wykształcone na skałach karbońskich oraz wysoczyzny płaskie gliniaste.
Na współczesną rzeźbę tereny Bogucic główny wpływ miało zlodowacenie południowopolskie (Sanu) oraz maksymalny stadiał zlodowacenia środkowopolskiego (Odry), zaś w ostatnim okresie zasadniczy wpływ wywarła także morfogenetyczna działalność człowieka związana z osadnictwem oraz górnictwem. Doprowadziło to do zniszczenia naturalnego podłoża oraz do tworzenia nowych form degradacji rzeźby. Znaczny obszar dzielnicy stanowi także antropogeniczna powierzchnię zrównania. Eksploatacja węgla kamiennego na obszarze górniczym „Bogucice” w latach 1824–1999 przyczyniła się do obniżeń terenu na terenie dzielnicy sięgających 11–13 m w rejonie północno-wschodnim obszaru, 15 m w rejonie alei W. Roździeńskiego i 9,0 m na północ od ulicy Bagiennej.
Pod względem jednostek morfologicznych Bogucice położone są na Wzgórzach Chorzowskich. Stanowią ona południową część Płaskowyżu Bytomsko-Katowickiego i tworzą szereg falistych, zaokrąglonych lub spłaszczonych wzniesień przekraczających w kilku miejscach 300 m n.p.m. – są to tzw. bogucickie niwy. W kierunku doliny Rawy stoki są rozcięte obniżeniami dolinnymi, w tym ciągnącym się wzdłuż ulicy ks. L Markiefki. Najwyżej położony punkt dzielnicy znajduje się na granicy Bogucic i Koszutki, przy ulicy Cedrowej, a jego wysokość dochodzi do 310 m n.p.m. Skrzyżowanie ulic Leopolda i W. Wróblewskiego położone jest na wysokości 279,7 m n.p.m., skrzyżowanie ulic Morawskiej i Wrocławskiej jest na wysokości 276,0 m n.p.m., zaś północna część Parku Boguckiego leży na wysokości około 267 m n.p.m. Najniżej położone zaś miejsce w Bogucicach ciągnie się wzdłuż alei W. Roździeńskiego na pograniczu Bogucic i Zawodzia, gdzie wysokość obniża się do poziomu poniżej 260 m n.p.m. Różnica wysokości pomiędzy skrajnymi punktami dzielnicy wynosi około 50 metrów.

### Gleby
Gleby na terenie Bogucic na ogół wykształciły się na podłożu piasków słabogliniastych. Działalność człowieka doprowadziła do zmian właściwości gleb, a długotrwały rozwój urbanistyczny spowodował wytworzenie w dzielnicy gleb antropogenicznych. Część gruntów podlega skutkom eksploatacji górniczej, a także jest skażona metalami ciężkimi. Na całym terenie dzielnicy dominują gleby antropogeniczne wytworzone z glin zwałowych. W glebach tych działalność człowieka jest głównym czynnikiem glebotwórczym.
Gleby w dzielnicy należą pośród gruntów Katowic do wyżej klasyfikowanych – występują tam grunty III klasy bonitacyjnej w postaci niewielkich enklaw nieużytkowanych rolniczo. Tereny te są położone w rejonie ulicy Ludwika. Pojedyncze obszary na pograniczu Bogucic i Dąbrówki Małej, a także rejon przy skrzyżowaniu ulic Ryszarda i W. Wróblewskiego posiadają IV klasę bonitacyjną.

### Wody powierzchniowe i podziemne

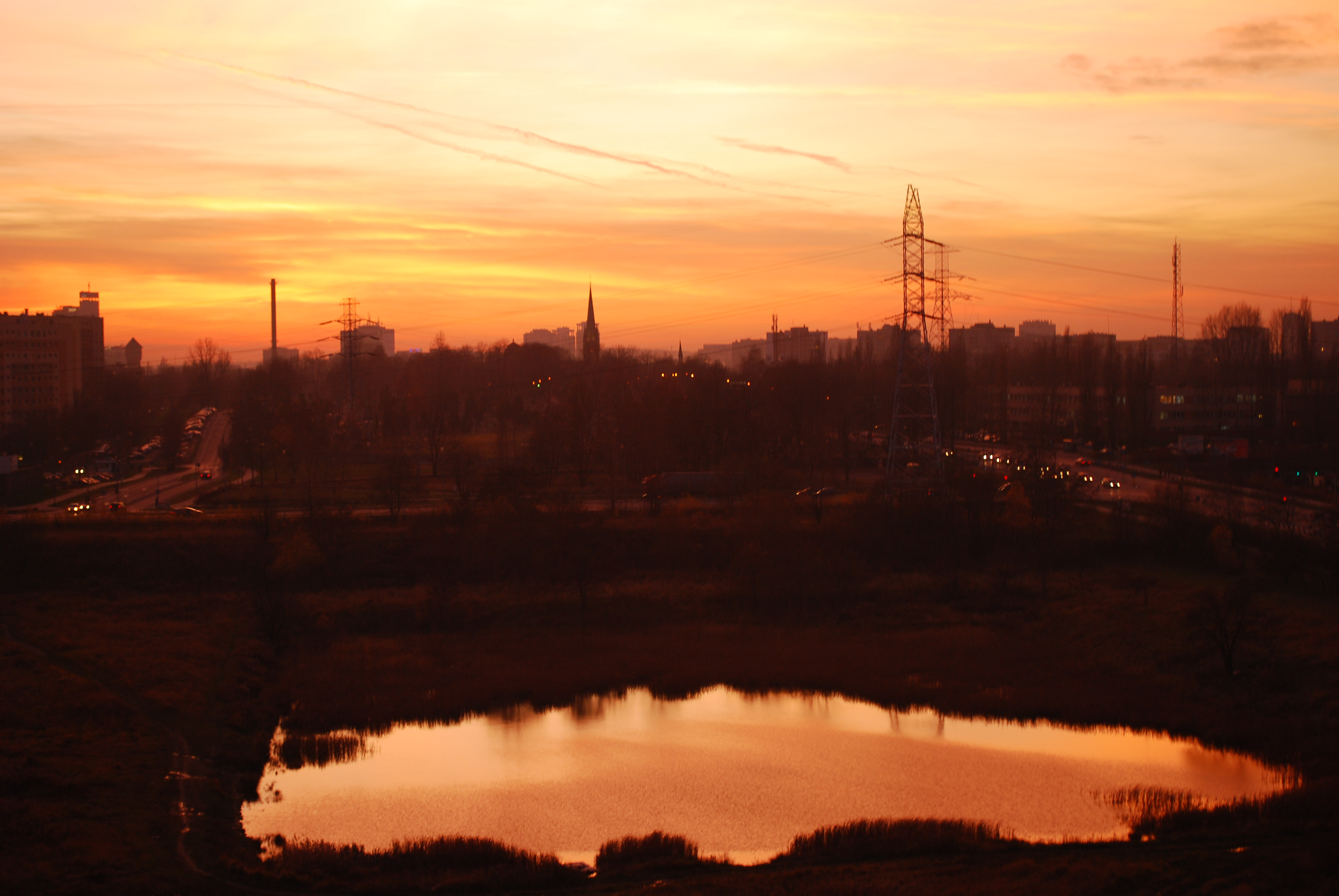
Widok z osiedla Norma na Bogucice; na pierwszym planie staw w Bogucicach przy ulicy Leopolda

Obszar Bogucic położony jest w całości w dorzeczu Wisły, w zlewni Rawy. Sama zaś Rawa nie płynie przez terytorium dzielnicy.
W przeszłości płynął natomiast przez Bogucice potok Bogucki. Miał on swój początek w lasku pomiędzy Bogucicami a Wełnowcem. Potok ten według mapy z lat 20. XIX wieku płynął od północy, na zapleczu gospodarstw położonych w rejonie dzisiejszej ulicy ks. F. Ścigały. Był on wówczas spiętrzony przez fałdy terenowe i dróżki poprzeczne w sześciu stawkach. Od najbardziej na południe położonego stawu pomiędzy dawnym folwarkiem a ulicą ks. L. Markiefki potok skręcał na południowy zachód i na wysokości zakładu „HELIOS” w Zawodziu wpływał do Rawy. W tym miejscu zaś utworzyło się rozlewisko Rawy, z którego rzeka ta odpływała dwoma korytami. Na mapach z lat 40. XIX wieku potok Bogucki zniknął wraz z jego stawkami. Pozostał za to wówczas staw w dolnym biegu, przy folwarku.
W granicach Bogucic, we wschodniej części dzielnicy znajdują się współcześnie dwa stawy, z czego jeden z nich to staw Młodzieżowy o powierzchni 2 ha, położony w rejonie ulicy Leopolda. Jest on pod opieką koła Polskiego Związku Wędkarskiego nr 23 Katowice-Bogucice.
W klasyfikacji Bronisława Paczyńskiego Bogucice położone są w obrębie śląsko-krakowskiego regionu hydrogeologicznego, w subregionie górnośląskim. Utwory wodonośne występują we wszystkich warstwach, lecz ich znaczenie uzależnione jest od kilku czynników. Zgodnie z podziałem Polski na Jednolite Części Wód Podziemnych, obszar dzielnicy w całości położony jest w Jednolitej Części Wód Podziemnych nr 111 (Subregion Środkowej Wisły Wyżynny). Eksploatacja węgla kamiennego na obszarze górniczym „Bogucice” przyczyniła się do zdrenowania poziomu wód czwartorzędowych. Zakłócony został także naturalny przepływ wód gruntowych.

### Klimat i topoklimat

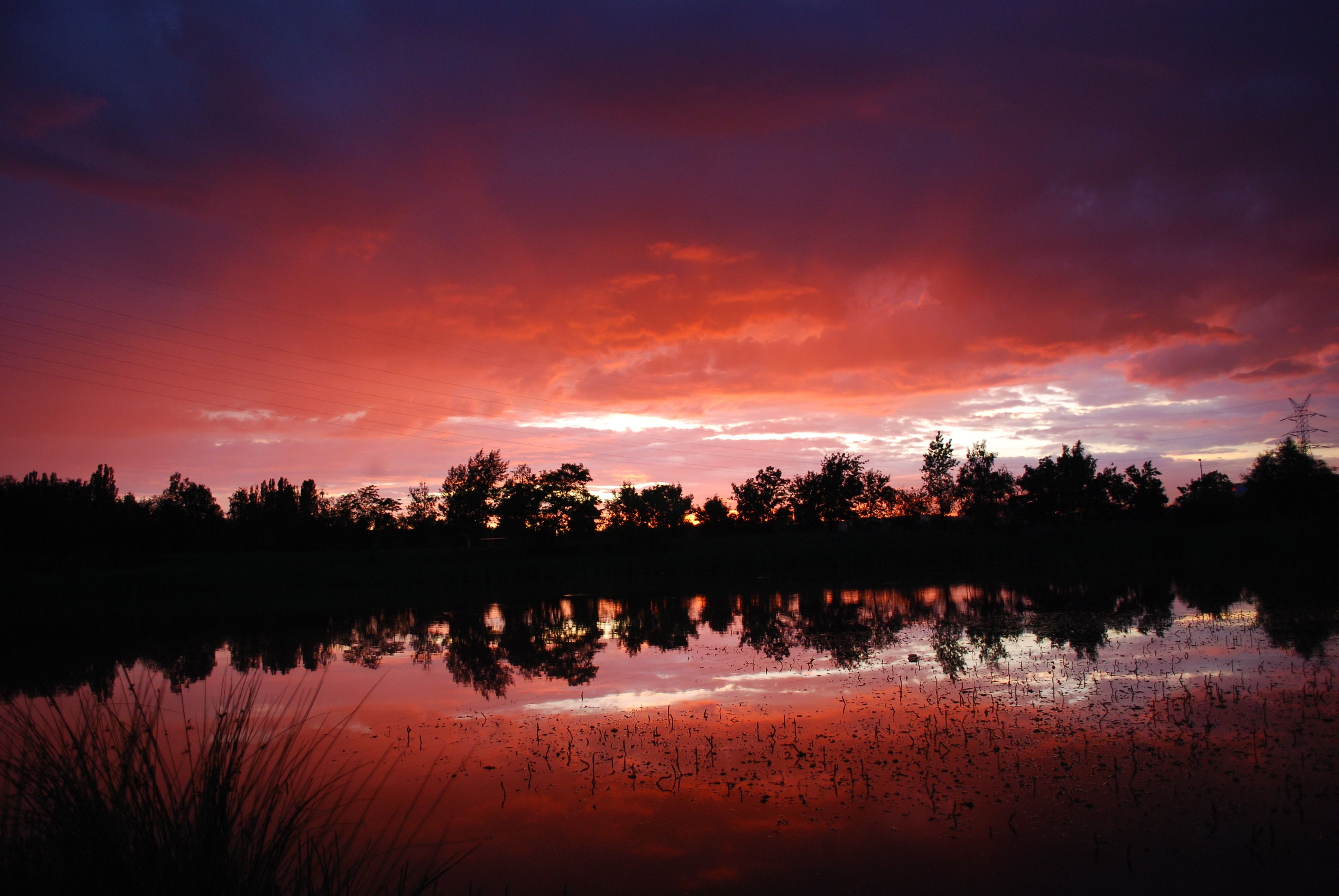
Wschód słońca 9 czerwca 2009 roku nad stawem przy ulicy Leopolda

Warunki klimatyczne Bogucic są zbliżone do klimatu dla całych Katowic. Jest on modyfikowany zarówno przez czynniki klimatotwórcze, jak i lokalne. Na klimat dzielnicy w większym znaczeniu mają wpływy oceaniczne aniżeli wpływy kontynentalne, zaś sporadycznie klimat modyfikowany jest przez docierające tu od południowego zachodu przez Bramę Morawską masy powietrza zwrotnikowego.
Średnia roczna temperatura w wieloleciu 1961–2005 dla stacji w nieodległym Muchowcu wynosiła 8,1 °C. Najcieplejszym miesiącem w badanym okresie był lipiec (17,8 °C), a najchłodniejszym styczeń (–2,2 °C). Średnie roczne usłonecznienie w latach 1966–2005 wynosiło 1474 godziny, zaś średnie zachmurzenie w tym samym okresie wynosiło 5,3. Średnia roczna suma opadów w skali roku w okresie lat 1951–2005 wynosiła 713,8 mm. Średni czas zalegania pokrywy śnieżnej wynosi 60–70 dni, a okres wegetacyjny trwa średnio 200–220 dni. W ciągu roku przeważają wiatry zachodnie i południowo-zachodnie (odpowiednio 20,7% i 20,4% wszystkich wiatrów), a najrzadziej wieje z północy (5,7%). Średnia prędkość wiatru wynosił 2,4 m/s.
Klimat Bogucic jest modyfikowany przez czynniki lokalne (topoklimat), zależny od pokrycia terenu, a także od położenia względem dolin rzecznych – w przypadku Bogucic względem Rawy. W obszarach zabudowy zwartej na lokalny klimat wpływ ma czynnik podgrzewania atmosfery na skutek działalności człowieka. Zwarte powierzchnie zabudowy, dróg i placów powodują podniesienie temperatury powietrza w przyziemnej warstwie atmosfery. Obszary te szybciej też tracą ciepło na skutek wypromieniowania w nocy, a brak wilgoci w powietrzu nie sprzyja dłuższemu zatrzymaniu ciepła.

### Przyroda i ochrona środowiska

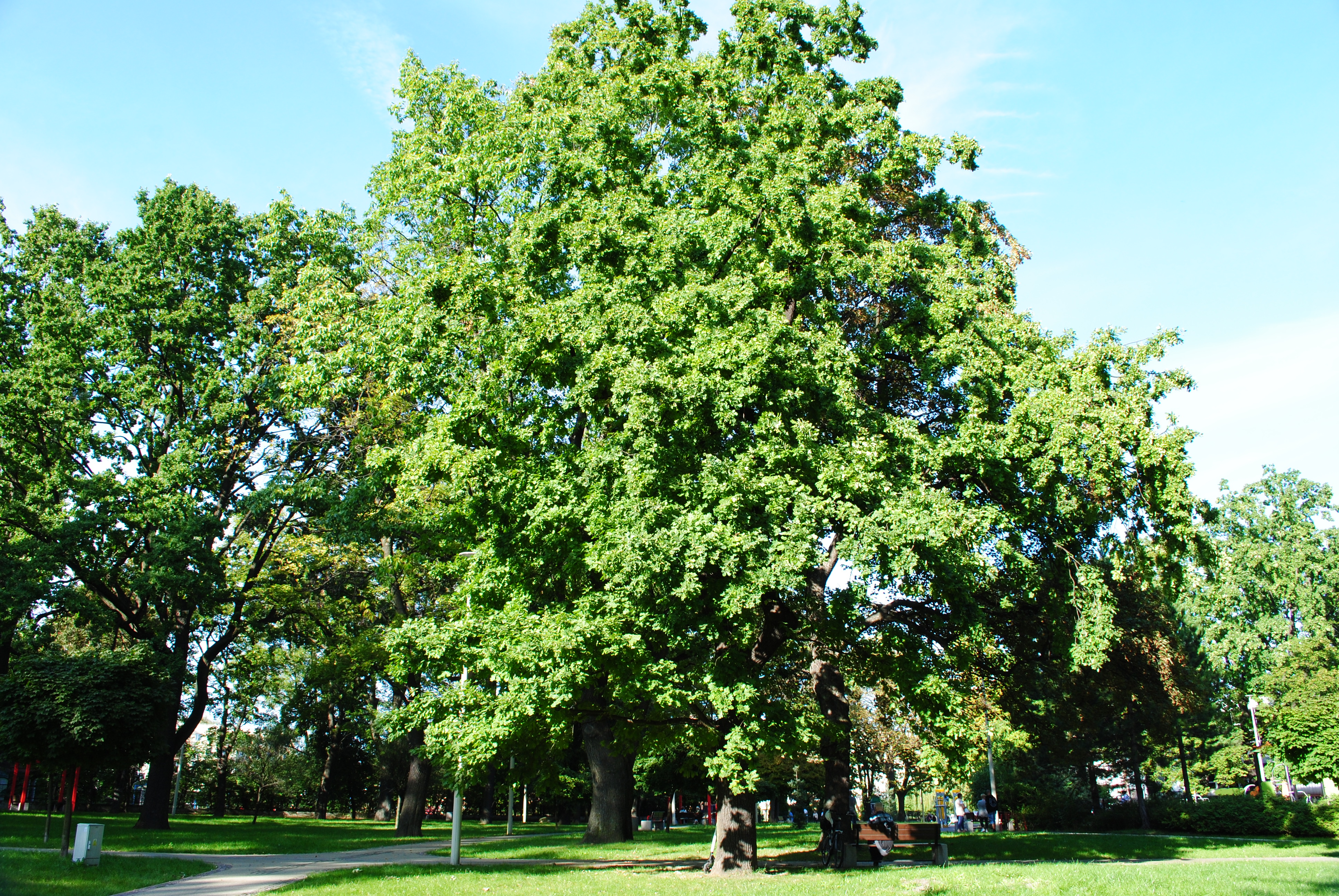
Fragment parku Boguckiego

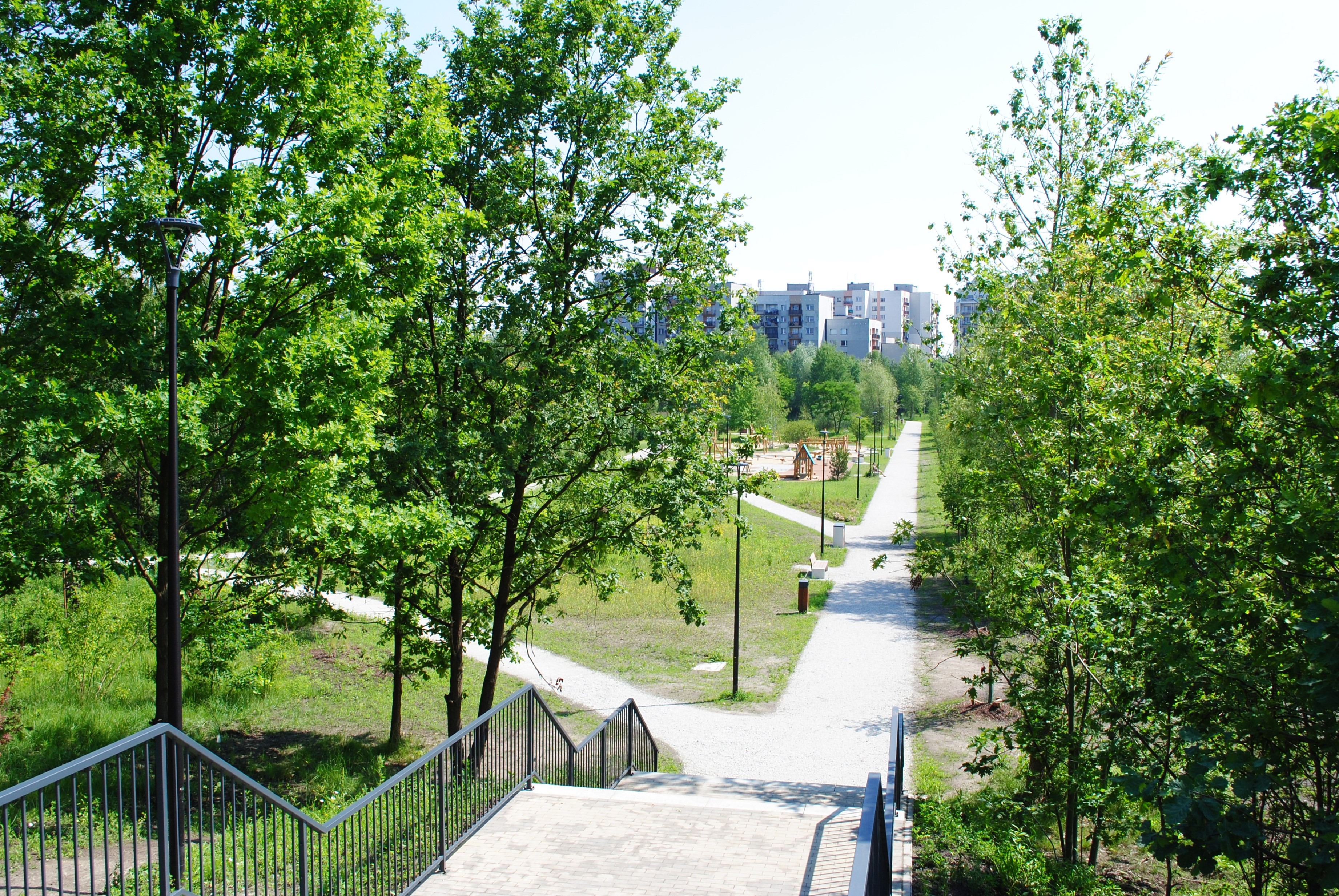
Fragment parku przy ulicy Leopolda

Naturalna szata roślinna na terenie Bogucic kształtowana była od czasu ostatnich zlodowaceń 12–16 tys. lat temu, a w przeciągu 200 ostatnich lat została poddana silnej antropopresji. Pierwotnie tereny Bogucic porastały grądy oraz buczyny, a rozwój zwartej zabudowy doprowadził do prawie całkowitego zaniku elementów przyrody naturalnej. Na siedliskach zurbanizowanych rozwinęły się m.in. zbiorowiska ruderalne, rozwijające się w Bogucic przede wszystkim w siedliskach antropogenicznych terenów zabudowanych i nieużytków miejskich. Tworzyły się także warunki do rozwoju zwierząt synantropijnych, z czego największe znaczenie mają ptaki, wśród których są te, które od dawna towarzyszyły człowiekowi, jak m.in. wróbel zwyczajny czy gołąb skalny, a także rodzime ptaki, które dostosowały się do warunków zurbanizowanych, w tym m.in. jerzyki, jaskółki oknówki czy dymówki.
Współcześnie w strukturze przyrodniczej Bogucic główną rolę odgrywa zieleń urządzona w formie nasadzeń przyulicznych, zieleni podwórek, placów i skwerów. Tereny te tworzą różnej wielkości zielone wyspy. Największym obszarem zieleni urządzonej w Bogucicach jest park Bogucki. Park ten o powierzchni 3,78 ha położony jest w rejonie ulic Kopalnianej, ks. F. Ścigały i Nadgórników. Jest on administrowany przez Zakład Zieleni Miejskiej w Katowicach. Wyposażony jest w alejki, oświetlenie oraz elementy małej architektury (m.in. w ławki, kosze na śmieci i stojaki na rowery). W miejscu wyburzonej w ramach modernizacji parku muszli koncertowej znajduje się imitacja rzeki w formie otoczaków, zaś nieco bliżej ulicy K.F. Ścigały znajduje się plac z miejscami na widownię. Pozostałe elementy wyposażenia parku to m.in.: plac zabaw, wybieg dla psów i siłownia na świeżym powietrzu. Park Bogucki w okresie od sierpnia 2018 roku do lipca 2019 roku przeszedł kompleksową przebudowę.
W kwietniu 2024 roku w kwartale ulic Bohaterów Monte Cassino, Leopolda i Wiertniczej na nieuporządkowanym wcześniej terenie ukończono prace nad utworzeniem parku. Na terenie tym znajdują się m.in.: elementy małej architektury, plac zabaw, zielony labirynt, miejsca do grillowania czy punkty widokowe do obserwacji ptaków. W południowej części parku rośnie szpaler lip drobnolistnych, stanowiąc jednocześnie naturalną, południową granicę obszaru, a dla zwierząt umieszczono tutaj budki lęgowe, hotele dla owadów i domki dla jeży.
Znaczną część Bogucic – około 16% powierzchni – zajmują ogródki działkowe: „Słoneczne Wzgórze”, „Przy Alpach”, „Dolina Zgody” i „Radość”. Położone są one przy granicy z Siemianowicami Śląskimi.
Brak jest w Bogucicach powierzchniowych form ochrony przyrody, lecz znajdują się tutaj dwa pomniki przyrody:
- Dąb szypułkowy (Quercus robur) o wysokości 25 m, pierśnicy 283 cm i obwodzie 889 cm; pod ochroną od 1 czerwca 2017 roku; położony jest on w parku Boguckim[58],
- Klon jawor (Acer pseudoplatanus) o wysokości 30 m, pierśnicy 294 cm i obwodzie 924 cm; pod ochroną od 1 czerwca 2017 roku; położony jest on w parku Boguckim[59].

## Nazwa
Nazwa Bogucice pochodzi prawdopodobnie od jednego pierwszych osadników na terenie współczesnej dzielnicy imieniem Bogut lub Boguta. Pierwotnie nazwa ta oznaczała potomków Boguta, a w późniejszym czasie zaczęto tak nazywać całą osadę, w której to oni mieszkali.
Według Roberta Borowego często stosowana we wczesnych dokumentach forma Bohuticze wskazuje na to, iż osada powstała w czasie, gdy pierwsi osadnicy przybyli na to miejsce od strony Moraw i dopiero w późniejszym czasie nazwa ta uległa prawdopodobnie spolszczeniu na Boguczyce, Bogudzice i Bogucice, czyli osada potomnych pierwotnego założyciela wsi – Bohuta.
Spis geograficzno-topograficzny miejscowości leżących w Prusach z 1835 roku, którego autorem jest J.E. Muller, notuje polską nazwę miejscowości Boguczyce oraz zgermanizowaną Bogutschütz, a wydany w 1880 roku Słownik geograficzny Królestwa Polskiego podaje Bogucice także pod nazwami Boguczyce i Bohucicze.

## Historia

### Do XIX wieku
Bogucice zostały założona prawdopodobnie w XIII bądź na przełomie XIII i XIV wieku jako wieś na prawie niemieckim (według znalezionej notatki bogucickiego nauczyciela Czecha Bogucice miały być założone w 1286 roku). Osada ta była nową wsią założoną od podstaw, na terenie dotąd niezamieszkałym. Pierwsza zaś pisana wzmianka o Bogucicach pochodzi z 15 grudnia 1360 roku, z dokumentu, w którym książę opolsko-raciborski Mikołaj II nadał Bogucice i kilka innych wsi Ottonowi z Pilicy herbu Topór, wojewodzie sandomierskiemu. Bogucice były wówczas wsią ukształtowaną, zamieszkałą przez ludność trudniącą się rolnictwem i hodowlą, położone na ziemi mysłowickiej. W średniowieczu Bogucice były największą wsią w okolicy i prawdopodobnie także jedną z najstarszych. Były także wówczas największą terytorialnie. Pierwotnie od zachodu Bogucice graniczyły z Załężem aż do Kłodnicy, dalej historyczna granica biegła w górę potoku na południowy wschód do skrzyżowania szlaków na wschód od Ochojca i w kierunku dzisiejszych stawów Barbara-Janina w Giszowcu, skąd kierowała się w rejon dzisiejszego Centralnego Cmentarza Komunalnego, potem na wschód wzdłuż północnej krawędzi Lasu Mysłowickiego i na wysokości Bagna granica biegła do Rawy.
Bogucice już w okresie średniowiecznym były wsią parafialną. Bogucicka parafia rzymskokatolicka powstała w latach 1374–1396, zaś pierwsze wzmianki o jej istnieniu pochodzą z lat 1414 i 1529. Od XV wieku Bogucice staje się miejscem kultu Matki Bożej Boguckiej. W XV wieku na terenie Bogucic, nad Roździanką (Rawą) działały kuźnice żelaza, z czego jedna z nich nosiła nazwę kuźnicy boguckiej. Pierwsza o niej wzmianka pochodzi z 1397 roku i była ona jednym z pierwszych tego typu zakładem przemysłowym na Górnym Śląsku. Kuźnica ta co najmniej do końca XV wieku funkcjonowała jako osobna osada, a od XVI wieku była związana ze wsią Katowice.
Ponadto działały w rejonie Bogucic dwa młyny. Starszy z nich, zwany Olszowym, pochodził z końca XIV wieku i znajdował się na terenie dzisiejszego Zawodzia, zaś nowszy z nich był z połowy XVII wieku i znajdował się w rejonie dzisiejszego osiedla W. Roździeńskiego, także w Zawodziu. Obydwa młyny działały do połowy XIX wieku. Jeszcze w średniowieczu pojawiły się także na terenie współczesnych Katowic karczmy, a karczmarze, podobnie jak młynarze, mieli wysoką pozycję społeczną. Karczma w Bogucicach wzmiankowana jest na początku XVI wieku i należała ona wówczas do plebana bogucickiego. Siłą miał mu ją wówczas zająć dziedzic, ale karczma pozostawała własnością plebana jeszcze w XVII wieku.

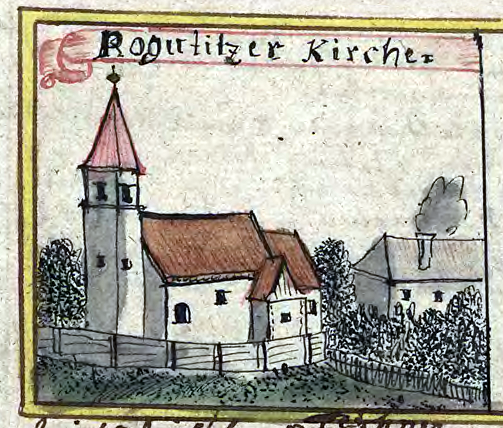
Bogucicki kościół przedstawiony na rycinie z XVIII wieku

W 1414 roku właścicielami Bogucic byli Adam i Jam Mysłowscy – dziedzice Mysłowic, synowie Dzierżysława, a także krewni (spadkobiercy) arcybiskupa Bodzęty. Właściciele wsi zmieniali się wraz z właścicielami ziemi pszczyńskiej i dóbr mysłowickich. W 1480 roku od książąt opolskich ziemię mysłowicką przejął książę cieszyński Kazimierz II, w którego posiadaniu była ona do 1517 roku. W dokumencie sprzedaży dóbr pszczyńskich wystawionym przez Kazimierza II cieszyńskiego w języku czeskim we Frysztacie w dniu 21 lutego 1517 roku wieś została wymieniona jako Bohuticze, a ponadto wymieniono kuznicze druha v Bohuticz, czyli Kuźnicę Bogucką. Kolejnymi jej właścicielami Bogucic byli: Aleksy Thurzon, Stanisław Salomon – twórca ordynacji mysłowickiej, rodzina Mieroszewskich, a od 1839 roku Franz von Winckler.
W XV wieku powstała szkoła w Bogucicach, będąca pierwszą tego typu placówką na terenie współczesnych Katowic. Szkoła ta była po raz pierwszy wzmiankowana w 1619 roku.
Duży wpływ na Bogucice wywarły działania związane z wojną trzydziestoletnią, szczególnie w latach 1621–1646, kiedy to dobrze rozwinięta gospodarka państwa pszczyńskiego, a zwłaszcza dóbr mysłowickich, przeżyła poważny kryzys wskutek plądrowania i kontrybucji. Wsie na terenie Katowic ucierpiały w różnym stopniu, w tym także Bogucice. W latach 1644–1645 odbywały się najazdy szlachty polskiej z Klimontowa i Zagórza, zorganizowane przez Przecława i Prospera Gocławskich na dobra Krzysztofa Mieroszewskiego. Ofiarą rabunków byli Paweł Kubik, Stanek i Witek Młynarz, a zrabowano wówczas szereg cennych rzeczy. Jako poddani króla polskiego najeźdźcy zostali skazani na infamię, konfiskatę mienia i banicję.
Dynamiczny rozwój Bogucic notuje się od XVII wieku. Nowe zabudowania stawiano wzdłuż płynącego południkowo potoku boguckiego wpływającego do Roździanki (Rawy). Przed 1739 rokiem zasiedlono puste gospodarstwa w Bogucicach, na co wpływ miały aktywne działania ówczesnego właściciela wsi – Jana Krzysztofa Mieroszewskiego. Źródła z XVII i XVIII wieku wskazują, iż osadę tę zamieszkiwała wówczas ludność polska. W XVIII wieku Bogucice były najbardziej rozbudowaną wsią spośród wszystkich osad na terenie współczesnych Katowic. Zabudowa wówczas ciągnęła się zarówno wzdłuż drogi, jak i wzdłuż potoku, a także pomiędzy nimi. Do końca XVIII wieku głównym źródłem utrzymania ludności m.in. Bogucic było rolnictwo. Uprawiano tutaj zboża nie wymagające dobrej gleby, jak żyto, owies i jęczmień. Bogucice pozostawały osadą rolniczą do połowy XIX wieku.

### XIX i początek XX wieku

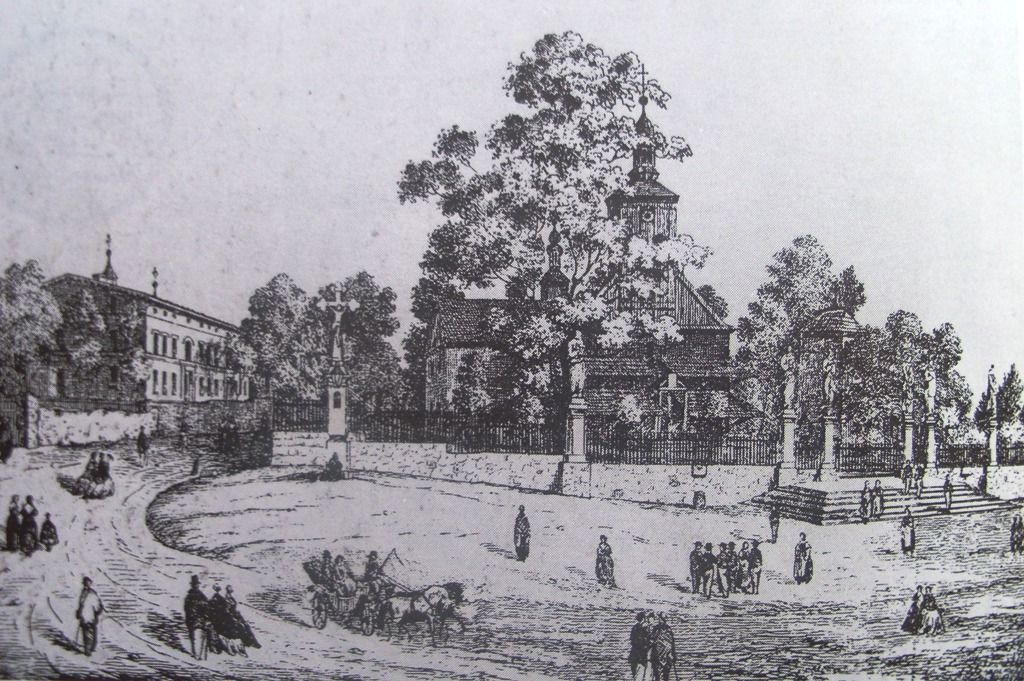
Litografia z połowy XIX wieku przedstawiający drewniany wówczas kościół św. Szczepana

Bogucice zaczęły tracić swój wiejski charakter w połowie XIX wieku. W 1804 roku powstała w Bogucicach szkoła katolicka. W 1822 roku rozpoczęto prace nad budową kopalni węgla kamiennego „Ferdinand” (późniejsza kopalnia „Katowice”). Wraz z rozwojem kopalni „Ferdinand” rozwijały się same Bogucice. W osadę przemysłową przeobraziły się rejony dzisiejszych ulic Kopalnianej, ks. L. Markiefki i Katowickiej, zaś w 1867 roku w Bogucice liczyły łącznie 3 764 mieszkańców, a w tym czasie znajdowało się tutaj 114 domów, folwark i młyn wodny. Bogucicki folwark położony był na gruntach plebańskich na południu wsi, które stopniowo były zagarniane przez właścicieli ziemskich. Został on zlikwidowany w 1901 roku.
Gwałtownie malała też liczba osób utrzymujących się z uprawy roli. Pod koniec XVIII wieku około 95% mieszkańców współczesnych Katowic zajmowała się rolnictwem, a w 1845 roku odsetek rolników w Bogucicach wynosił 49%. Na przełomie XIX i XX wieku robotnicy przemysłu ciężkiego i górnictwa w Bogucicach stanowili około 40–50% mieszkańców.

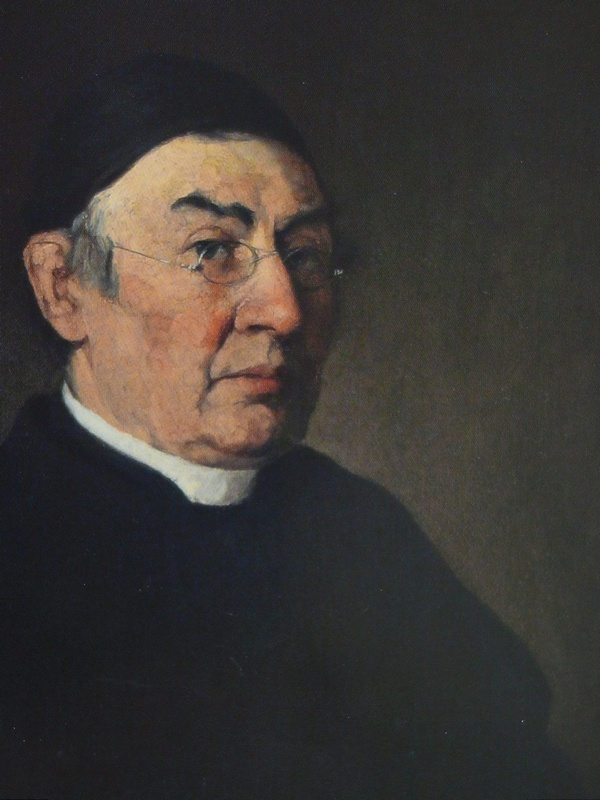
Ks. Leopold Markiefka – inicjator i twórca kilku instytucji terenie Bogucic

W 1858 roku ks. Ludwik Markiefka ustanowił fundację sierocińca, którego kontynuacją jest Zakład i Klasztor Sióstr św. Jadwigi od Niepokalanej Dziewicy i Bogurodzicy Maryi. Wolę zmarłego w 1859 roku ks. Ludwika zrealizował jego brat – ks. Leopold Markiefka, który ze swoich środków ufundował w 1871 roku Szpital i Konwent Bonifratrów, który został oddany do użytku w 1874 roku. W latach 1876–1877 na Śląsku panowała epidemia tyfusu, a wśród jej ofiar znalazł się przeor zakonu i kilku braci, z czego dwóch z nich zmarło. W 1881 roku dokonano ustawienia na kolumnie przed szpitalem Ojców Bonifratrów neogotyckiej figurki Matki Bożej z Dzieciątkiem.
W dniu 17 lipca 1892 roku nastąpiło poświęcenie kamienia węgielnego pod budowę nowego, neogotyckiego kościoła, który powstał według projektu Paula Jackischa. Konsekracji kościoła pw. św. Szczepana dokonał biskup wrocławski ks. kard. Georg von Kopp 24 października 1894 roku bądź dzień później. Budowę kościoła zainicjował ks. Leopold Markiefka, a kontynuował ks. Ludwik Skowronek.
W 1891 roku powstała droga łącząca bezpośrednio Bogucice z Zawodziem, zaś w późniejszym czasie wybrukowano także dzisiejszą ulicę ks. L. Markiefki, a wraz z tym powstał chodnik. W 1912 roku w Zawodziu powstał gmach ratusza gminy Bogucice-Zawodzie.
Pod koniec XIX wieku w Bogucicach zaczęły powstawać pierwsze organizacje kulturalne. W 1894 roku założono chór „Lutnia”, zaś w 1909 (bądź 12 września 1902) roku chór mieszany „Lira”. Dwa lata później powołano bogucickie gniazdo Towarzystwa Gimnastycznego „Sokół”, które wznowiło działalność w 1917 roku. Należało wówczas do niego 180 osób. „Sokołem” w Bogucicach kierowali: Antoni Wysocki, Henryk Miękina i Wiktor Kuś. Członkowie polskich towarzystw w grudniu 1918 roku założyli Związek Wojacki. W styczniu 1919 roku powstała tu komórka Polskiej Organizacji Wojskowej Górnego Śląska. Organizatorami POW w Bogucicach byli m.in.: Tomasz Kotlarz, Augustyn Rzepka, Franciszek Wiechuła i Konrad Wróbel. Powiatowa komenda POW w Bogucicach mieściła się w kamienicy przy ulicy Normy 6, a jej organizatorem i dowódcą jednej z kompanii był Wincenty Motyka Na początku lat 20. XX wieku działało aktywnie w Bogucicach także Towarzystwo Polek na czele z Zofią Koniarkową.

### Lata międzywojenne i II wojna światowa

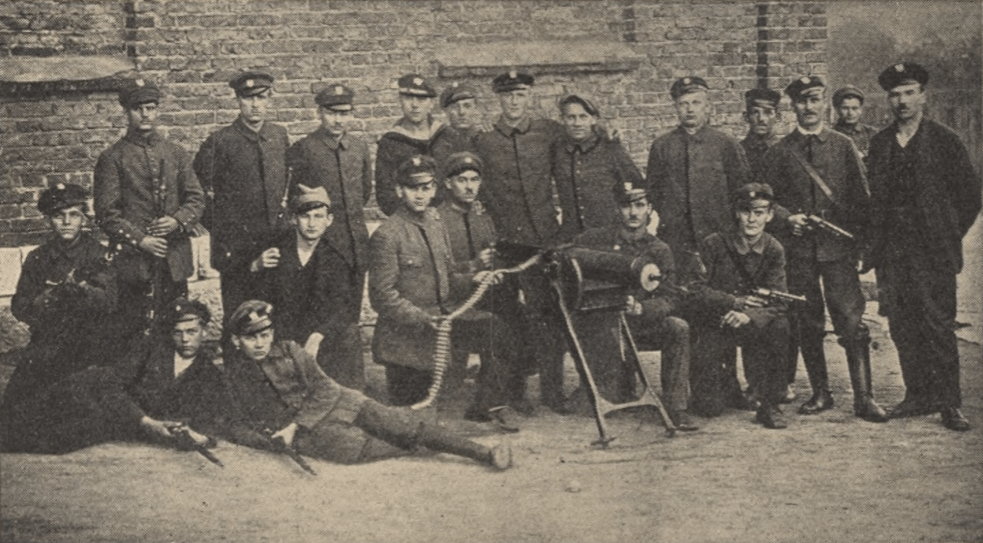
Oddział powstańców śląskich w Bogucicach podczas I powstania śląskiego (1919 rok)

W czasie I powstania śląskiego, w dniu 18 sierpnia 1919 oddział Tomasza Kotlarza zdobył Bogucie. Tego samego dnia trwała 3-godzinna obrona osady przed Niemcami, po czym oddział powstańców wycofał się do Dąbrówki Małej. W następnych dniach trwały powstańcze kontrataki, które okazały się nieskuteczne. W czasie trwania II powstania śląskiego Bogucice zostało zdobyte przez siły powstańcze 19 sierpnia 1920 roku, zaś obszar działań patrolowych i zbrojnych powstańców bogucickich sięgał granic Mikołowa. Podczas przeprowadzonego 20 marca 1921 roku plebiscytu, na 12 389 uprawnionych mieszkańców gminy Bogucice-Zawodzie 6 783 osoby zagłosowały za przynależnością Górnego Śląska do Polski, zaś 5189 osób na przynależnością regionu w granicach Niemiec. Na początku III powstania śląskiego, 3 maja 1921 roku Bogucice zostały zajęte bez walki przez powstańców pod dowództwem Rudolfa Niemczyka. Umożliwiło to rozbrojenie niemieckich załóg policji plebiscytowej przez siły polskie. W III powstaniu 2 czerwca 1921 zginęło w Lichyni pod Górą św. Anny 29 powstańców pochodzących z Bogucic. Uroczyste przejęcie dzielnicy przez polską administrację odbyło się 20 czerwca 1922 roku.
Jeszcze tym samym miesiącu, chcąc uczcić zmarłych powstańców, działacze narodowi z Bogucic postawili w sąsiedztwie cmentarza, w rejonie skrzyżowania ulic Leopolda i W. Wróblewskiego pierwszy pomnik poświęcony powstańcom śląskim. Teren pod postument został podarowany przez bogucicką parafię, a na cokole umieszczono tablicę z nazwiskami 34 poległych w powstaniach śląskich obywateli Bogucic. Został on wysadzony przez dywersantów niemieckich w nocy z 2 na 3 stycznia 1930 roku – zrobił to niejaki Dysza, który otrzymał na ten cel pieniądze od wywiadu niemieckiego.

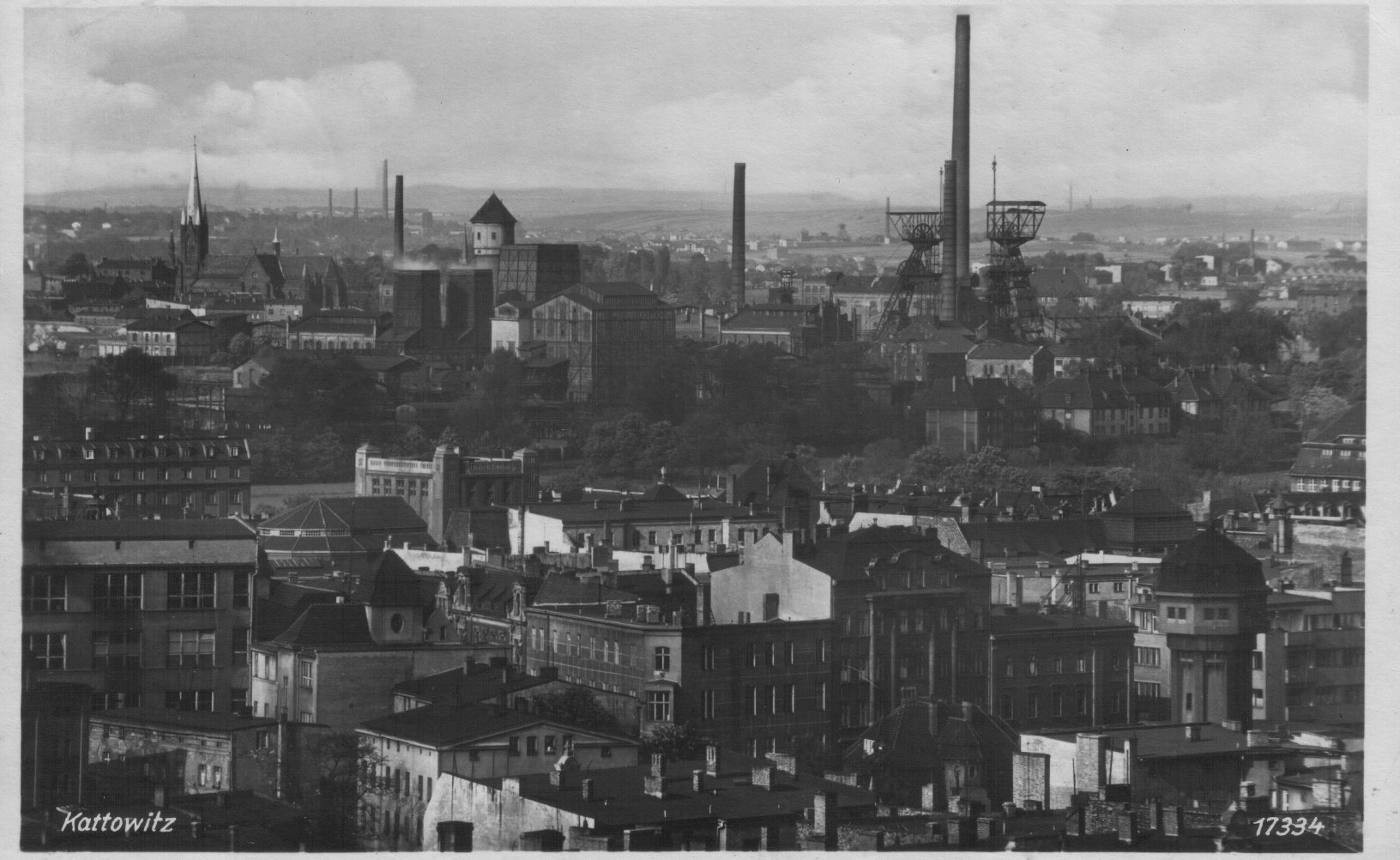
Zdjęcie z czasów II wojny światowej przedstawiający fragment centrum Katowic (na pierwszym tle) oraz Bogucice (w tle); widoczna m.in. bazylika św. Szczepana i późniejsza kopalnia „Katowice”

W dniu 15 października 1924 gminę Bogucice-Zawodzie włączono do Katowic. W okresie przyłączenia gmina ta liczyła około 23 tys. mieszkańców.
W okresie międzywojennym działały na terenie Bogucic różnego rodzaju partie i stowarzyszenia, których siedzibą od 1921 roku był Dom Ludowy – późniejszy Dom Kultury Kopalni „Katowice”. W Bogucicach działały m.in.: Towarzystwo Młodych Polek, Związek Powstańców Śląskich i chór im. J. Ligonia. Do 1939 roku powstało na terenie Bogucic-Zawodzia łącznie około 87 stowarzyszeń społecznych. Bogucice pozostawały także ośrodkiem pielgrzymkowym. Apogeum ruchu pielgrzymkowego nastąpiło w 1929 roku – wówczas to do Bogucic przybyło około 90 tys. pielgrzymów.
W latach 30. XX wieku na pograniczu dzisiejszych Bogucic i Koszutki powstało nowe osiedle robotnicze wraz z gmachem szkoły powszechnej. W dniu 18 września 1932 roku przy dzisiejszym placu W. Wandy odsłonięto nowy pomnik upamiętniający poległych powstańców śląskich z terenów Bogucic – został on zaprojektowany przez Jana Raszkę. W dniu 15 września 1936 roku bogucicką kopalnię przemianowano z „Ferdynand” na „Katowice”.
Na początku II wojny światowej, działania militarne we wrześniu 1939 roku koncentrowały się w dniach 1–4 września wokół obrony kopalni „Katowice”. Walki toczyły się także w rejonie cegielni kopalni „Katowice” i składów drewna. Jeszcze we wrześniu 1939 roku Niemcy zniszczyli pomnik powstańców śląskich znajdujący się przy placu W. Wajdy. Na początku okresu niemieckiej okupacji ziem polskich, 25 października 1939 nastąpiło przejęcie (od 3 września 1939 roku) kopalni od Zarządu Wojskowego przez Koncern Hermann Göring, wraz z powrotem do nazwy „Ferdynand”.
W Bogucicach działał Polski Związek Wolności (AK), którego komendantem był sztygar kopalni Katowice Wincenty Wajda (obwód Katowice miasto) i Paweł Chromik (obwód Katowice powiat). Zostali oni w marcu 1944 roku aresztowani i osadzeni w katowickim więzieniu, zaś zmarli oni jesienią tego samego roku. W dniu 2 września 1940 roku w obozie koncentracyjnym Mauthausen-Gusen zmarł ks. Franciszek Ścigała – proboszcz bogucicki w latach 1923–1940. Był on znanym działaczem społeczno-oświatowym i współpracownikiem Gościa Niedzielnego. W kopalni „Ferdinand” („Katowice”) w czasie okupacji pracowali jeńcy wojenni z obozu w Łambinowicach i ludność cywilna, którzy byli skoszarowani w barakach obok kopalni. Bogucice zostały wyzwolone spod niemieckiej okupacji 27 stycznia 1945 roku. Pod koniec stycznia 1945 roku pracownicy kopalni uratowali swój zakład od zniszczenia i pierwszy pociąg z węglem kamiennym odjechał z kopalni 30 stycznia tego samego roku.

### Okres powojenny

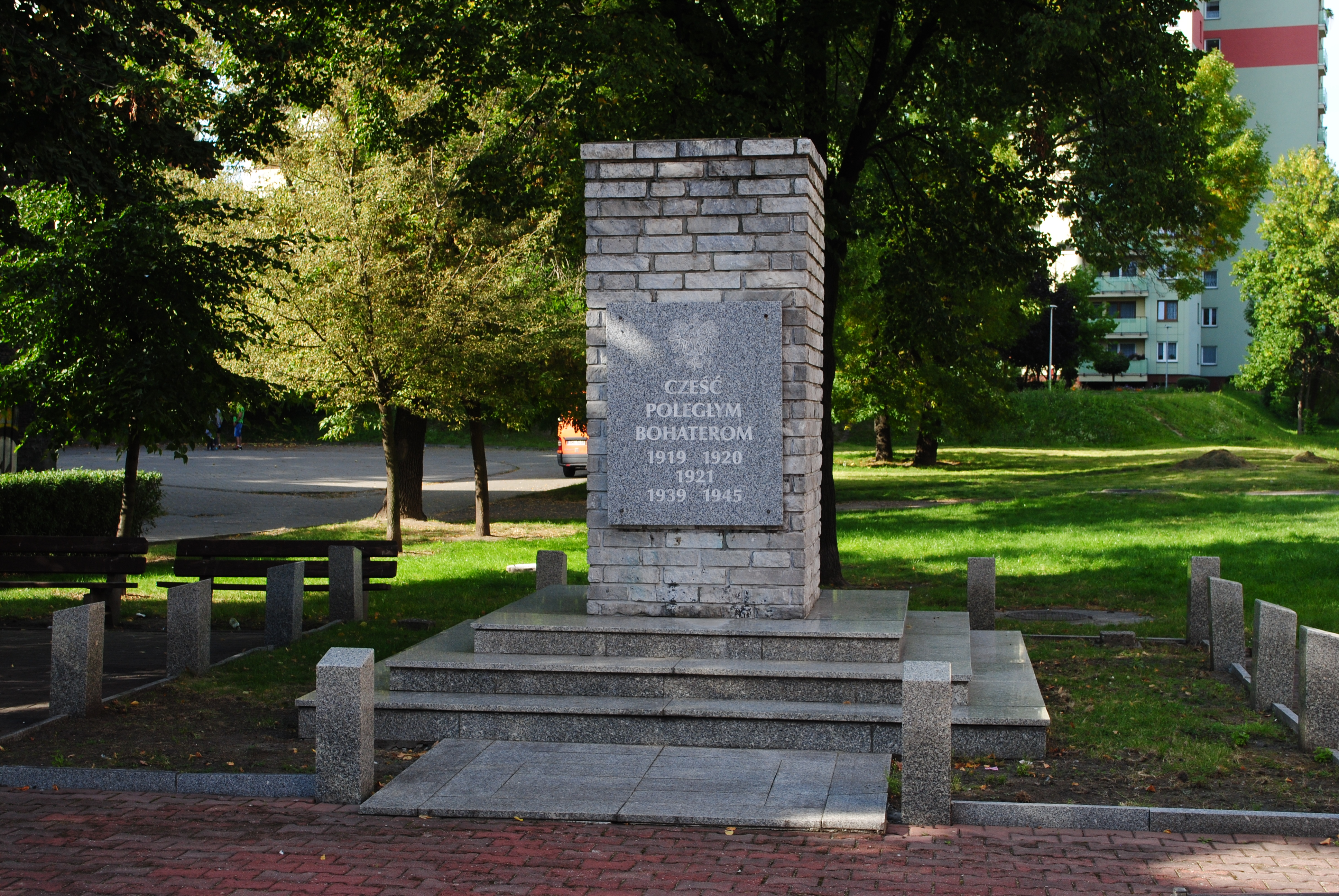
Pomnik Powstańców Śląskich z 1951 roku przy placu W. Wajdy

Okres Polski Ludowej był czasem intensywnego rozwoju Bogucic. Zaraz po II wojnie światowej powstała kolonia domków fińskich, zaś w latach następnych zaczęły powstawać bloki mieszkalne na zlecenie kopalni „Katowice”. Pomiędzy 1950 a 1956 rokiem powstała aleja W. Roździeńskiego – nazwę drodze nadano 30 października 1956 roku. W 1951 roku powstał obecny pomnik Powstańców Śląskich przy placu W. Wajdy. Bogucicka kopalnia w latach 1953–1956 nosiła nazwę „Stalinogród”. W latach 70. XX wieku zmodernizowano ulicę ks. L. Markiefki, przy której postawiono nowoczesny pawilon handlowy. W tym samym okresie, rejonie skrzyżowania ulic Bogucickiej i ks. L. Markiefki, w miejsce ogródków działkowych wytyczono duży węzeł drogowy (tzw. węzeł FSM), łączący aleję W. Roździeńskiego z ulicami Murckowską i Bagienną. Prace przy jego budowie rozpoczęto w styczniu 1976 roku. Lata 70. i 80. XX wieku były czasami rozwoju budownictwa mieszkaniowego w dzielnicy. W tym okresie powstały nowe osiedla mieszkaniowe: J. Kukuczki, W. Wajdy, Na Alpach oraz F. Ścigały. W 1985 roku ukończono budowę świątyni Pierwszego Zboru Kościoła Chrześcijan Baptystów w Katowicach przy ulicy Morawskiej.
Po okresie transformacji ustrojowej w Polsce, w dniu 16 września 1991 roku katowicka Rada Miejska przyjęła uchwałę, na mocy której 1 stycznia 1992 roku podzielono Katowice na 22 pomocnicze jednostki samorządowe i 22 obszary ich działania. Jedną z jednostek, oznaczoną nr 13, stały się „Bogucice”. W dniu 2 września 1991 swoją działalność w Bogucicach zaczęła Szkoła Podstawowa nr 40, zaś rok później w Bogucicach zaczęła funkcjonować Katolicka Szkoła Podstawowa. W dniu 26 czerwca 1996 roku na mocy zarządzenia doszło do połączenia kopalni „Katowice” z kopalnią „Kleofas”. Nowo powstałemu zakładowi nadano nazwę „Katowice-Kleofas”. W lipcu 1999 roku zakończono eksploatacji w Ruchu II „Katowice”.

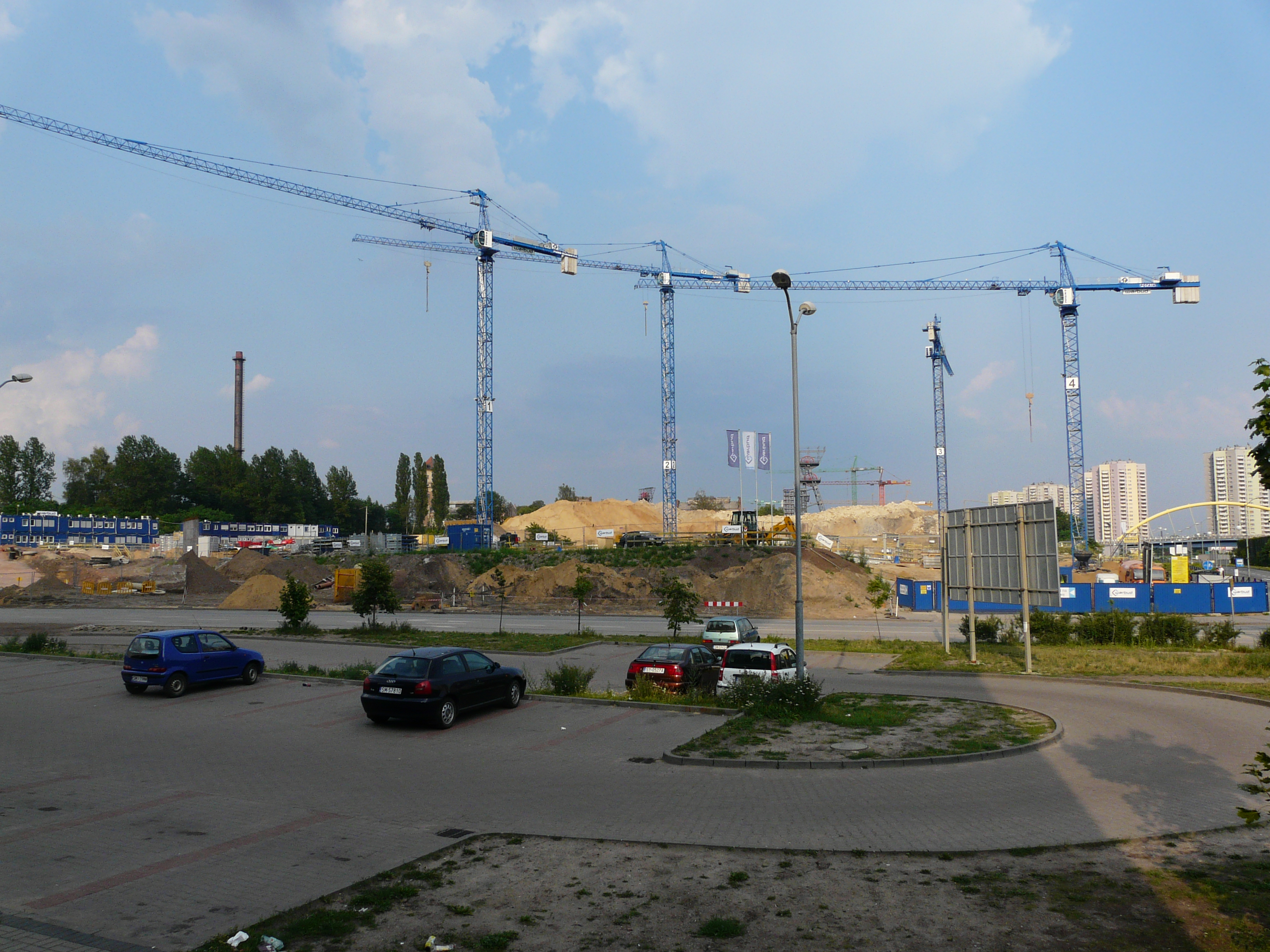
Budowa obiektów Strefy Kultury – siedziby NOSPR-u i Muzeum Śląskiego (lipiec 2012 rok)

W dniu 4 czerwca 2000 roku doszło do uroczystej koronacji obrazu Matki Bożej Boguckiej koronami papieskimi poświęconymi rok wcześniej w Gliwicach przez papieża Jana Pawła II. W 2003 roku zlikwidowano kładkę dla pieszych nad aleją W. Roździeńskiego, a w zamian wybudowano przejście podziemne. Trzy lata później Leszek Jęczmyk – mieszkaniec Bogucic, zdobył tytuł Ślązaka roku 2006 podczas szesnastej edycji konkursu Po naszymu, czyli po śląsku, która odbyła się 22 października 2006 roku. Po 70 latach przerwy, 1 kwietnia 2009 roku Zakon Bonifratrów pw. Aniołów Stróżów w Katowicach przejął zabudowę Szpitala Miejskiego Nr 1. W roku 650-lecia Bogucic, 15 października 2010 roku dokonano uroczystego otwarcia wyremontowanego po dwóch latach przerwy Miejskiego Domu Kultury „Bogucice”.
Na terenach po dawnej kopalni „Katowice” powstała Strefa Kultury. W latach 2011–2014 trwała budowa nowej siedziby Muzeum Śląskiego, a jej otwarcie odbyło się 26 czerwca 2015 roku. Nowy układ drogowy w Strefie Kultury otwarto 11 czerwca 2014 roku. Drogi te, położone w południowo-zachodniej części dzielnicy, zapewniły szybsze połączenie samochodowe z Katowicami i innymi miastami regionu. Jeszcze w tym samym roku, 1 października 2014 roku nastąpiło uroczyste otwarcie nowej siedziby Narodowej Orkiestry Symfonicznej Polskiego Radia w Katowicach. Miesiąc później, w dniach 21–22 listopada 2014 roku odbyły się obchody 80-lecia powstania Orkiestry Dętej Katowice, dawniejszej orkiestry kopalnianej przy kopalni „Katowice”. W dniu 21 czerwca 2015 roku abp. Celestino Migliore, nuncjusz apostolski w Polsce podniósł bogucicki kościół parafialny do rangi bazyliki mniejszej.

## Demografia
| Okres/ l. osób       | przedprodukcyjny (0–18 lat) | produkcyjny (18–60/65 lat) | poprodukcyjny (pow. 60/65 lat) | Razem  |
| -------------------- | --------------------------- | -------------------------- | ------------------------------ | ------ |
| Ogółem               | 2 175                       | 9 367                      | 2 887                          | 14 429 |
| kobiety              | 1 064                       | 4 461                      | 1 962                          | 7 487  |
| mężczyźni            | 1 111                       | 4 906                      | 925                            | 6 942  |
| Wskaźnik feminizacji | 96                          | 91                         | 193                            | 108    |

Jedne z najwcześniejszych danych dotyczących ludności Bogucic pochodzą z 1668 roku. Ówczesną wieś zamieszkiwało 24 gospodarzy wraz ze swoimi rodzinami. Materiały źródłowe z XVII i XVIII wieku podają, iż Bogucie były wówczas zamieszkane wyłącznie przez ludność polską. W latach 30. XVII wieku mieszkali tu m.in.: Jan Kowol, Barbara Bednarska, Mikołaj Dwornik, Marcin Ligęza i Teodor Jurczyk. W Katastrze Karolińskim z lat 1723–1725 wskazano, iż w Bogucicach były łącznie 44 gospodarstwa, w tym 21 zagrodnicze i 23 chałupnicze. W II połowie XVIII wieku znajdowało się 26 gospodarstw bogatych chłopów – kmieci, gospodarstw zagrodniczych było wówczas 17, zaś chałupników 17. W 1738 roku w Bogucicach żyło 4 kmieci, 12 zagrodników i 17 chałupników, zaś w 1798 roku 15 kmieci, 4 zagrodników i 6 chałupników. Pomiędzy latami 1745 i 1755 w metrykach parafii bogucickiej odnotowano 8 rodzin szlacheckich z Katowic, Karbowej i Bogucic. W 1783 roku wieś liczyła łącznie 157 bądź 255 mieszkańców. W strukturze społeczno-zawodowej Bogucic w 1800 roku najwięcej było zagrodników – 73 osoby. Ponadto mieszkało tutaj wówczas 26 kmieci i 3 chałupników.
Gwałtowny wzrost liczby mieszkańców zanotowano w XIX wieku wraz z rozwojem w Bogucicach działalności przemysłowej. Nowymi mieszkańcami Bogucic to byli w głównej mierze imigranci zarobkowi. W 1817 roku w Bogucicach mieszkało 339 osób, w tym 2 kmieci, 22 zagrodników, 48 chałupników i 1 młynarz. W 1825 roku obszar Bogucic zamieszkiwany był przez 553 osoby. Duży wzrost liczby ludności w ciągu ośmiu lat związany był w powstaniem w tym okresie huty cynku „Fanny” i kopalni „Ferdinand” (późniejsza kopalnia „Katowice”). Według sprawozdania wizytacyjnego z 15 października 1828 roku na terenie Bogucic mieszkały 662 osoby, a spośród wszystkich 2437 osób z bogucickiej parafii 2353 osoby były katolikami, 41 ewangelikami, a 42 osoby były wyznania mojżeszowego. Liczba ludności stale wzrastała – w 1840 roku Bogucice liczyły 956 osób, pięć lat później było ich 1342, w 1855 roku w Bogucicach mieszkało 2348 bądź 2384 osoby, zaś w 1861 roku liczba mieszkańców oscylowała na poziomie 2970 osób. W 1867 roku Bogucice zamieszkiwały 3764 osoby.
W 1871 roku Bogucice zamieszkiwało 4495 osób, w tym 4376 w gminie, zaś 119 na obszarze dworskim. W tym czasie pod względem pochodzenia 96,6% mieszkańców gminy Bogucice to byli obywatele Prus, zaś 3,4% było z innych państw. Spośród wszystkich ludzi, 38,7% ówczesnych mieszkańców Bogucic urodziło się w terenie gminy, 57,6% pochodziło z innych części Prus, zaś osoby urodzone w innym kraju stanowiły 3,7% mieszkańców wsi. W 1873 roku w rodzinach katolickich w Bogucicach urodziło się w 134 chłopców i 126 dziewczynek, a odprawiono wówczas 221 pogrzebów osób z Bogucic. Na przełomie XIX i XX wieku liczba urodzeń na 1000 mieszkańców rocznie w Bogucicach wahała się w przedziale 56,7–61,7‰ i była wyższa od średniej dla całego ówczesnego powiatu katowickiego. W 1890 roku gmina Bogucice liczyła łącznie 8098 osób, w 1900 roku 14 537, zaś w 1910 (bądź 1919) roku 22 292 osoby. Gmina Bogucice-Zawodzie o powierzchni 1104 ha, po włączeniu w 1924 roku do Katowic liczyła 23 993 mieszkańców. W 1927 roku w dzielnicy II Bogucice-Zawodzie mieszkało 24 930 osób, w 1931 roku 25 702 osoby, zaś w 1938 roku 27 239 osób.
Od lat 90. XX wieku notuje się systematyczny spadek liczby mieszkańców Bogucic. W 2005 roku w Bogucicach mieszkało 16 951 osób, zaś dwa lata później, pod koniec 2007 roku Bogucice liczyły 16 538 mieszkańców, co stanowiło 5,2% ludności całego miasta. Gęstość zaludnienia dzielnicy w tym okresie wynosiła 5947 osób/km² i była jedną z najwyższych spośród wszystkich katowickich dzielnic i znacznie wyższa od średniej wartości dla całego miasta wynoszącej wówczas 1916 osób/km². W 2010 roku Bogucice zamieszkiwało 15 733 osoby (5,1% mieszkańców miasta), zaś w 2011 roku dzielnica liczyła łącznie 15 424 osoby, zaś gęstość zaludnienia w tym czasie wynosiła 5 607,55 osób/km². W tym okresie 15% mieszkańców Bogucic było w wieku przedprodukcyjnym, 70,3% w wieku produkcyjnym, zaś w wieku poprodukcyjnych było 14,7% populacji dzielnicy. Według badań sondażowych przeprowadzonych w 2011 roku, 53,3% badanych mieszkańców Bogucic zadeklarowało narodowość polską, 18,3% narodowość śląską, zaś 28,3% jednocześnie śląską i polską. Pod koniec 2013 roku Bogucice było zamieszkiwane przez 14 871 osób, w tym 1755 osób w wieku do 14 lat, 1970 kobiet mających więcej niż 60 lat oraz 918 mężczyzn w wieku powyżej 65 lat, zaś ogółem osób w wieku powyżej 75 lat w Bogucicach było wówczas 778.
Szczegółowe dane dotyczące liczby ludności w poszczególnych latach na terenie Bogucic w historycznych granicach (do 1924 roku), dzielnicy Bogucice-Zawodzie (lata 1924–1939) oraz Dzielnicy nr 13 Bogucice (od 1988 roku) przedstawia poniższy wykres:
Źródła danych:
1783 (bądź 157 mieszkańców);
1817;
1825;
1828 (15 października);
1840;
1845;
1855 (bądź 2348 osoby);
1861;
1867;
1871 (w tym 4376 osób w gminie Bogucice i 119 osób na obszarze dworskim);
1880;
1885;
1890;
1895;
1900;
1905;
1910 (bądź 1919);
1924;
1931;
1938;
1988;
1997;
2005 (31 grudnia);
2010 (31 grudnia);
2015 (31 grudnia);
2020 (31 grudnia).

## Polityka i administracja
Dzielnica nr 13 Bogucice jest jedną z 22 dzielnic Katowic, stanowiących jednostkę pomocniczą gminy. Została ona powołana na mocy uchwały Rady Miejskiej w Katowicach jako jednostka samorządowa nr 13 w dniu 1 stycznia 1992 roku. Według Uchwały nr XLVI/449/97 Rady Miejskiej Katowic z dnia 29 września 1997 roku Bogucice jest statutową dzielnicą w zespole dzielnic śródmiejskich. Obowiązujący statut dzielnicy został ustanowiony na mocy Uchwały Nr XLI/903/21 Rady Miasta Katowice z 25 listopada 2021 roku. Zgodnie z przepisami statutu, organami dzielnicy jest Rada Dzielnicy oraz Zarząd Dzielnicy. Rada Dzielnicy składa się z 15 radnych wybieranych na pięcioletnią kadencję. Jest ona organem stanowiącym dzielnicy, a do zadań Rady Dzielnicy należy m.in. występowania do organów miasta Katowice w sprawie wniosków mieszkańców dzielnicy w zakresie jej działania, inicjowanie i organizowanie obchodów okolicznościowych, imprez kulturalnych, sportowych czy rekreacyjnych, opiniowanie inicjatyw lokalnych czy też wnioskowanie w sprawach miasta dotyczących obszaru Bogucic. Zarząd Dzielnicy zaś jest organem wykonawczym dzielnicy. Przewodniczący Zarządu reprezentuje dzielnicę na zewnątrz, a do zadań Zarządu należy m.in. przyjmowanie wniosków mieszkańców dzielnicy, organizowanie i koordynowanie inicjatyw społecznych, informowanie mieszkańców o sprawach dzielnicy bądź też przygotowywanie projektów uchwał Rady Dzielnicy.
W Bogucicach funkcjonuje Rada oraz Zarząd Dzielnicy nr 13 Bogucice. Swoją siedzibę ma w gmachu filii Bogucice MDK „Bogucice-Zawodzie” przy ulicy ks. L. Markiefki 44a. Przewodniczącą Rady Dzielnicy w czerwcu 2022 roku była Jowita Hercig, zaś Przewodniczącą Zarządu Dzielnicy była wówczas Anna Malik. W 2021 roku przedstawiciele Rady i Zarządu brali udział w szeregu spotkań informacyjnych, edukacyjnych w wydarzeniach kulturalnych odbywających się na terenie Bogucic. Reprezentowali oni dzielnicę podczas uroczystości miejskich i lokalnych organizowanych m.in. przez MDK Bogucice-Zawodzie i szkoły, w Festiwalu Organizacji Pozarządowych, szkoleniach czy na sesjach Rady Miasta Katowice. Radni w tym czasie aktywni uczestniczyli w kolejnych edycjach katowickiego Budżetu Obywatelskiego inicjatywach lokalnych.
Historycznie Bogucice były położone na ziemi mysłowickiej. Dobra mysłowickie zaś wchodziły w skład Wolnego Państwa Stanowego, a wcześniej od XIV wieku kasztelanii pszczyńskiej i w XIII wieku mikołowskiej. Obszar części współczesnych Katowic – Bogucice, Jaźwce, Roździeń, Szopienice i Załęże w 1360 roku Mikołaj II sprzedał Ottonowi z Pilicy, zachowując nad nimi zwierzchnictwo. Właściciele Bogucic zmieniali się równie często jak właściciele ziemi pszczyńskiej i dóbr mysłowickich. W 1480 roku ziemie mysłowicką przejął od książąt opolskich Kazimierz Cieszyński, który w 1517 roku odstąpił ją Aleksemu Turzonowi. Po dziewiętnastu latach, w 1536 roku właścicielem dóbr został Stanisław Salomon. Doprowadził on do wyodrębnienia się z księstwa pszczyńskiego ordynacji mysłowickiej. Ordynacja ta w 1637 roku, po zawarciu małżeństwa Jadwigi Salomonówny z Krzysztofem Mieroszewskim, ordynacja przeszła w ręce rodziny Mieroszewskich. Aleksander Mieroszewski w 1839 roku sprzedał ordynację mysłowicką wraz ze znajdującymi się w nim Bogucicami Marii von Winckler. W 1851 roku dobra te przejął Hubert von Tiele-Winckler.
Po 1742 roku, kiedy większość Śląska przejęły Prusy, na Górnym Śląsku ustanowiono powiaty, w tym bytomski i pszczyński. Kiedy po wojnach napoleońskich utworzono rejencję opolską, w 1818 roku dokonano także zmian granic niektórych powiatów. Wówczas to do powiatu bytomskiego włączono m.in. Bogucice. W dniu 27 marca 1873 roku z powiatu bytomskiego wydzielono nowy powiat – katowicki, co było spowodowane gwałtownym wzrostem liczby mieszkańców tego obszaru. Stolicą powiatu zostały Katowice, zaś w jej skład nowo powołanej jednostki weszła także gmina i obszar dworski Bogucice.
W dniu 1 stycznia 1874 roku powstały w sześciu wschodnich prowincjach Prus, w tym na Górnym Śląsku, nowe jednostki administracyjne, nazwane okręgami urzędowymi (niem. Amtsbezirk), obejmujących kilka gmin bądź obszarów dworskich. W powiecie katowickim, do którego wówczas należały Bogucice, powołano okręg urzędowy Bogucice, w skład którego weszła gmina wiejska Bogucice i obszar dworski Bogucice. Pierwszy naczelnik urzędował zaś w hucie „Kunegunda” w Zawodziu. Na początku XX wieku powołano wspólną pomiędzy Bogucicami i Zawodziem gminę. Antoni Steuer wskazuje jednak, że Zawodzie nigdy w historii nie było osobną gminą, gdyż nie jest to nigdzie udokumentowane.

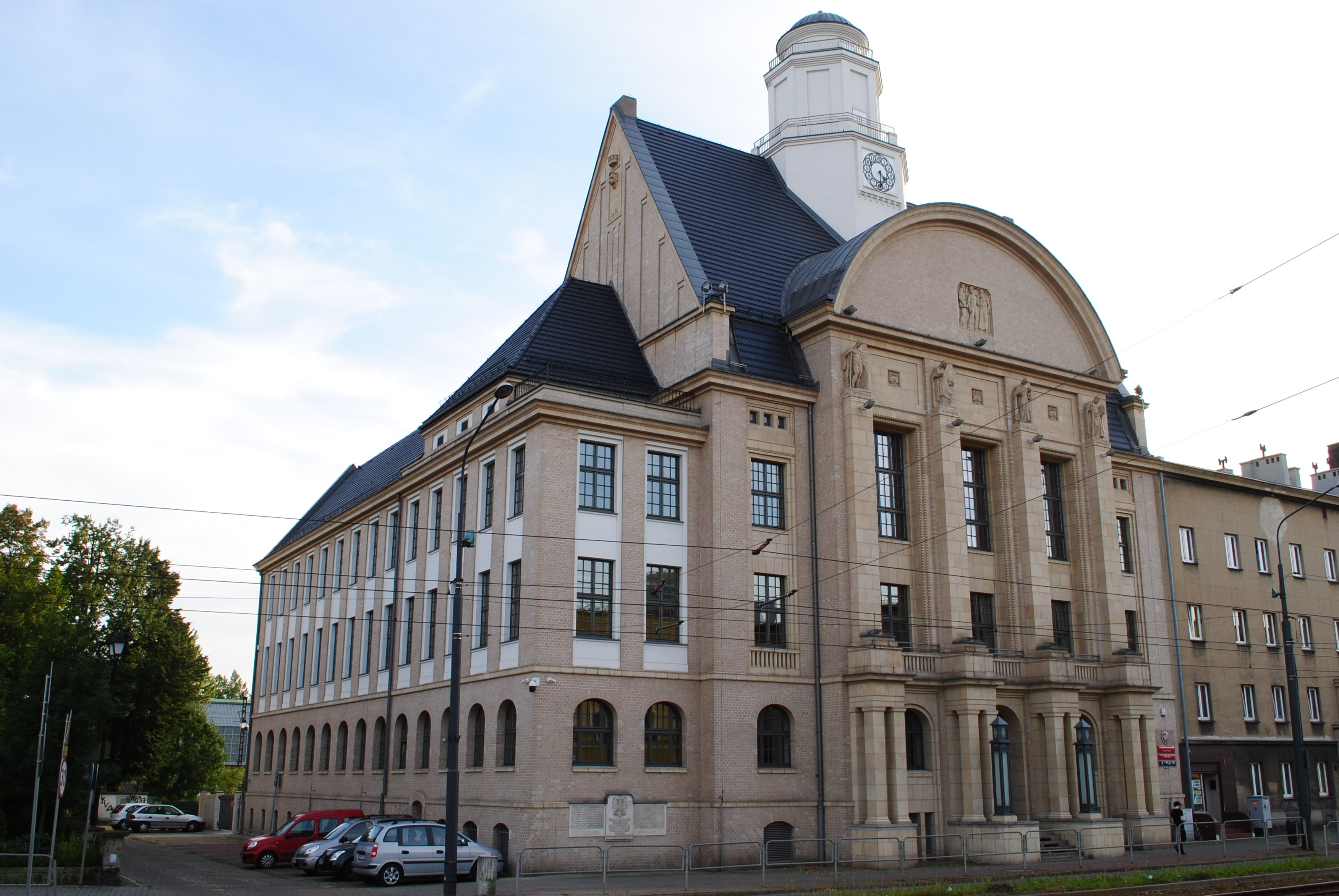
Gmach dawnego ratusza gminy Bogucice w Zawodziu; obecnie rektorat Uniwersytetu Ekonomicznego (ul. 1 Maja 50)

Obszar dworski w Bogucicach znajdował się po na południowy zachód od wsi – na jego terenie powstała późniejsza kopalnia „Katowice”. W dniu 1 stycznia 1901 roku obszar ten włączono o gminy Bogucice, zaś 1 stycznia 1913 roku doszło do zmniejszenia się obszaru gminy, wyłączając z niego część gruntów o powierzchni około 50 ha położonych na terenie współczesnego „Spodka” na Koszutce na rzecz obszaru dworskiego Katowice. W zamian gmina Bogucice uzyskała działki w Zawodziu i kwotę 100 tys. marek. W dniu 1 kwietnia 1919 roku do Bogucic włączono część katowickiego obszaru dworskiego na północ od centrum miasta, co zostało oprotestowane przez władze miasta Katowice. W 1912 roku przy ulicy 1 Maja w Zawodziu oddano do użytku gmach ratusza gminy Bogucice. Na mocy uchwały rady gminy w dniu 1 maja 1918 roku Bogucice otrzymały nazwę Bogutschütz-Nord, zaś Zawodzie przemianowano ją na Bogutschütz-Süd. Dwa lata później, 10 marca 1920 roku nowa rada gminy przemianowała nazwę gminy na Bogutschütz-Zawodzie. W 1922 roku, po przyłączeniu części Górnego Śląska do Polski, gmina Bogucice była dalej częścią powiatu katowickiego.
Na mocy Ustawy Sejmu Śląskiego z 15 lipca 1924 roku postanowiono o włączeniu do Katowic m.in. gminy Bogucice. Ustawa ta weszła w życie 15 października 1924 roku. W 1925 roku Rada Miejska w związku z powiększeniem granic miasta oraz liczby mieszkańców podzieliła Katowice na dzielnice. Powołano wówczas także dzielnicę Bogucice-Zawodzie, obejmujący m.in. obszar współczesnej Dzielnicy nr 13 Bogucice.
Po zajęciu Polski przez nazistowskie Niemcy w 1939 roku, nowe władze okupacyjne przywróciły urzędowe nazewnictwo miejscowości na terenie Katowic według stanu sprzed 1922 roku. Dnia 3 lutego 1942 roku na mocy rozporządzenia prezydenta prowincji górnośląskiej ustanowiono nowy podział administracyjny miasta. Wówczas to Bogucice znalazły się wraz z Zawodziem w dzielnicy Kattowitz-Ost. Po objęciu przez władze polskie w 1945 roku administracji w Katowicach przywrócono stan prawny z dnia 1 września 1939 roku. Współczesne Katowice (wówczas Stalinogród) w 1954 roku zostały podzielone na trzy dzielnice, z czego tereny Bogucic weszły w skład dzielnicy Bogucice-Zawodzie. Prezydium Dzielnicowej Rady Narodowej zaś znajdowało się na terenie współczesnego Śródmieścia, najpierw przy ulicy Warszawskiej 20, potem przy ulicy Mariackiej 4/6. Podział ten zniesiono w 1973 roku.

### Godło napieczętne
Najstarsze zachowane pieczęcie Bogucic pochodzą z 1723 roku i znane są z Katastru Karolińskiego. Z tego okresu znane jest także pierwsze godło Bogucic. Pieczęć z 1723 roku przedstawiała krzyż równoramienny o rozszerzonych końcach i była bez legendy. Szybko zostało ono jednak zapomniane, gdyż na nowych tłokach sporządzonych pół wieku później już w czasach Królestwa Prus, zastąpiono je nowymi, a ustalone wówczas godło było używane nieprzerwanie do końca istnienia samodzielnej gminy.
Godło Bogucic miało charakter religijny i przedstawiało scenę modlitewną. Godło na pieczęci począwszy od tej z 1818 roku przedstawia scenę z klęczącym mężczyzną przed ołtarzem, na którym stoi krucyfiks. Mężczyzna odziany jest w świecki strój – rozciętą z boku kurtkę i spodnie, zaś w rękach trzyma otwarty modlitewnik. Na pieczęci z lat 1906–1922 i nowszych godło to jest zmodyfikowane – przedstawia on mężczyznę ze złożonymi w geście modlitewnym rękoma i klęczącego przed ołtarzem, na którym stoi krucyfiks i leży otwarta księga.

## Gospodarka

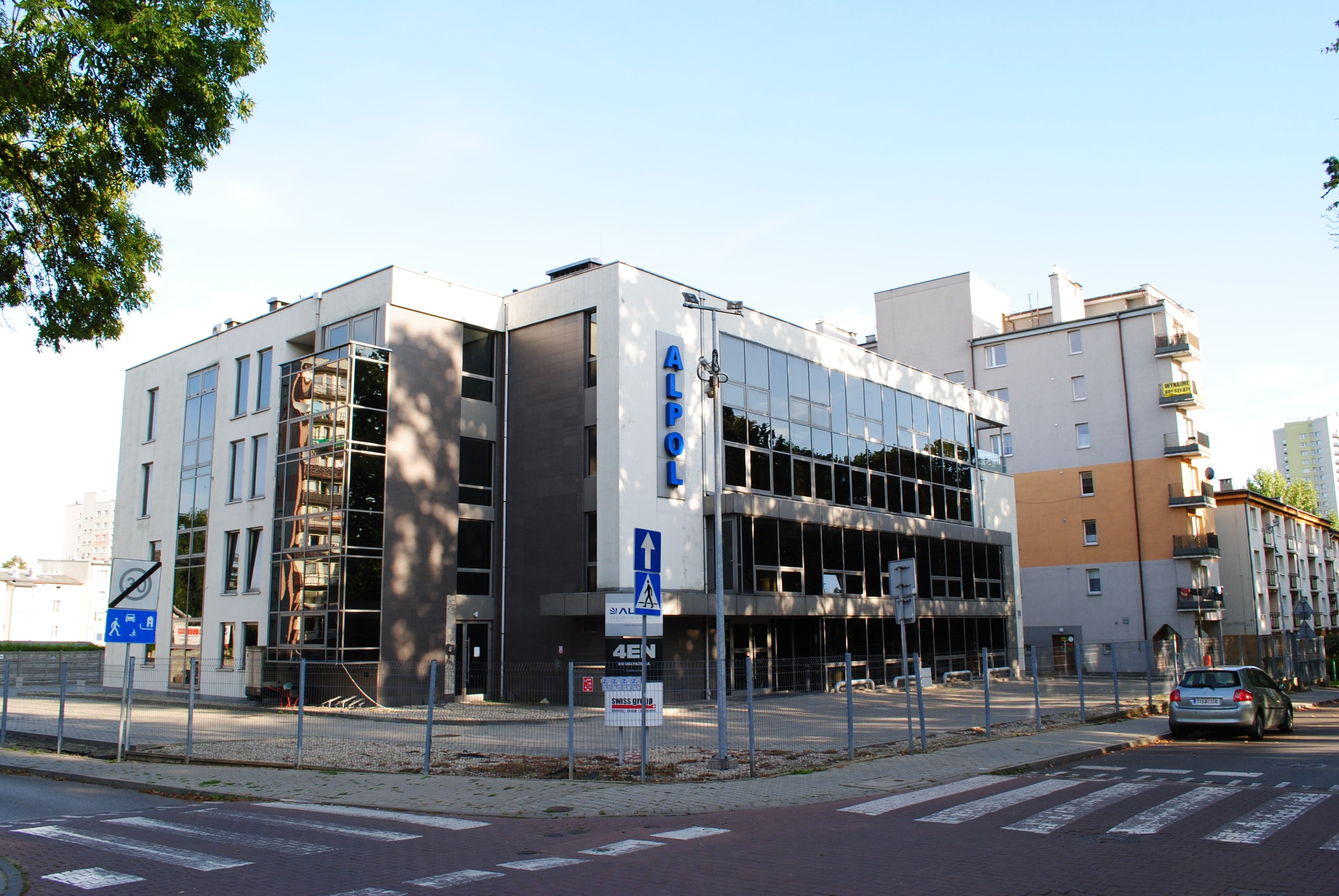
Biurowiec przy ulicy ks. F. Ścigały

Dominującą funkcją Bogucic po likwidacji kopalni „Katowice” jest funkcja mieszkaniowa. W ostatnim okresie została jednak ona wzbogacona o działalność kulturalną związaną z dynamicznie rozwiniętą Strefą Kultury, w której w bogucickiej części ulokowano nowe obiekty o dużym znaczeniu: siedzibę Narodowej Orkiestry Symfonicznej Polskiego Radia i Muzeum Śląskiego w Katowicach. Do pozostałych funkcji Bogucic należą m.in. funkcje: naukowo-badawcza (EMAG przy ulicy Leopolda) oraz biznesowa (prowadzona w zmodernizowanych i nowo powstałych powierzchniach biurowych przy ulicy ks. F. Ścigały, w tym Equity Investments Katowice). Rozmieszczenie zaś placówek handlowo-usługowych w Bogucicach ma charakter linearny, tj. wzdłuż głównej ulicy – ks. L. Markiefki. Usługi w niej stanowią z reguły obudowę głównej ulicy w parterach przyległych do niej budynków.
W dniu 31 grudnia 2013 roku w systemie REGON zarejestrowanych było 1687 przedsiębiorstw z siedzibą w Bogucicach (3,7% wszystkich firm w Katowicach), zaś spośród nich 1605 przedsiębiorstw stanowiły mikrofirmy. Pod koniec 2013 roku 548 osób w Bogucicach pozostawało bez pracy, co stanowiło wówczas 3,69% mieszkańców dzielnicy. W tym udziale osób bezrobotnych do 25 roku życia było 83, a 215 osób było długotrwale bezrobotnych.

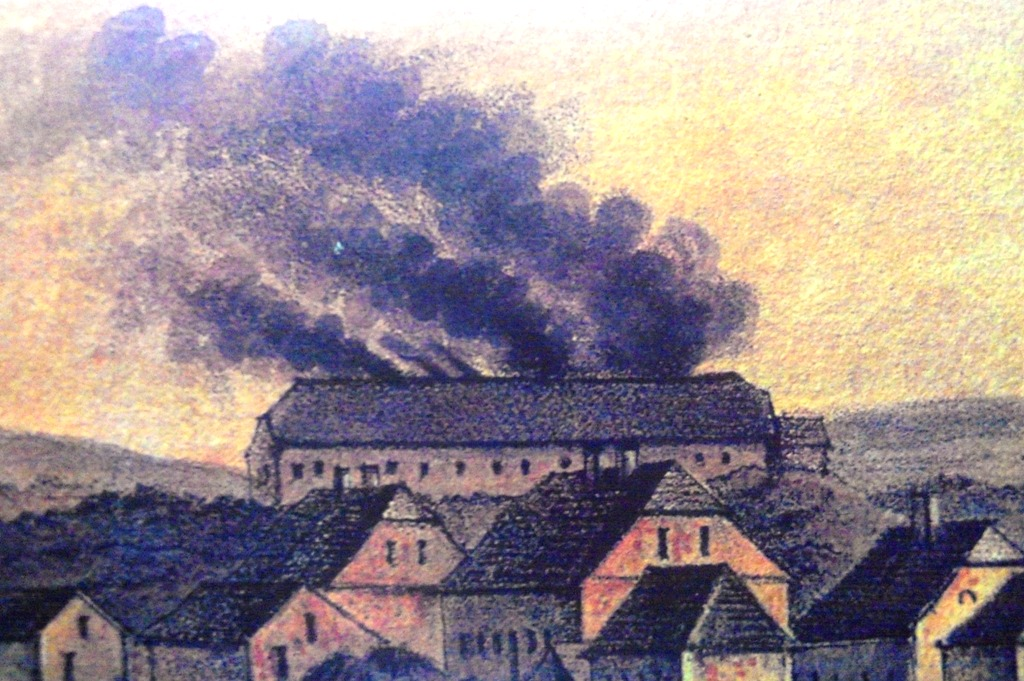
Dymy nad hutą cynku „Fanny” – litografia E. Knippla z poł. XIX wieku

Historycznie na terenie Bogucicach rozwijał się początkowo przemysł ciężki związany z hutnictwem cynku oraz górnictwem węgla kamiennego. Obok huty „Fanny” na terenach Bogucic powstała huta cynku „Franz”. Została ona założona w 1818 roku. Tę, oraz hutę Fanny połączono w 1860 roku w jedna zakład – „Fanny-Franz”. Po północno-wschodniej stronie Bogucic została założona jeszcze jedna huta cynku – „Norma”. Została ona uruchomiona w 1842 roku, a jej właścicielem był Aleksander Schreiber, a potem Friedrich Eduard von Löbbecke i Adolf Wolff. Zakład ten działał w pojedynczej hali, która mieściła 10 pojedynczych pieców 20-muflowych. W pierwszym okresie działalności zakładu pracowało w hucie 50 pracowników, a huta dostarczała początkowo 240 ton cynku rocznie. Przy hucie powstała zaś kolonia robotnicza Norma. W dniu 1 listopada 1880 roku (bądź w 1881 roku) huta „Norma” stała się własnością koncernu Georg von Giesches Erben. Zakład ten został zmodernizowany, a w 1905 roku huta dostarczyła 1,7 tys. ton cynku przy zatrudnieniu 79 osób. Na początku XX wieku zakład był już przestarzały, a spółka w Roździeniu uruchomiła nową hutę cynku – „Bernhardi”. Huta Norma została ostatecznie unieruchomiona 1 kwietnia 1906 roku.

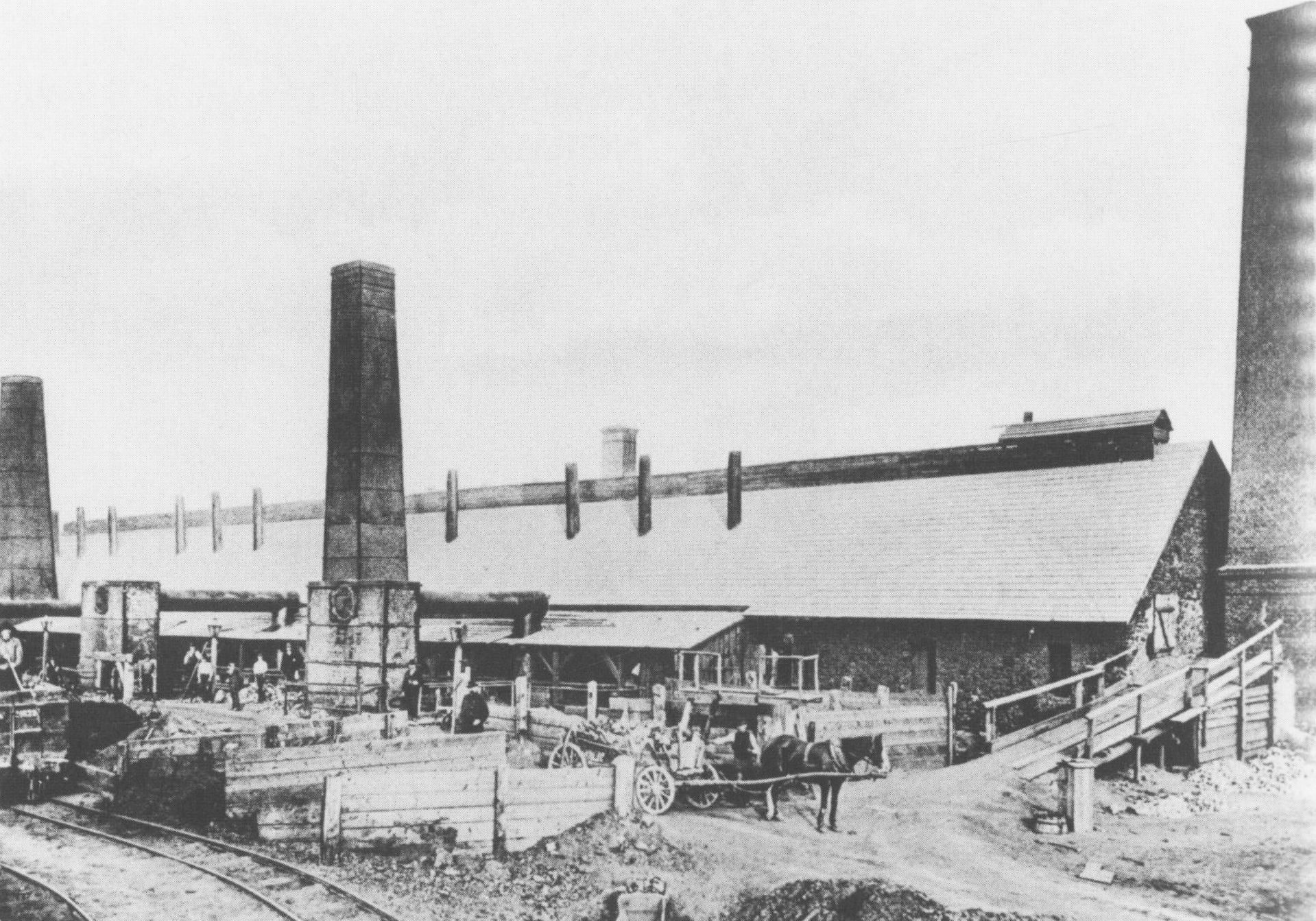
Huta „Norma” w Bogucicach – zdjęcie z około 1900 roku

Na gruntach wsi Bogucice i częściowo w Katowicach została założona kopalnia węgla kamiennego „Ferdinand” (później „Ferdynand” i „Katowice”). Była to jedna z najdłużej fedrujących kopalni na terenie całych Katowic, działająca w latach 1823–1999. Prace nad jej budową rozpoczęto już w 1822. W dniu 3 maja 1823 Urząd Górniczy w Brzegu nadał kopalnię, a potwierdzenie tego faktu uzyskano w Berlinie 21 maja 1823 roku. Wniosek o nadanie złożył w Tarnowskich Górach 8 sierpnia 1822 roku rotmistrz i faktor solny Ignatz Ferdinand von Beym i od drugiego imienia wnioskodawcy pochodziła pierwotna nazwa kopalni. Zakład ten pierwotnie należał do gwarectwa utworzonego 14 października 1823 roku. Najwięcej kuksów posiadał Stanisław Mieroszewski, a po jego śmierci odziedziczył je jego syn Aleksander Mieroszewski. Von Beym miał 20 kuksów, zaś Izaak Freund z Tarnowskich Gór 29 kuksów.
W pierwszym roku pracy kopalni wydobyto w niej 3100 ton węgla kamiennego. Wincklerowie po nabyciu ordynacji mysłowickiej w 1839 roku, prócz ziemi i pierwszeństwa do eksploatacji zasobów mineralnych otrzymali także 61 kuksów kopalni „Ferdinand” oraz 30,5 kuksów kopalni „Belle-Alliance” położonej wówczas na terenie dzisiejszej Koszutki. Obszar eksploatacji kopalni „Ferdinand” w 1844 roku został poszerzony, a kopalnia w tym okresie dostarczała węgiel kamienny do pobliskiej huty cynku „Fanny”. Na mocy decyzji Sądu Górniczego w Tarnowskich Górach 19 czerwca 1845 roku doszło do konsolidacji kopalni „Ferdinand” z zakładem „Bertram”. Sama zaś kopalnia „Bertram” została założona na terenie Bogucic na wniosek Franza von Wincklera z 18 sierpnia 1841 roku. Kopalnia nadanie uzyskała w Brzegu 22 lipca 1842 roku, a zatwierdzenie w Berlinie 23 lipca tego samego roku.

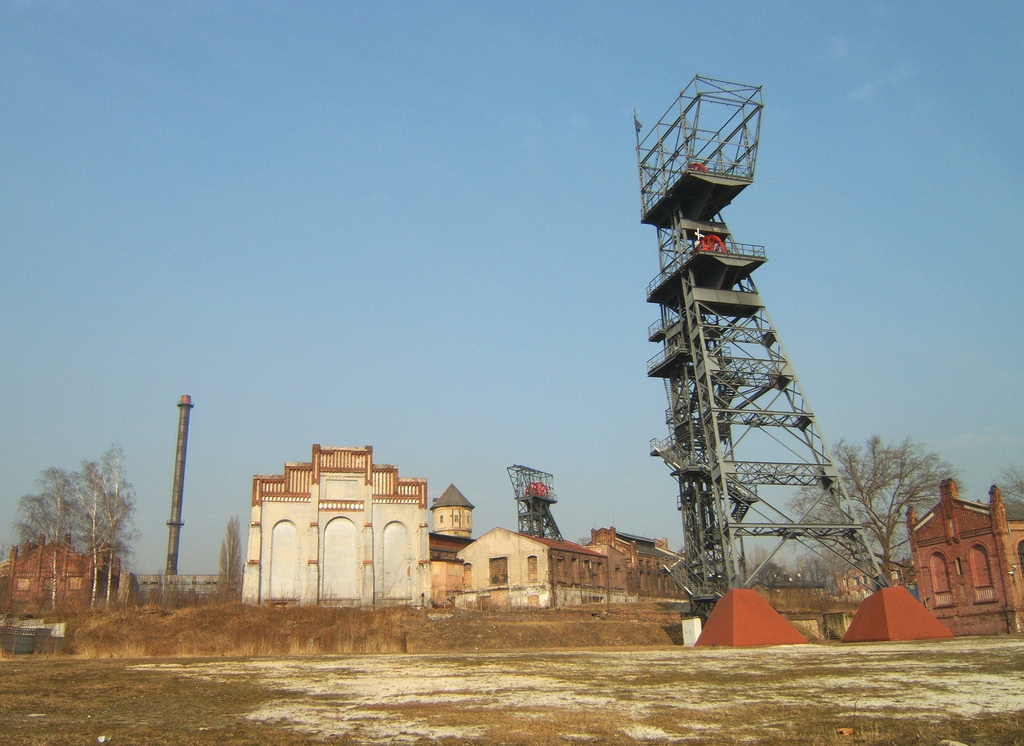
Tereny po Kopalni Węgla Kamiennego „Katowice” w 2011 roku

W 1875 roku doszło do zalania kopalni „Ferdinand”, a wypompowanie w niej wody wraz z usuwaniem szkód zajęło półtora roku. W dniu 25 listopada 1885 roku kopalnię „Artur” wraz z polami „Belle-Alliance”, „Belle-Alliance II”, „Pfarrfeld” i „Kattowitz” przyłączono do skonsolidowanej kopalni „Ferdinand”. W 1889 roku kopalnię Ferdinand przejęła Katowicka Spółka Akcyjna dla Górnictwa i Hutnictwa. W 1900 roku kopalnia zatrudniała ponad 2,1 tys. robotników, a wydobyto wówczas 701,5 tys. ton węgla kamiennego. W 1937 roku kopalnia Ferdynand weszła w skład w koncernu Wspólnota Interesów Górniczo-Hutniczych. W 1936 roku kopalnię przemianowano z „Ferdynand” na „Katowice”, zaś po zajęciu Bogucic przez Niemcy w 1939 roku powrócono do pierwotnej nazwy.
W 1978 roku z kopalni „Katowice” wydobyto 1,8 mln ton węgla kamiennego przy zatrudnieniu sięgającym 3,4 tys. pracowników. W dniu 26 czerwca 1996 roku Zarządzeniem Prezesa Katowickiego Holdingu Węglowego kopalnię „Katowice” połączono z kopalnią „Kleofas”, powołując Kopalnię Węgla Kamiennego „Katowice-Kleofas”, podzielona na Ruch I – „Kleofas” i Ruch II – „Katowice”. W ostatnim roku samodzielniej działalności kopalni zakład dostarczył 1,3 mln ton węgla kamiennego przy zatrudnieniu 2,8 tys. osób. W związku z trwałą nierentownością zakładu, w 1999 roku zakończono działalność kopalni – w lipcu zakończono wydobycie, zaś prace likwidacyjne trwały do 30 czerwca 2001 roku.
W Bogucicach występują złoża iłów ceramiki budowlanej, a ich eksploatacja została w przeszłości zaniechana. Przy ulicy Nadgórników 5 działała jedna z dwóch cegielni kopalni „Katowice”. Została ona założona w 1904 roku. Powstała wówczas suszarnia i sortownia cegieł, a w 1905 roku cegielnię wyposażono w piece. Istniała ona do lat 70. XX wieku. W cegielni produkowano cegłę budowlaną, a glinę pobierano z pobliskiej glinianki.

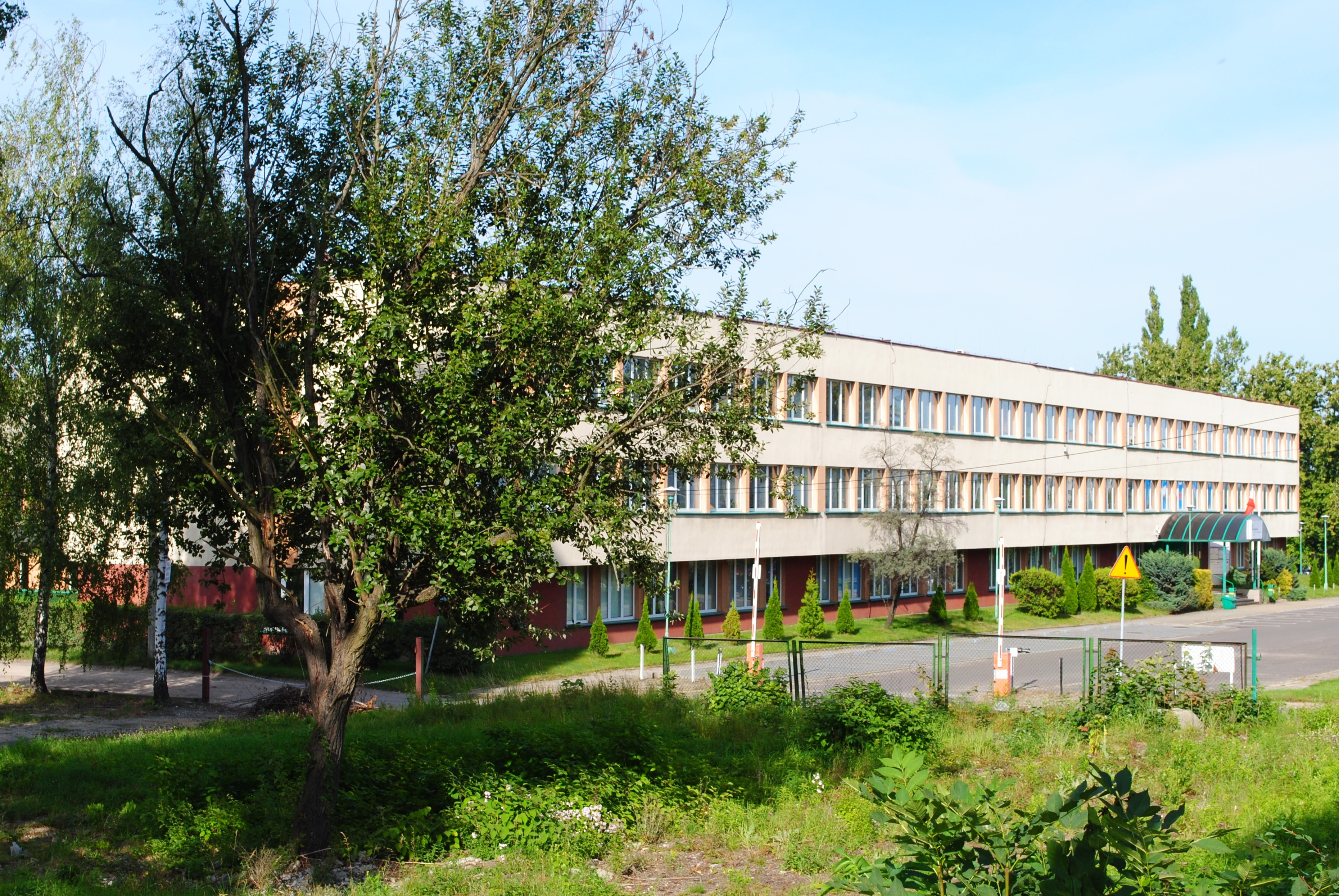
Siedziba przedsiębiorstwa pn. Sieć Badawcza Łukasiewicz – Instytut Technik Innowacyjnych EMAG (ul. Leopolda 31)

Jedną z najważniejszych instytucji w Bogucicach jest EMAG. Historia instytutu sięga 1957 roku, kiedy to z połączenia Centralnego Biura Konstrukcji Maszyn Górniczych z Instytutem Mechanizacji Górnictwa powstał Instytut Doświadczalno-Konstrukcyjny Przemysłu Węglowego, który w 1958 roku przemianowano na Zakłady Konstrukcyjno-Mechanizacyjne Przemysłu Węglowego. Na mocy zarządzenia Ministra Górnictwa i Energetyki z dnia 30 grudnia 1975 roku powołano Ośrodek Badawczo-Rozwojowy Systemów Mechanizacji Elektrotechniki i Automatyki Górniczej SMEAG. Instytut w ciągu kilkunastu lat od utworzenia osiągnął pozycję ważnego ośrodka naukowo-badawczego, zwłaszcza w dziedzinie automatyki przemysłowej, systemów bezpieczeństwa i monitorowania zagrożeń naturalnych oraz aparatury. W 1990 roku utworzono Ośrodek Badawczo-Rozwojowy Elektrotechniki i Automatyki Górniczej EMAG, który dwa lata później przemianowano na Centrum Elektryfikacji i Automatyzacji Górnictwa EMAG. Od 1 kwietnia 2019 roku instytut współtworzy Sieć Badawczą Łukasiewicz. Współcześnie Sieć Badawcza Łukasiewicz – Instytut Technik Innowacyjnych EMAG prowadzi badania naukowe i prace rozwojowe w różnych dziedzinach, głównie w tematyce informatyki, telekomunikacji, technologii informacyjnej w monitorowaniu, inżynierii informatycznej, automatyki i elektroniki oraz inżynierii środowiska. Siedziba instytutu mieści się przy ulicy Leopolda 31.
W Bogucicach przy alei W. Roździeńskiego 93 siedzibę ma jedna z czołowych polskich firm branży meblarskiej – Agata. Historia firmy sięga 1952 roku i wiąże się z powstałym wówczas przedsiębiorstwem o nazwie Bytomskie Fabryki Mebli. W 2022 roku Agata posiadała 32 salony wielkopowierzchniowe w całym kraju, w tym również na terenie Bogucic. W sąsiedztwie Agaty, na terenie dzielnicy znajduje się zaś magazyn sklepu IKEA – sam zaś sklep położony jest w Dąbrówce Małej.
Do innych znaczących przedsiębiorstw w Bogucicach należą m.in.: oddział hurtowni farmaceutycznej SLAWEX (ul. Leopolda 31), oddział dealera samochodów używanych AAA AUTO (al. W. Roździeńskiego 91) i dystrybutor rozwiązań z dziedziny systemów zabezpieczeń ALPOL (ul. ks. F. Ścigały 10)

## Infrastruktura techniczna

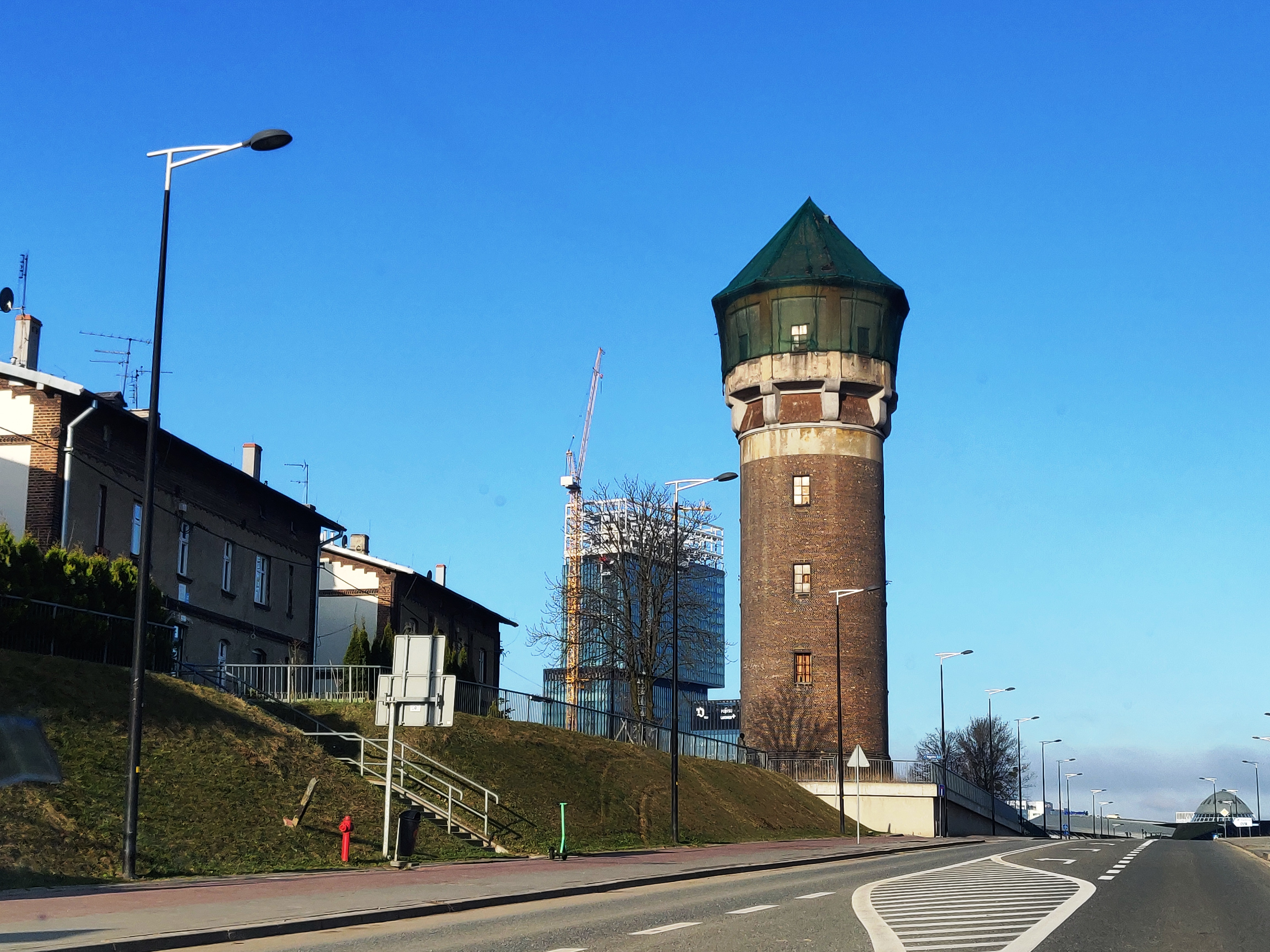
Wieża ciśnień położona przy ulicy H.M. Góreckiego

Zaopatrzenie terenów Bogucic w bieżącą wodę odbywa się przez zbiorniki sieciowe Mikołów i Murcki. Są one zasilane ze stacji uzdatniania wody w Dziećkowicach, Goczałkowicach-Zdroju i Kobiernicach. Wody te są tłoczone do wspólnego systemu rozrządu Górnośląskiego Przedsiębiorstwa Wodociągowego, skąd za pomocą systemu magistral wodociągowych i przyporządkowanej do nich sieci rozdzielczej Katowickich Wodociągów zaopatrywane są m.in. Bogucice w wodę. Przez Bogucice przebiega wodociąg tranzytowy GPW. Biegnie on w ciągu ulic: J. Ordona – K. Mieroszewskiego – ks. L. Markiefki – Normy – Podhalańska – Bohaterów Monte Cassino – Leopolda. Średnie zużycie wody w Katowicach w 2012 roku na 1 osobę wynosiło 36,3 m³.

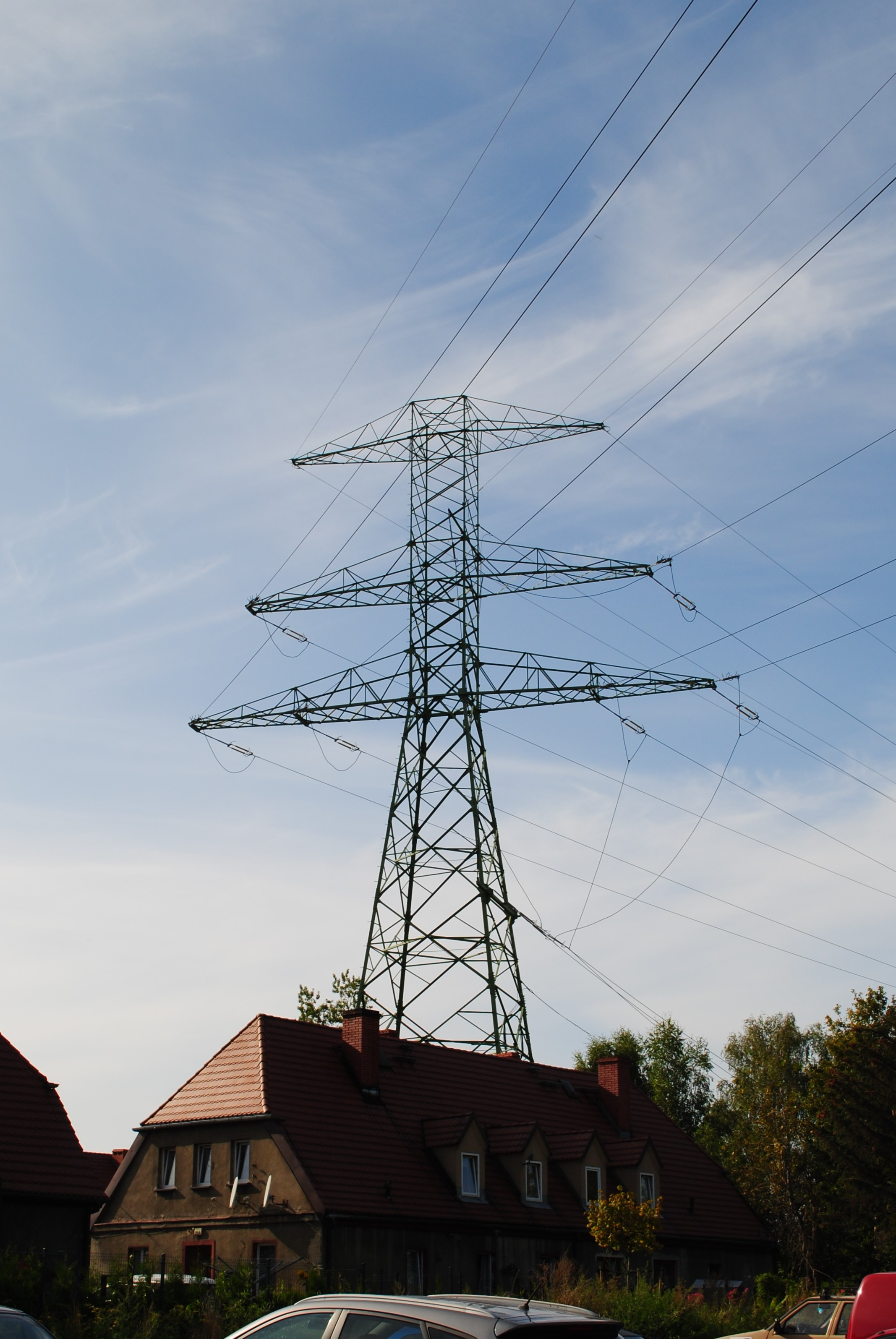
Słup sieci elektroenergetycznej w rejonie ulicy Leopolda

Bogucice dzięki kopalni „Ferdinand” („Katowice”) jeszcze przed Katowicami uzyskały dostęp do sieci wodociągowej. Wodociąg w Bogucicach powstał w latach 1870–1871, wybudowany przez kopalnię. Sieć ta miała wynagrodzić mieszkańcom Bogucic straty spowodowane wysychaniem studni wskutek eksploatacji górniczej. Wzdłuż obecnej ulicy ks. L. Markiefki zainstalowano publiczne pompy, z których mieszkańcy mogli bezpłatnie czerpać wodę. Przy ulicy powstało wówczas łącznie 7 pomp. Wodociąg ten istniał w takiej formie do 1 stycznia 1910 roku, kiedy to gmina Bogucice przejęła od kopalni sieć wodociągową. W latach 1895–1897 powstało prowadzące w kierunku Bogucic odgałęzienie wodociągu prowadzącego z Alfreda przez Koszutkę do Katowic. Woda z tego wodociągu była dostarczana z zalanej kopalni kruszców w Dąbrówce Wielkiej. Od 1910 roku kopalnia „Ferdinand” korzystała z ujęć wodnych na Potoku Leśnym, zaś przed 1914 rokiem przy ulicy Nadgórników wybudowała ona wieżę ciśnień. W latach 1929–1931 powstało ujęcie na Białej Przemszy w Maczkach, skąd poprowadzono rurociąg magistralny Sosnowiec – Dąbrówka Mała – Pniaki – Bogucice – Dąb, dzięki czemu poprawiło się zaopatrzenie Katowic w bieżącą wodę. W 1938 roku dostęp do sieci wodociągowej posiadało 95,3% budynków w dzielnicy Bogucice-Zawodzie.
Sieć kanalizacji w Bogucicach jest położona w zlewni Oczyszczalni Ścieków Gigablok, która leży w zlewni Rawy. Eksploatacją sieci kanalizacji sanitarnej i ogólnospławnej w dzielnicy zajmuje się należący do Katowickich Wodociągów Oddział Eksploatacji Sieci Kanalizacyjnej – Centrum, zaś kanalizacją deszczową zarządza Miejski Zarząd Ulic i Mostów w Katowicach. Na terenie Bogucic i samego osiedla J. Kukuczki sieć kanalizacyjna jest rozdzielona na sanitarną i deszczową, zaś w ciągu ulic Ludwika – ks. L. Markiefki oraz Nadgórników – ks. F. Ścigały – Kopalnianej przebiega jeden z głównych kolektorów kanalizacji ogólnospławnej.

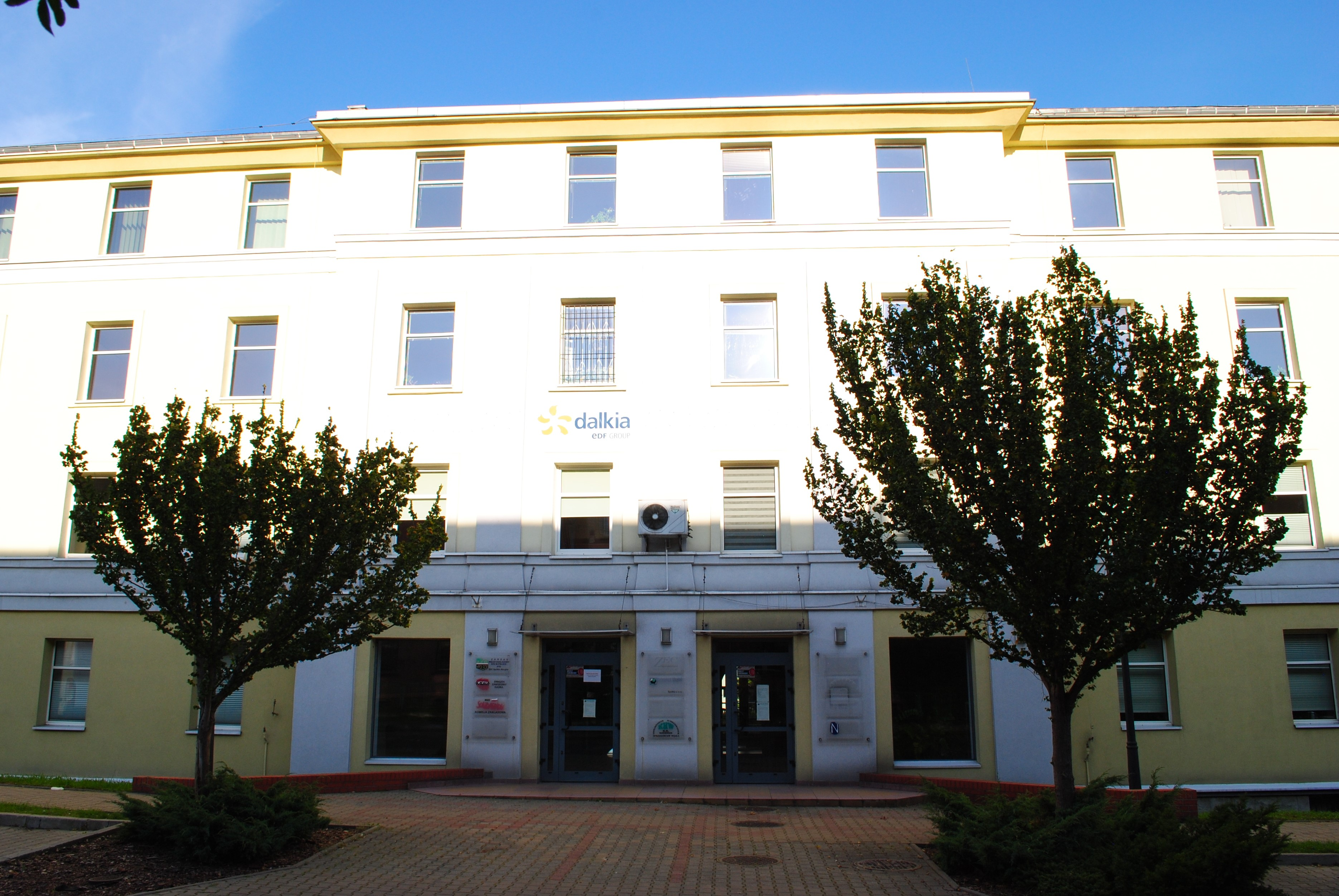
Siedziba firmy Dalkia Polska Energia (ul. ks. F. Ścigały 14)

Gmina Bogucice już w 1902 roku planowała skanalizować biegnący przez dzisiejszą ulicę ks. L. Markiefki rów, w którym spływały wszelkie nieczystości. Ostatecznie podjęto decyzję na budowę całej sieci wraz z oczyszczalnią ścieków. Została ona zaprojektowana w 1906 roku przez Maxa Rosenquista. W Bogucicach do końca 1907 roku powstała sieć kanalizacji ogólnospławnej, zaś całość sieci, włącznie z Zawodziem, uruchomiono w listopadzie 1908 roku. Wykonano łącznie około 200 przyłączy do kanalizacji. W 1938 roku 93,3% budynków w dzielnicy Bogucice-Zawodzie było podłączonych do kanalizacji.
Zaopatrzenie dzielnicy w energię elektryczną odbywa się poprzez sieć wysokich napięć 110 kV, powiązaną z pobliskimi elektrowniami. Przez Bogucice sieć elektroenergetyczna biegnie równolegle do ulicy Olimpijskiej i alei W. Roździeńskiego (podziemny odcinek w Strefie Kultury) oraz ulicy Bohaterów Monte Cassino. Jedna z nitek sieci przecina cmentarz przy ulicy W. Wróblewskiego o łączy się z położoną w dzielnicy stacją elektroenergetyczną „EMAG” o napięciu 110 kV. Dodatkowo we wschodniej części dzielnicy przebiega sieć 2x220 kV Łagisza – Katowice.
W latach 1905–1966 przy kopalni „Ferdinand”/„Katowice” działała elektrownia zakładowa o mowy 5,8 MW, a potem 12,2 MW. Dawała łącznie średnio 16 mln kWh rocznie.
Elektrociepłownia Chorzów „ELCHO” zasila część Bogucic w energię cieplną. W Bogucicach siedzibę ma jeden z głównych dostawców usług energetycznych na terenie Górnośląsko-Zagłębiowskiej Metropolii – Dalkia Polska Energia. Siedziba spółki mieści się przy ulicy ks. F. Ścigały 14.

## Transport

### Transport drogowy

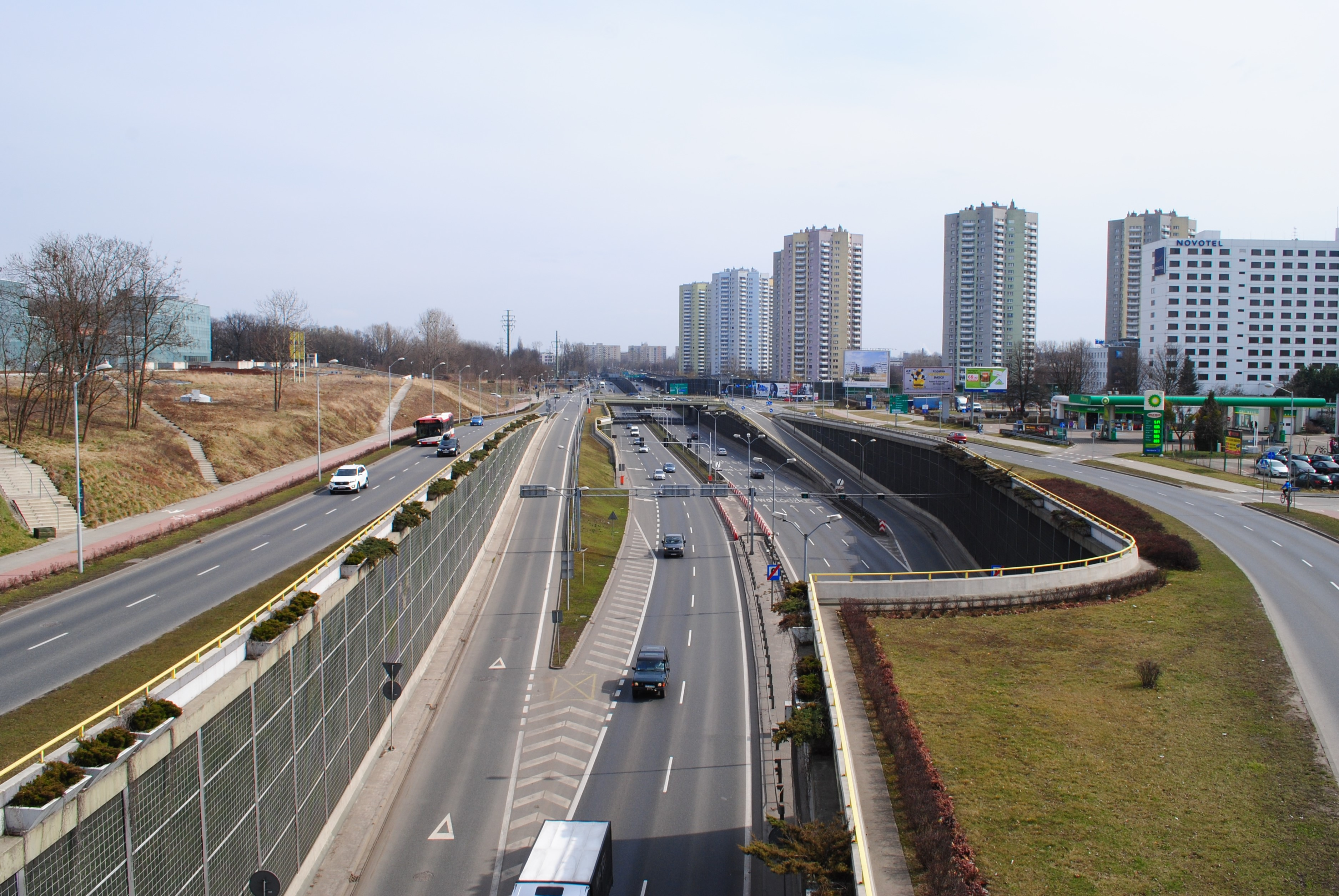
Aleja W. Roździeńskiego na wysokości Strefy Kultury

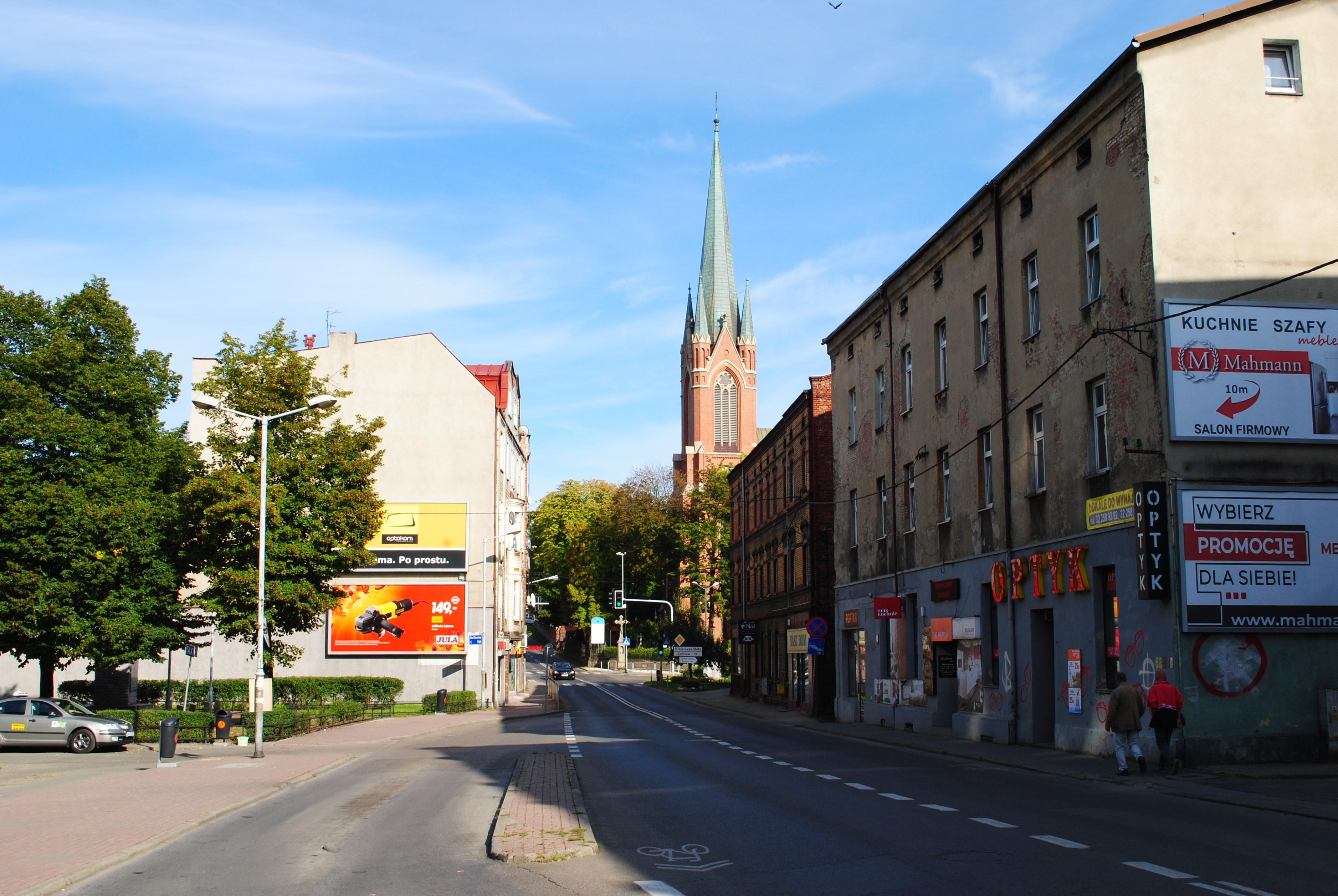
Bogucicki fragment ulicy Katowickiej; widok w kierunku wschodnim

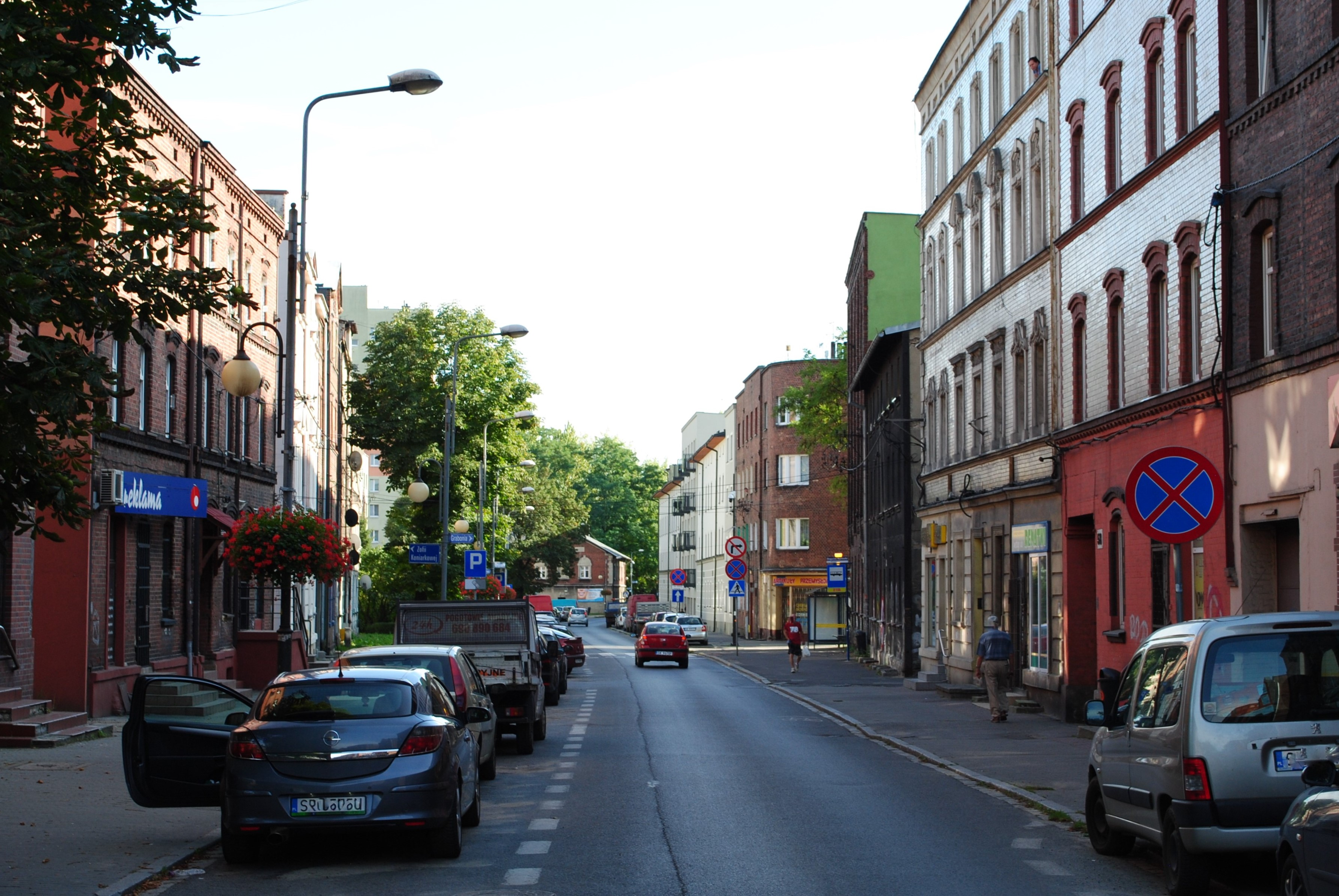
Ulica ks. L. Markiefki; widok w kierunku południowym

Przez teren Bogucic przechodzą następujące drogi krajowe i trasy szybkiego ruchu:
- Droga krajowa nr 79 (aleja Walentego Roździeńskiego do węzła Bagienna w kierunku Chorzowa) – jedna z głównych arterii drogowych Katowic[221]; przechodzi teren Bogucic równoleżnikowo w południowej jej części i zapewnia w kierunku zachodnim, połączenie z Chorzowem i Bytomiem, zaś na wschód z Mysłowicami, Jaworznem, Chrzanowem i Krakowem[222]; we wrześniu 2007 roku średnie natężenie ruchu samochodowego na godzinę w czasie szczytu popołudniowego wynosiło w rejonie pomiędzy skrzyżowaniem z ulicą Bogucicką i ulicą J. Dudy-Gracza 6 581 pojazdów, z czego 90,2% z nich stanowiły samochody osobowe[223],
- Droga ekspresowa nr 86 i droga krajowa nr 86 (aleja Walentego Roździeńskiego od węzła Bagienna w kierunku Sosnowca) – jedna z głównych arterii drogowych Katowic[221]; odcinek drogi w ciągu alei W. Roździeńskiego od węzła z ulicą Murckowską w kierunku Sosnowca ma charakter drogi ekspresowej; funkcją wewnętrzną tej drogi jest umożliwienie szybkich połączeń odległych rejonów całego miasta; droga ta zapewnia połączenie Bogucic w kierunku południowym z Tychami, zaś w kierunku północno-wschodnim z Sosnowcem, Będzinem i portem lotniczym Katowice im. W. Korfantego w Pyrzowicach[222].

Do ważniejszych ulic w ruchu wewnątrz dzielnicy należą następujące drogi:
- Ulica Bohaterów Monte Cassino – ulica o długości 1 580 metrów i o przebiegu południkowym[192]; ulica ta na południe kieruje się w stronę Zawodzia, gdzie kończy się przy skrzyżowaniu z ulicą 1 Maja, zaś w kierunku północnym biegnie skrajem osiedla J. Kukuczki i kończy się na skrzyżowaniu z ulicą Leopolda[6]; jest to droga powiatowa o klasie drogi głównej (G)[224],
- Ulica Katowicka – ulica o długości 1 010 metrów, łącząca od zachodu Bogucice z Koszutką[110], gdzie kończy się na skrzyżowaniu z ulicą Misjonarzy oblatów MN i aleją W. Korfantego[6]; jest to droga powiatowa klasy Z[224],
- Ulica Leopolda – ulica o przebiegu zbliżonemu do równoleżnikowego, łącząca Bogucice z Dąbrówką Małą na wysokości osiedla Norma i Pniaków[6]; jest to droga powiatowa o klasie drogi zbiorczej[224],
- Ulica ks. Leopolda Markiefki – ulica o długości 900 metrów; prowadzi ona przez główną część Bogucic i posiada przebieg zbliżony do południkowego[35]; na południu ulica ta krzyżuje się z aleją W. Roździeńskiego, która dalej łączy się w kierunku zachodnim z Koszutką, Śródmieściem i Zawodziem, zaś na północy ulica ta dalej biegnie w kierunku osiedla Na Alpach[6]; jest to droga powiatowa o klasie drogi lokalnej (L)[224],
- Ulica Walerego Wróblewskiego – droga biegnąca przez starą część Bogucic równolegle na wschód do ulicy ks. L. Markiefki; ulica o przebiegu zbliżonym do południkowego; łączy od północy ulicę Leopolda na wysokości bogucickiego cmentarza z ulicą Ryszarda na południu[6]; jest to droga powiatowa o klasie drogi lokalnej (L)[224].

Pod względem powiązań komunikacyjnych Bogucic i Pniaków do pozostałych makroregionów Katowic jest ona zróżnicowana. Bardzo dobre powiązanie komunikacyjne dzielnicy jest pomiędzy tą dzielnicą a Śródmieściem za pośrednictwem nie tylko alei W. Roździeńskiego, ale i sieci ulic o niższych parametrach zapewniających bardzo dobry dojazd, w tym ciągi ulic: Leopolda – Katowicka – al. W. Korfantego bądź Bohaterów Monte Cassino – 1 Maja – Warszawska. Odnośnie pozostałych makroregionów, Bogucice i Pniaki mają bardzo dobrą jakość powiązania z Murckami i Giszowcem, Józefowcem i Koszutką oraz Załężem, zaś niedostateczne z Ligotą i Brynowem.

### Transport kolejowy
Współcześnie na terenie Bogucic nie ma linii kolejowych. Do oddalonego w Śródmieściu głównego dworca kolejowego na stacji Katowice jest około 3 km.
Historycznie zaś początki sieci kolei normalnotorowej na terenie Bogucic sięgają 1865 roku, kiedy to powstał odcinek linii kolejowej łączący kopalnię „Katowice” z siecią linii bocznic prowadzących w kierunku stacji Katowice. Linia ta biegła od kopalni w kierunku zachodnim równolegle do alei W. Roździeńskiego. W latach 1958–1962 w związku z przebudową centrum Katowic przebudowano także układ torowy na terenie szybów głównych kopalni, przystosowując go do zmiany kierunku obsługi kolejowej zakładu z zachodniego na wschodni, co przyniosło za sobą także zmianę układu komunikacyjnego tej części miasta. Nowe tory poprowadzono zaś nasypem. Przed 1960 rokiem powstał także nad ulicą ks. L. Markiefki wiadukt linii kolejowej.
Równolegle do nowej bocznicy kopalni „Katowice” powstała także przechodzące przez Bogucice linia sieci kolei piaskowych nr KP 207 relacji Borki – Roździeń – KWK Katowice. Odcinek Borki PCC – Szyb Bogucice został otwarty w 1961 roku, zaś do kopalni Katowice linię przedłużono w 1967 roku. Przed 1985 roku została ona zelektryfikowana. Linię po zamknięciu kopalni zlikwidowano w 2000 roku. Biegła ona w granicach dzielnicy równolegle na północ od alei W. Roździeńskiego.
W granicach Bogucic biegła także sieć linii wąskotorowych, będąca częścią systemu Górnośląskich Kolei Wąskotorowych. Przez Bogucice przebiegała linia nr 4004 Trójkąt Karb – Kopalnia Wujek. Odcinek linii relacji Paulina – Katowice Wschodnie – Katowice Bogucice Wąskotorowe został otwarty w 1855 roku. W 1961 roku bocznicę główną kopalni „Katowice” połączono do państwowej sieci kolei wąskotorowej w pobliżu szybu „Norma”. W miejscu włączenia powstała nowa duża stacja zdawczo-odbiorcza Katowice Wschodnie. Sam zaś stacja Katowice Wschodnie została otwarta w 1963 roku, zaś w 1987 roku została ona zlikwidowana. Dawna stacja towarowa Katowice Wschodnie była położona w pasie drogowym dzisiejszej ulicy Bohaterów Monte Cassino na wysokości Szkoły Podstawowej nr 40. Odcinek linii wąskotorowej pomiędzy Siemianowicami Śląskimi a Katowicami Szopienicami przez Bogucice został rozebrany w 1998 roku.

### Transport rowerowy

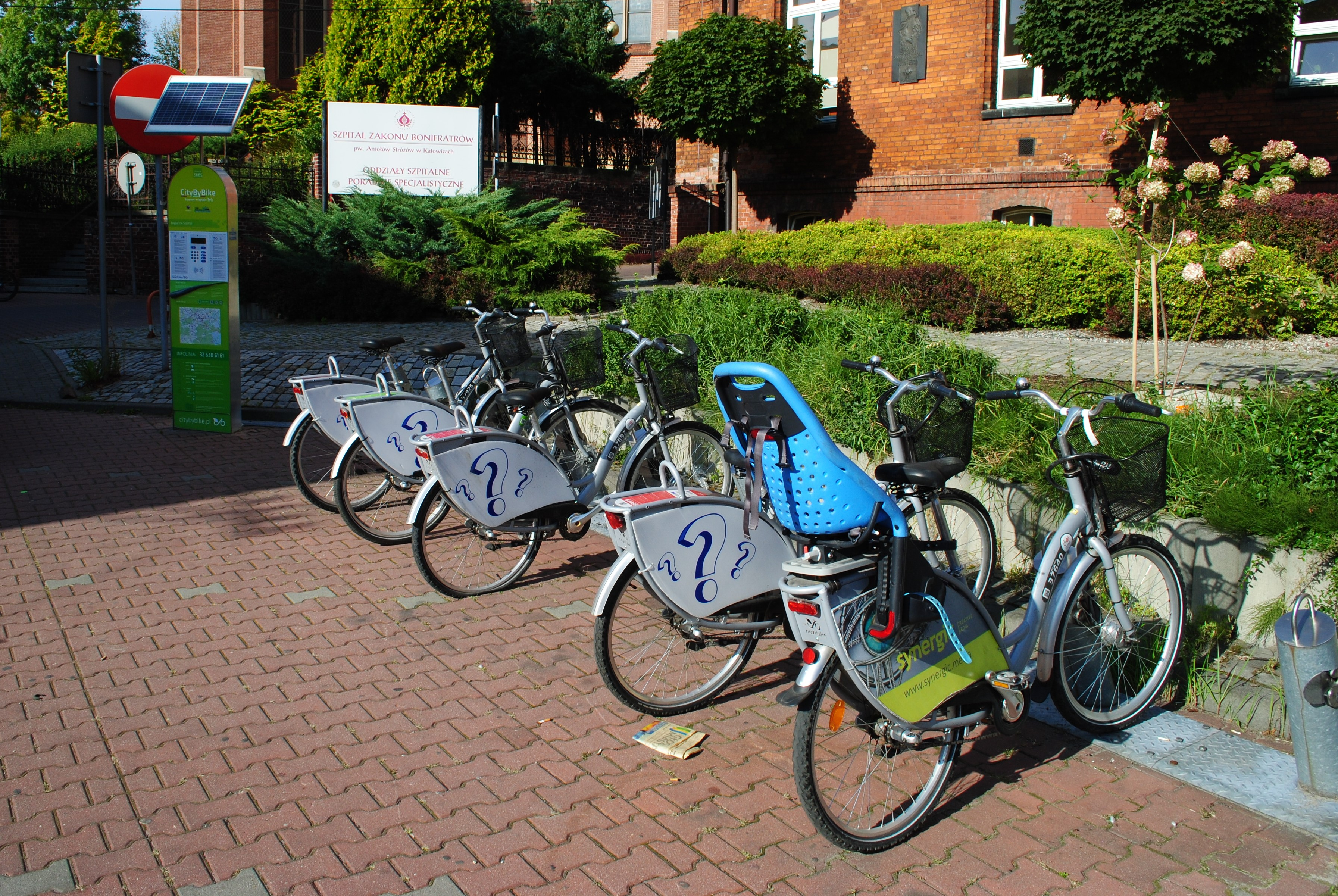
Stacja City by bike 5885 Bogucice – Szpital (2020)

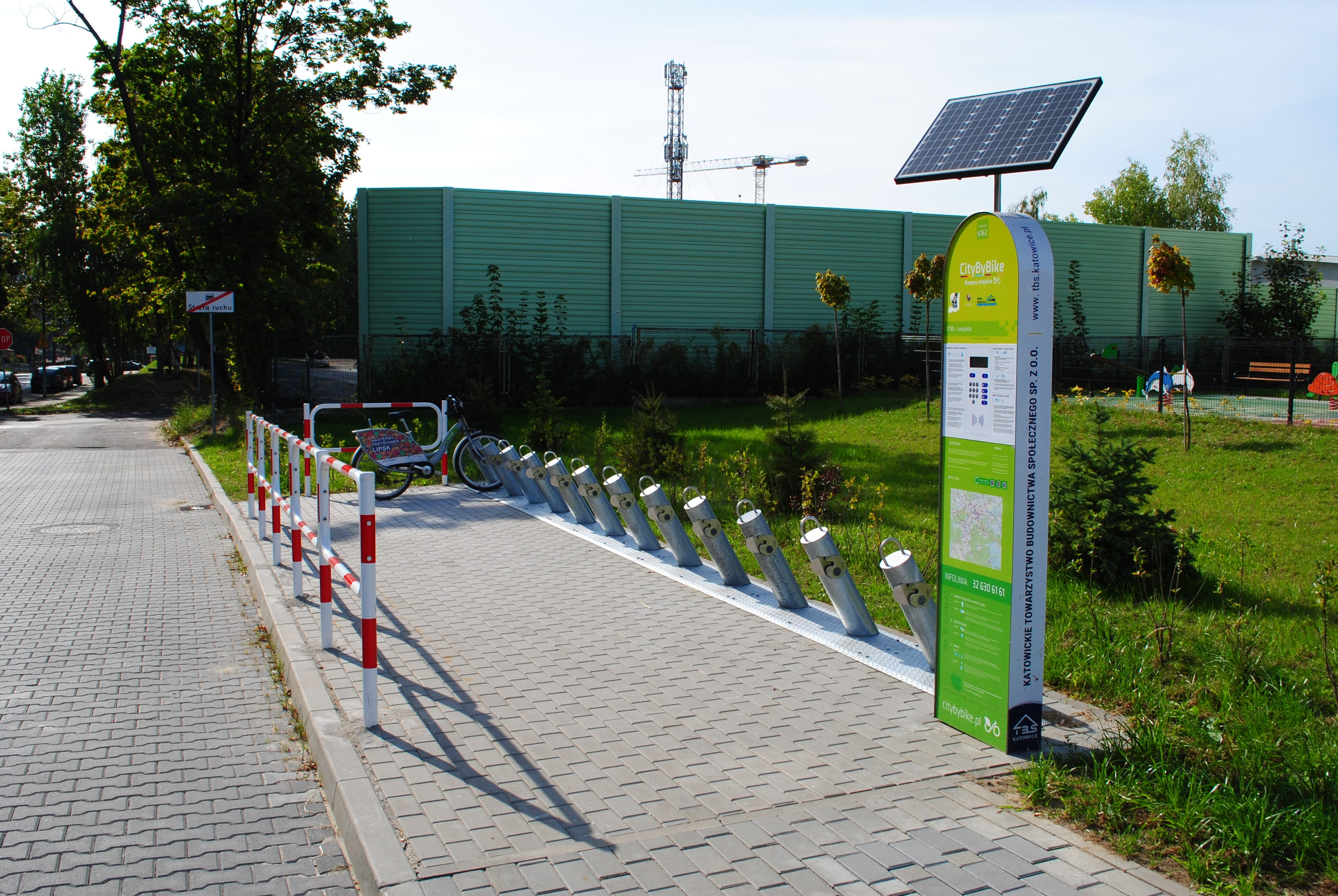
Stacja City by bike 6162 KTBS – Leopolda (2020)

Sieć infrastruktury rowerowej na terenie Bogucic koncentruje się w południowo-zachodniej i wschodniej części dzielnicy. Sieć ta według docelowej sieci ścieżek rowerowych opublikowanej przez Urząd Miasta Katowice jest w stanie z czerwca 2022 roku prawie w całości rozwinięta – brakującym fragmentem jest szlak na przedłużeniu ulicy Bohaterów Monte Cassino w kierunku północnym. Wszystkie zaś trasy rowerowe w dzielnicy są przewidziane do funkcji transportowych. Nie przebiega tutaj natomiast żaden ustanowiony w ramach projektu „Rowerem po Śląsku” szlak rowerowy.
W połowie 2022 roku na terenie Bogucic istniały następujące rodzaje dróg rowerowych:
- drogi dla rowerów – ulice: Olimpijska, H.M. Góreckiego (południowa część ulicy; droga z kostki brukowej); Nadgórników (część trasy; po południowej stronie ulicy; droga z kostki brukowej), Leopolda (wschodnia część ulicy; północny fragment z kostki brukowej, południowy z asfaltu), Podhalańska (pomiędzy ulicami Kurpiowską a Bohaterów Monte Cassino po obydwu stronach drogi; kostka brukowa), Bohaterów Monte Cassino (na wysokości osiedla J. Kukuczki ścieżka po obydwu stronach drogi, pozostały południowy odcinek ścieżka jest po wschodniej stronie ulicy; odcinek zachodni z kostki brukowej, wschodni z asfaltu), Wiertnicza (asfalt) i aleja W. Roździeńskiego (kostka brukowa)[237],
- ciągi pieszo-rowerowe – przejazd podziemny pod aleją W. Roździeńskiego pomiędzy ulicami ks. L. Markiefki i Bogucicką oraz ulica S. Skrzypka[237],
- ciągi z dopuszczalnym ruchem po chodniku – szlak w Strefie Kultury łączący Międzynarodowe Centrum Kongresowe i park Bogucicki przez kładkę nad ulicą Olimpijską wraz z odcinkiem od skrzyżowania z ulicą J. Haralda w kierunku kampusu Uniwersytetu Śląskiego w Katowicach[237].

W Bogucicach funkcjonuje również część miejskiej sieci wypożyczalni rowerów miejskich – Metrorower, który zastąpił system City by bike. Według stanu z marca 2024 roku funkcjonują tu następujące stacje: 27064 (os. W. Wajdy), 27067 (ul. Wrocławska), 27171 (skwer Koszycki), 27177 (ul. Leopolda), 27181 (ul. J. Haralda), 27200 (ul. ks. L. Markiefki), 27672 (pl. Sławika i Atalla), 27704 (Strefa Kultury) i 27708 (park Bogucki).

### Miejski transport zbiorowy

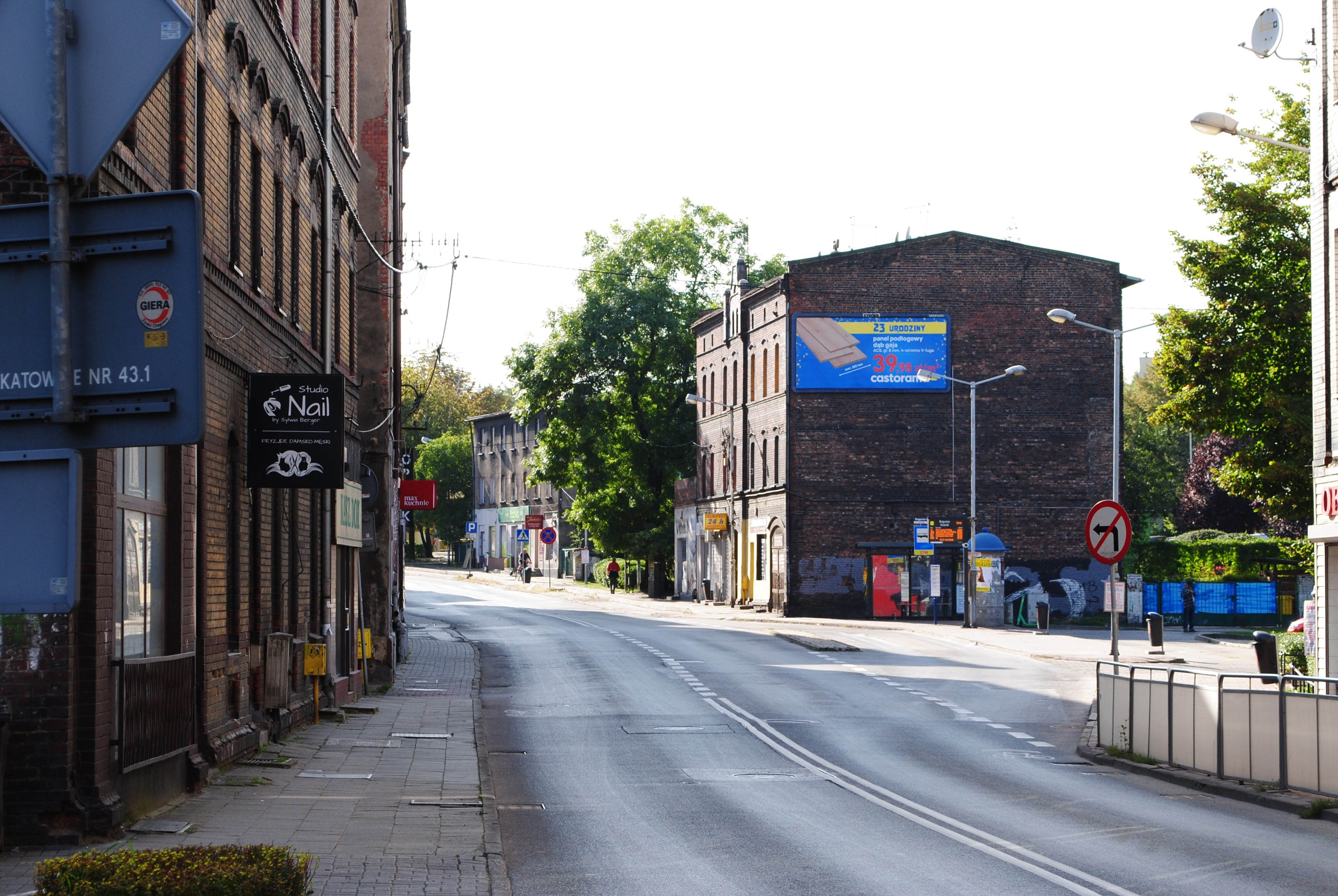
Fragment ulicy Katowickiej; po prawej stronie przystanek autobusowy Bogucice Kościół

Organizatorem miejskiego transportu zbiorowego na terenie Bogucic jest Zarząd Transportu Metropolitalnego (ZTM), który przejął obowiązki od poprzednich organizatorów 1 stycznia 2019 roku. Transport zbiorowy w granicach dzielnicy realizowany jest wyłącznie w formie połączeń autobusowych, a głównym operatorem połączeń w dzielnicy jest PKM Katowice.
Na terenie Bogucic, według stanu z czerwca 2022 roku, znajduje się łącznie 12 przystanków: Bogucice Cmentarz, Bogucice Kościół, Bogucice Markiefki, Bogucice Skrzyżowanie, Bogucice Wróblewskiego, Dąbrówka Mała Pawilon Agata, Dąbrówka Mała Wiertnicza [na żądanie] (stanowisko w kierunku południowym), Katowice Strefa Kultury (stanowisko w kierunku Śródmieścia), Katowice Strefa Kultury NOSPR (stanowisko w kierunku Śródmieścia), Osiedle Kukuczki DL Center Point, Osiedle Kukuczki Podhalańska i Osiedle Kukuczki Sandomierska.
Największym przystankiem autobusowym w środkowej części dzielnicy jest Bogucice Kościół. Z niego według stanu z połowy czerwca 2022 roku odjeżdżało 11 linii autobusowych, w tym 2 nocne. Linie te łączą Bogucice z innymi częściami i dzielnicami Katowic, a także z innymi miastami Górnośląsko-Zagłębiowskiej Metropolii, w tym z: Będzinem, Chorzowem, Czeladzią, Rudą Śląską i Sosnowcem.
Przed II wojną światową powstał projekt budowy linii tramwajowej łączącej Zawodzie z Dąbrówką Małą przez Bogucice, który ostatecznie nie doszedł do realizacji.

## Architektura i urbanistyka

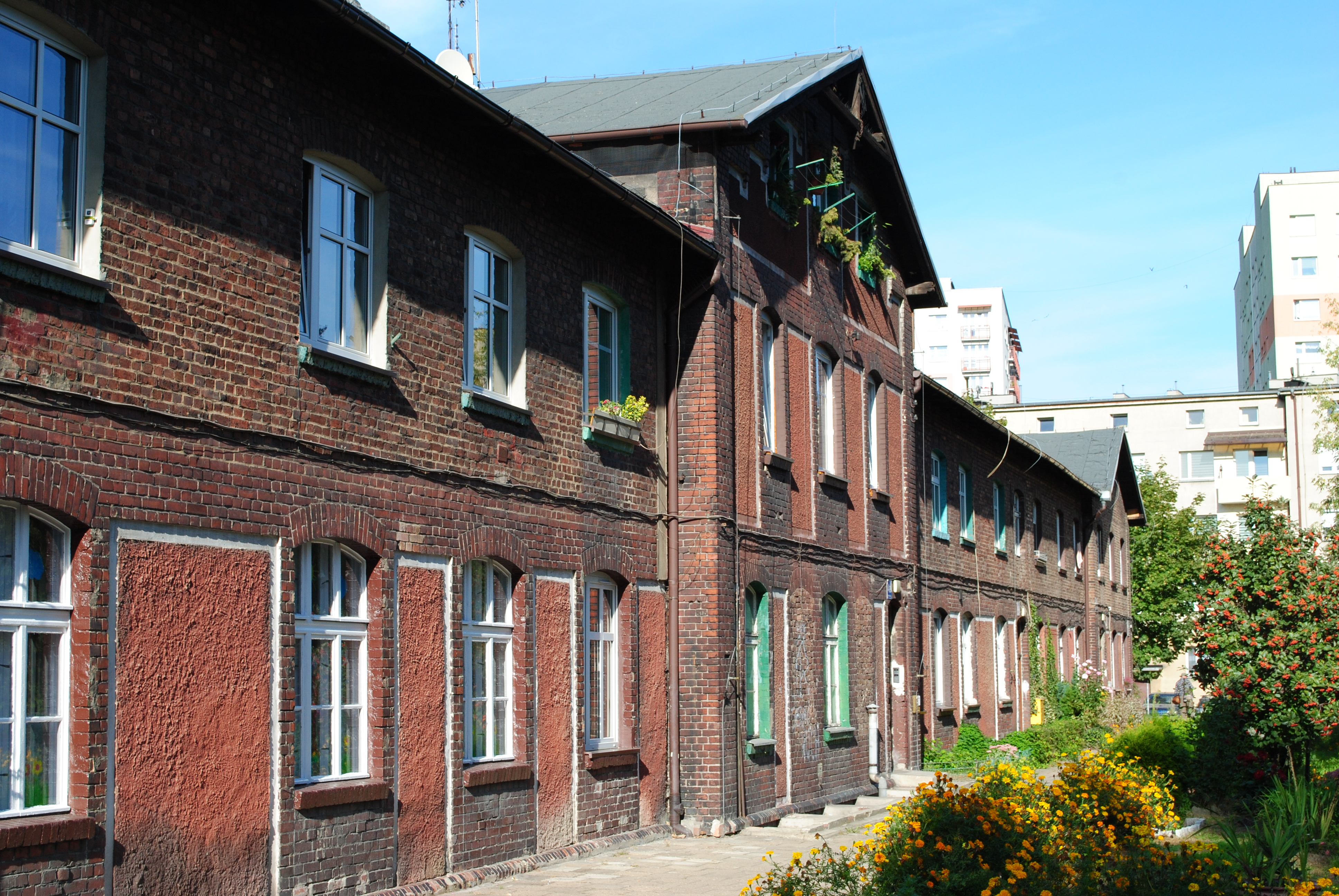
Fragment zabudowy w rejonie ulicy Kopalnianej z 1910 roku, w rejonie której znajdywał się w przeszłości bogucicki folwark

Bogucice zostało założone od podstaw, na terenie dotąd niezamieszkałym. Dynamiczny rozwój osady notuje się od XVII wieku. Gdy wznoszono tutaj nowe chłopskie chałupy, kształt wsi wydłużał się, tworząc układ południkowy miejscowości, zaś zabudowania stawiano wzdłuż płynącego południkowo potoku Boguckiego wpływającego do Roździanki (Rawy), a zabudowa istniała po obydwu stronach tego potoku. W XVIII wieku na obszarze całych Katowic, w tym i Bogucic, dominowała zabudowa drewniana: zrębowe chaty i budynki gospodarcze. Drewniana zabudowa była zastępowana przez murowaną zwłaszcza od połowy XIX wieku po wdrożeniu przepisów o zakazie budowania z drewna celem lepszego zabezpieczenia przed pożarami. Nowe budynki budowano z cegły i były nieotynkowane. Tego typu zabudowa dominowała w architekturze Bogucic w I połowie XX wieku.
Na mapie z 1812 roku w Bogucicach pojawiają się obiekty folwarku tworzącego czworobok w południowej części osady. Według M. Bulsy po II wojnie światowej dawne zabudowania folwarczne służyły jako hotele robotnicze dla górników kopalni „Katowice”, zaś w części jednego z nich, przy ulicy Kopalnianej 4d, działa dzisiaj Miejskie Przedszkole nr 22 w Katowicach, a drugi pełni funkcje mieszkalne. Według zaś A. Frużyńskiego, G. Grzegorka i P. Rygusa, a także M. Bednarek zabudowa przy ulicy Kopalnianej powstała w 1910 roku i pierwotnie były to domy noclegowe dla górników kopalni „Ferdinand” („Katowice”). Sam zaś folwark zlikwidowano w 1901 roku i jego jedynym widocznym śladem jest murowany budynek dawnej stajni, mieszczący garaże i warsztaty.

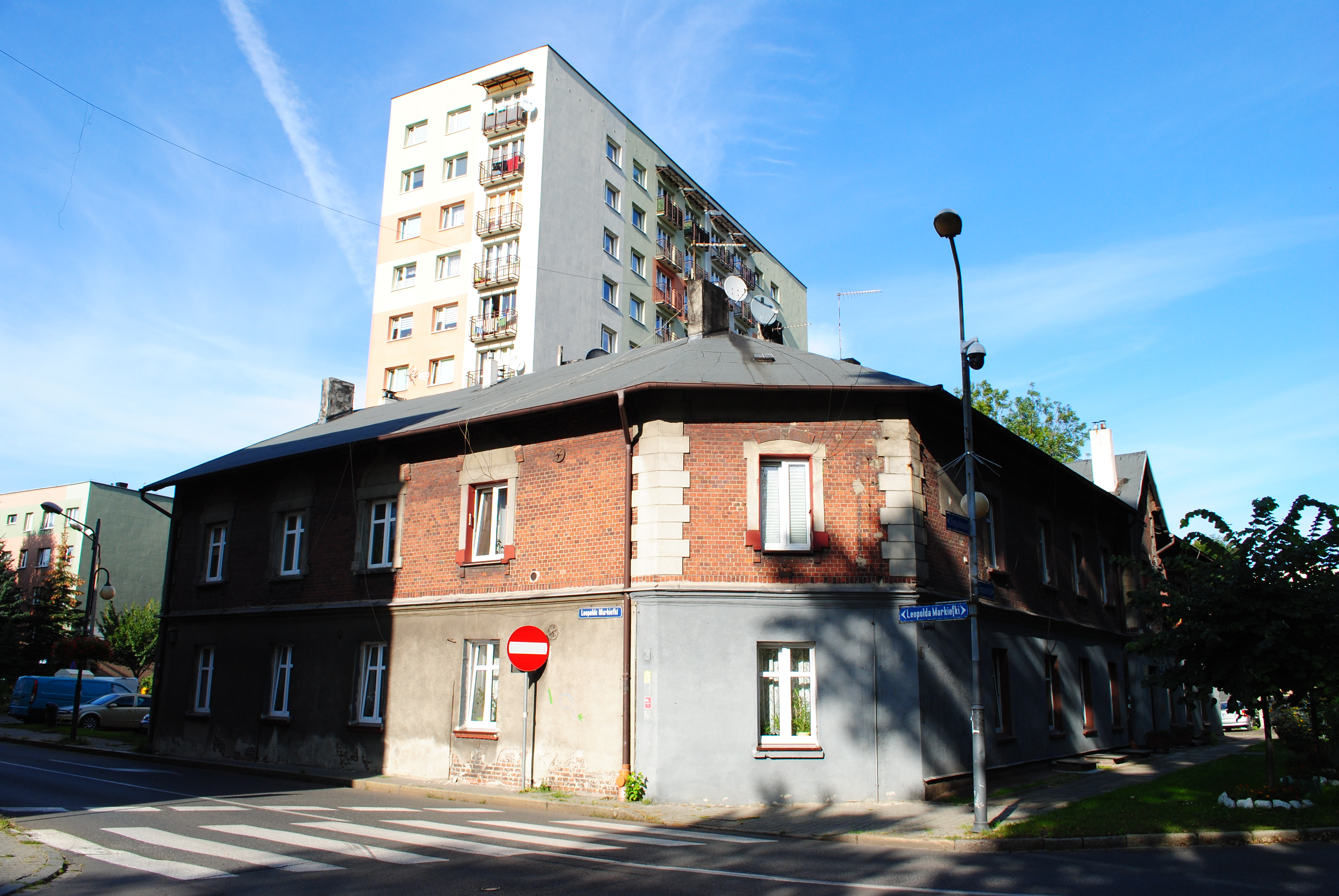
Dawny dom noclegowy dla górników kopalni „Ferdinand” na rogu ulic ks. L. Markiefki i Ryszarda

Na mapie z sierpnia 1822 roku i zaktualizowanej w 1823 roku Bogucice pokazane są jako trójrząd gospodarstw usytuowanych południkowo wzdłuż potoku Boguckiego. Rząd zachodni położony był po zachodniej stronie dzisiejszej ulicy ks. F. Ścigały i zaczynał się przy obecnej ulicy Katowickiej, a kończył się przy dzisiejszej ulicy Kopalnianej. Drugi rząd rozpoczynał się na południu po wschodniej stronie potoku przy dzisiejszej ulicy Ryszarda. Od budynku starej szkoły przy ulicy ks. L. Markiefki rząd ten kierował się w kierunku środka parceli zajmowanej obecnie przez bogucicki szpital. Trzeci rząd gospodarstw zaczynał się przy krzyżu w rejonie dzisiejszych ulic Ryszarda i W. Wróblewskiego i dochodził po zachodniej stronie do dzisiejszej ulicy Węglanej. Na północ od dzisiejszych ulic Katowickiej i Leopolda znajdował się podwójny rząd gospodarstw, zaś rejonie dzisiejszego placu W. Wajdy także położonych było kilka domów.

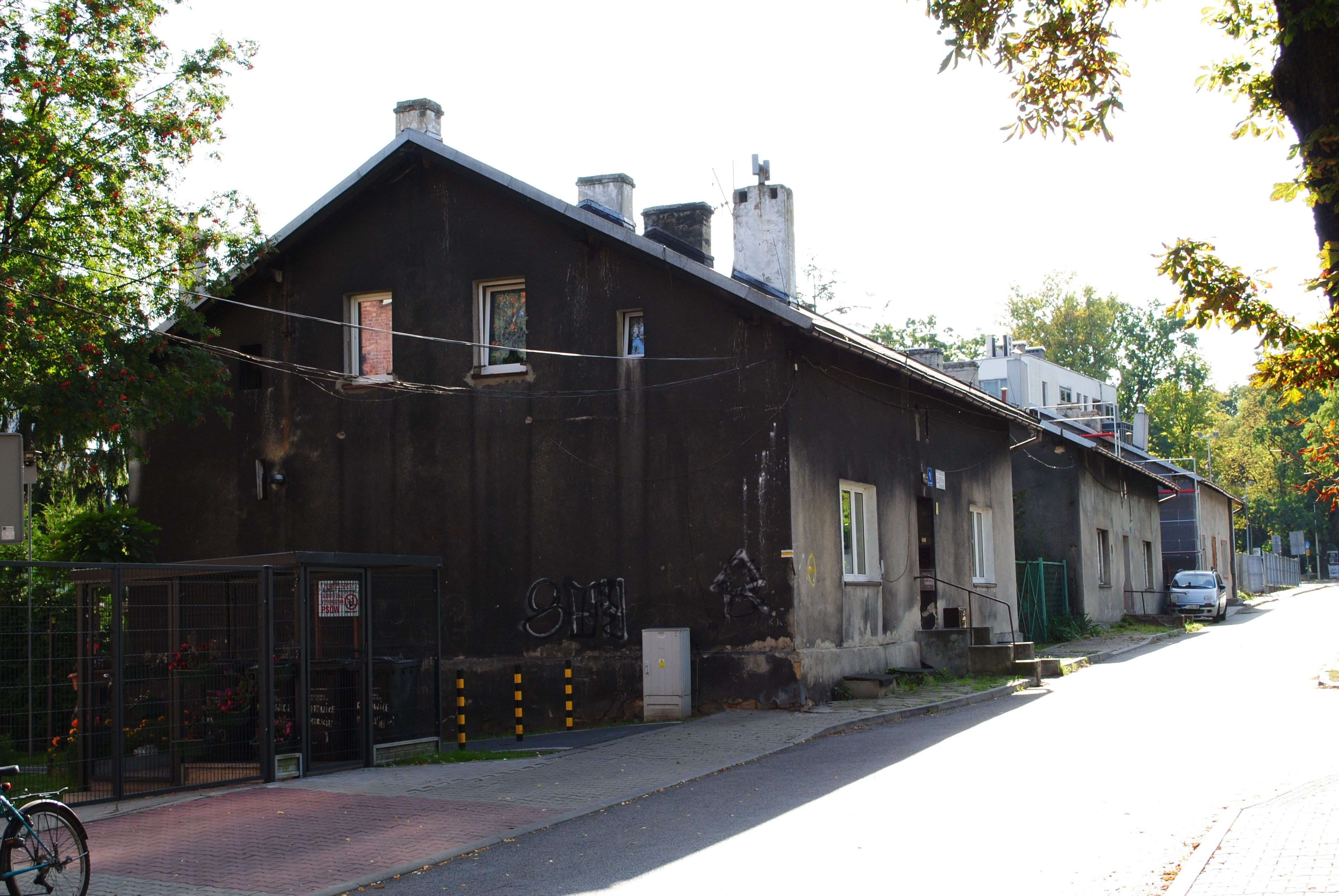
Domy przy ulicy Sztygarskiej – pierwsza kolonia robotnicza kopalni „Ferdinand” („Katowice”)

Rozwój urbanistyczny Bogucic został zintensyfikowany wraz z rozwojem przemysłu i wzrostem liczby mieszkańców osady. W II połowie XIX wieku Bogucice jako osada przemysłowa rozwijała się w rejonie ulic: Kopalnianej, ks. L. Markiefki i Katowickiej. W 1867 roku w Bogucicach znajdowało się 114 domów, zabudowa folwarku oraz młyn wodny. Na rogu dzisiejszych ulic ks. L. Markiefki i Ryszarda w tym samym okresie został postawiony dom noclegowy dla górników kopalni „Ferdinand” („Katowice”). Obecnie pełni funkcje mieszkalne, lecz w latach 70. i 80. XX wieku był przeznaczony do wyburzenia.
Na planie Bogucic z lat 80. XIX wieku zostało zaznaczone zgrupowanie domów przy dzisiejszej ulicy Sztygarskiej. Była to pierwsza kolonia robotnicza kopalni „Ferdinand” („Katowice”). Do dziś zachowały się trzy domy kolonii po południowej stronie ulicy. Przy ulicy ks. L. Markiefki 85 i 87 w latach 1872–1874 powstał zespół Konwentu Ojców Bonifratrów, zaś w latach 1903–1904 nowy pawilon szpitalny. Zespół budynków posiada cechy historyzmu z elementami neogotyku i neoromanizmu.

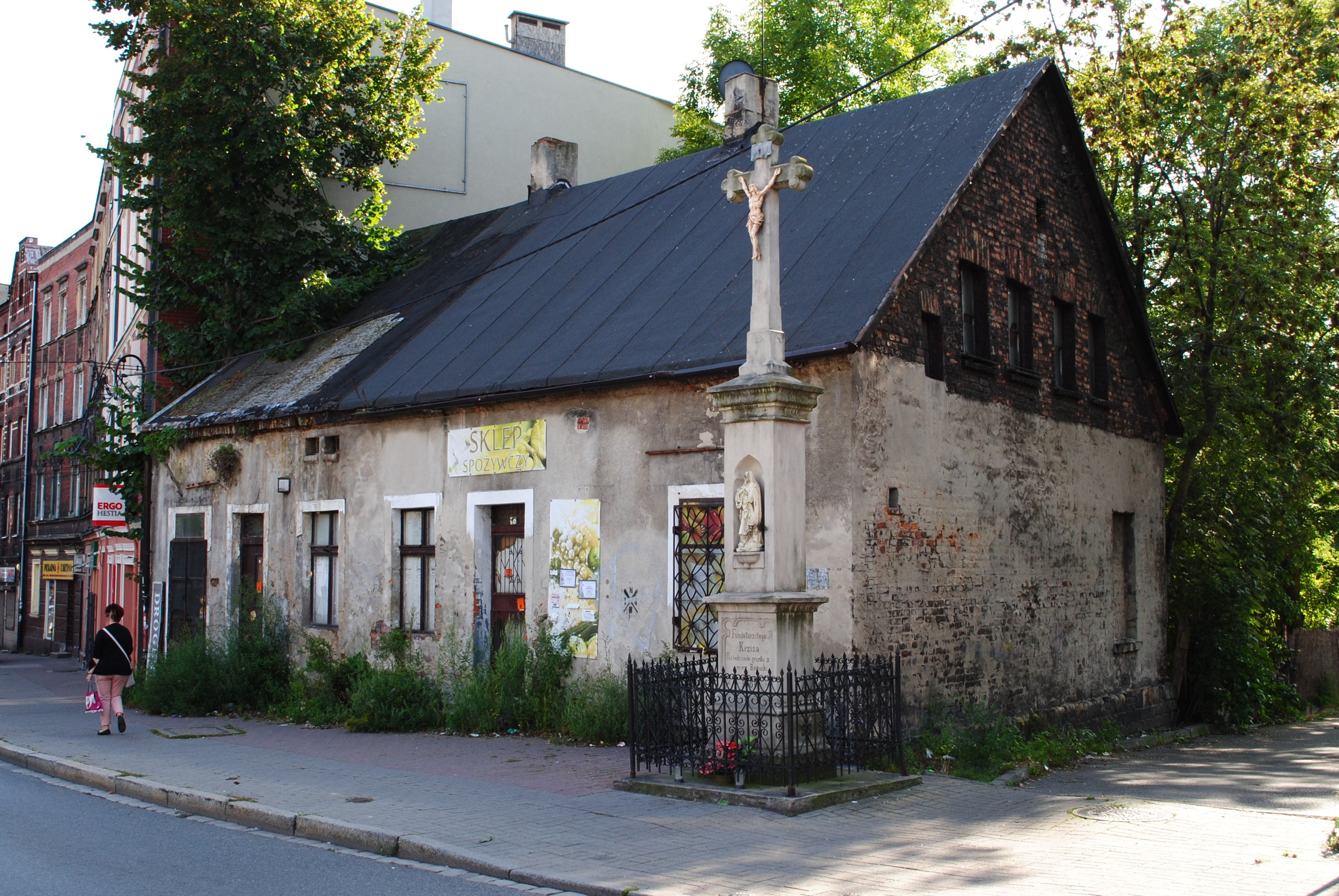
Dom Kowala przy ulicy ks. L. Markiefki 76 przed pożarem (2020)

Jednym z najstarszych udokumentowanych budynków w Bogucicach był Dom Kowala, znajdujący na rogu ulic ks. L. Markiefki i Kowalskiej. Znajduje się on na mapach wydanych w latach 80. XIX wieku. W budynku tym mieszkał kowal – dom ten należał do kowala Johanna Cziosska, zaś na podwórzu mieściły się zabudowania jego kuźni. W 1930 roku dom kupił drogerzysta Stanisław Lewandowski, który w miejsce domu planował budowę kilkupiętrowej kamienicy. W dniu 13 czerwca 2022 roku w domu tym wybuchł pożar, w wyniku którego spłonął jego dach. Rozebrano go na początku lutego 2025 roku.

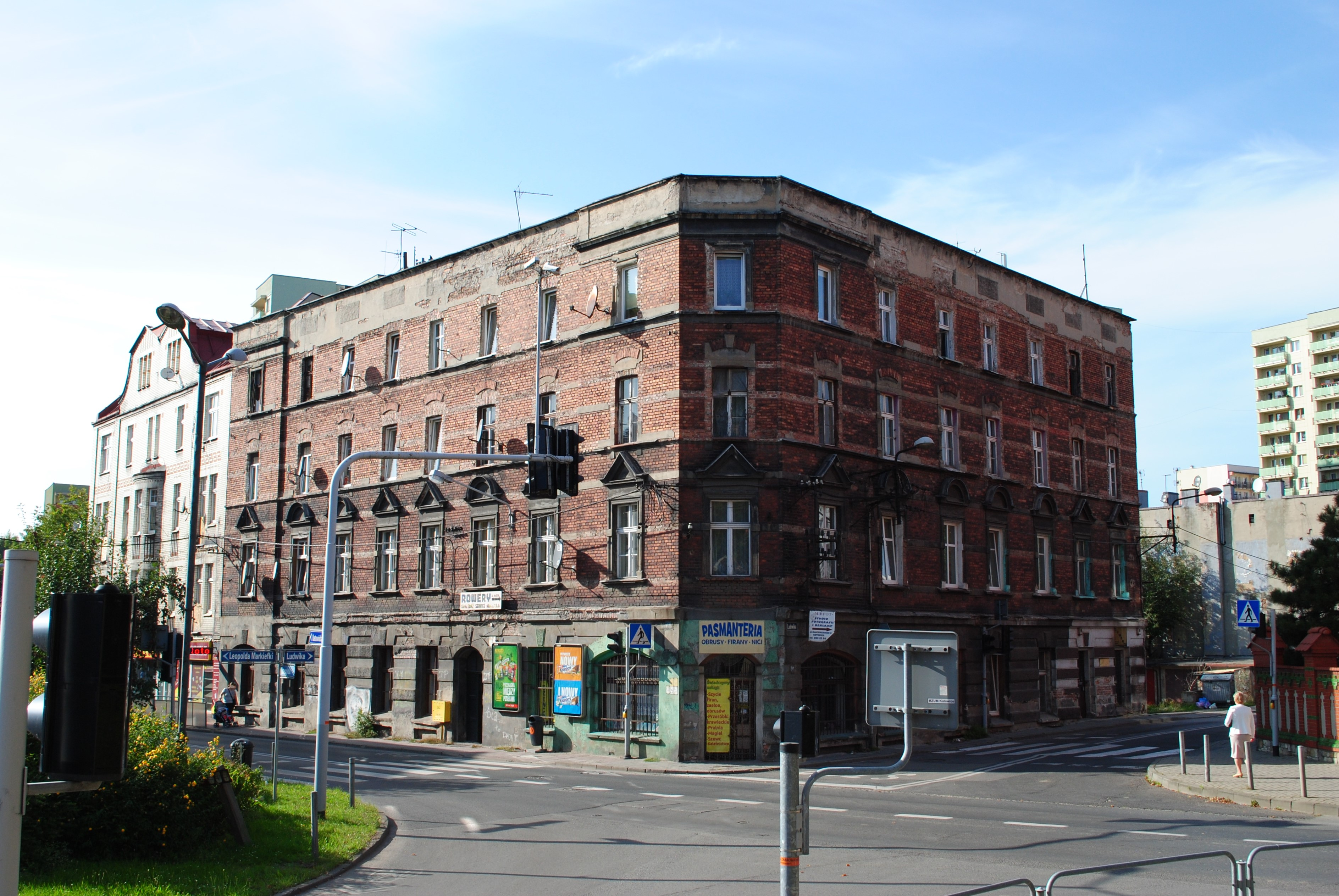
Kamienice na rogu ulic Katowickiej i Ludwika, pochodzące z przełomu XIX i XX wieku

W latach 90. XIX wieku powstała w Bogucicach znaczna ilość dużych, częściowo trzypiętrowych domów robotniczych, zaś wzdłuż ulicy ks. L. Markiefki powstawały okazałe kamienice sąsiadujące z wiejską zabudową, której relikty do dziś są widoczne w strukturze urbanistycznej dzielnicy. Zabudowa pochodząca z końca XIX wieku koncentruje się w rejonie ulic: ks. L. Markiefki (głównie północna i środkowa część drogi), Górnej (całość zabudowy ulicy; z około 1895 roku), Katowickiej (część budynków po wschodniej stronie drogi) i B. Żogały, a także pojedyncze obiekty, w tym część zabudowy po kopalni „Katowice” przy ulicy Nadgórników oraz budynki przy ulicy Ludwika 48 i 48a (z 1896 roku), W. Wróblewskiego 3, 7 i 33, oraz Normy 6.
W latach 1892–1894 została wzniesiona bazylika pw. św. Szczepana według projektu Paula Jackischa. Jest to świątynia trójnawowa, z chórem zamkniętym trójbocznie i z jedną wieżą przy wejściowej fasadzie. Gmach ten nawiązuje do realizacji Carla Lüdeckego i Constantinusa Heidenreicha, znanych m.in. z konsultowanego przez nich kościoła Ścięcia św. Jana Chrzciciela w Rudzie Śląskiej-Goduli. Nowa murowana świątynia stanęła w miejscu poprzedniego drewnianego kościoła, rozebranego w 1891 roku.

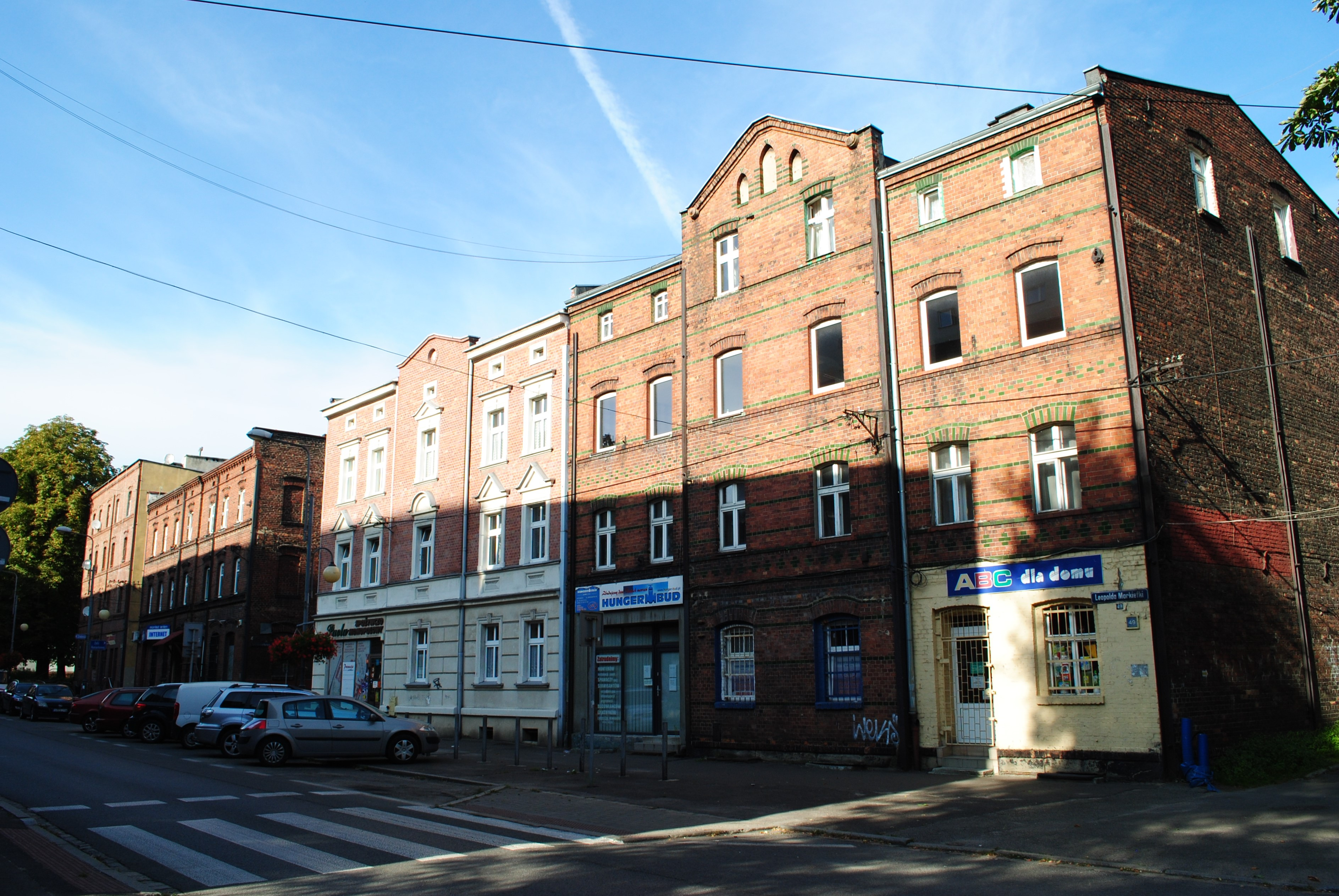
Zabudowa przy ulicy ks. L. Markiefki z przełomu XIX i XX wieku

Istniejąca zabudowa z lat 1900–1922 w Bogucicach koncentruje się w środkowej części dzielnicy, w rejonie ulic: ks. L. Markiefki, Nowej, W. Wróblewskiego, Ryszarda, Kowalskiej, Kopalnianej i I. Kraszewskiego, zaś pojedyncze obiekty znajdują się także w innych częściach dzielnicy, w tym przy ulicy Ludwika 5. W latach 1900–1903 powstały dwa budynki przy ulicy Nowej, w której mieszkali górnicy kopalni „Ferdinand” („Katowice”), zaś w latach około 1908–1910 powstały stojące do dziś cztery domy dla górników przy ulicy Nadgórników.

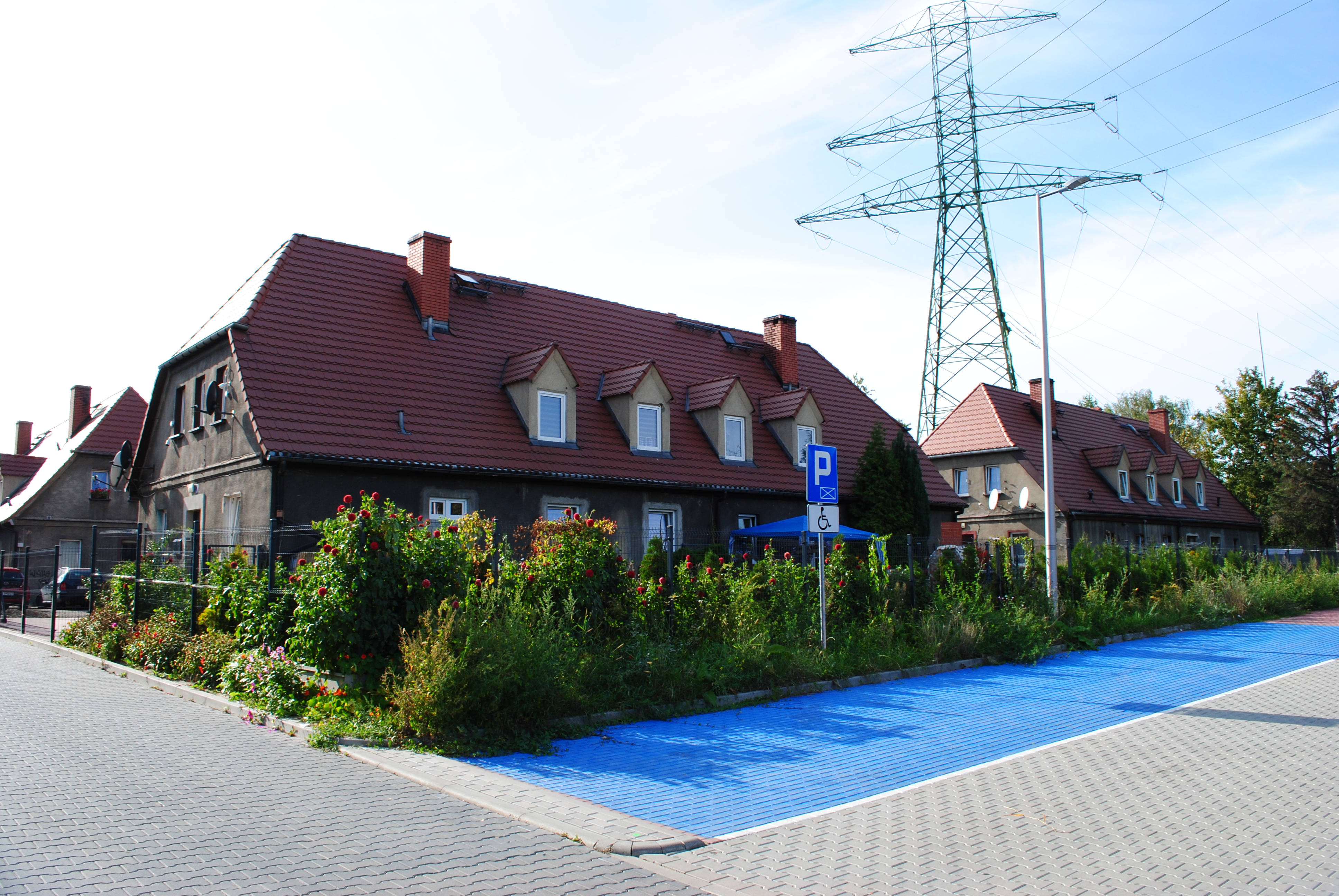
Kolonia domów mieszkalnych dawnej kopalni „Ferdinand” przy ulicy Leopolda, wybudowana w okresie II wojny światowej

Na pograniczu dzisiejszych Bogucic i Koszutki, na początku lat 30. XX wieku w rejonie dzisiejszych ulic: Katowickiej, Klonowej, Topolowej, Wierzbowej i Brzozowej powstało robotnicze osiedle mieszkaniowe, na których powstało 20 bloków mieszkalnych i gmach szkoły powszechnej (dziś siedziba IV Liceum Ogólnokształcącego im. gen. S. Maczka na Koszutce). Z okresu międzywojennego pochodzi także budynek przy ulicy ks. L. Markiefki 50. Powstał on w 1936 roku. Podczas II wojny światowej, w okresie niemieckiej okupacji Bogucic ówczesny właściciel kopalni „Ferdinand” wybudował istniejącą współcześnie niewielką kolonię domów mieszkalnych przy dzisiejszej ulicy Leopolda.
Zaraz po II wojnie światowej, w 1948 roku w Bogucicach postawiono osiedle mieszkaniowe, składających się z 250 drewnianych domów fińskich. Powstało ono poza zwartą zabudową Bogucic, częściowo na nieużytkach. Ostatnie domy rozebrano pod koniec lat 80. XX wieku, a w ich miejscu postawiono osiedle im. J. Kukuczki. Samo zaś osiedle im. J. Kukuczki powstało według projektu Adama Śleziaka i Andrzeja Trybusia. Osiedle W. Wajdy wybudowano w latach 70. i 80. XX wieku.

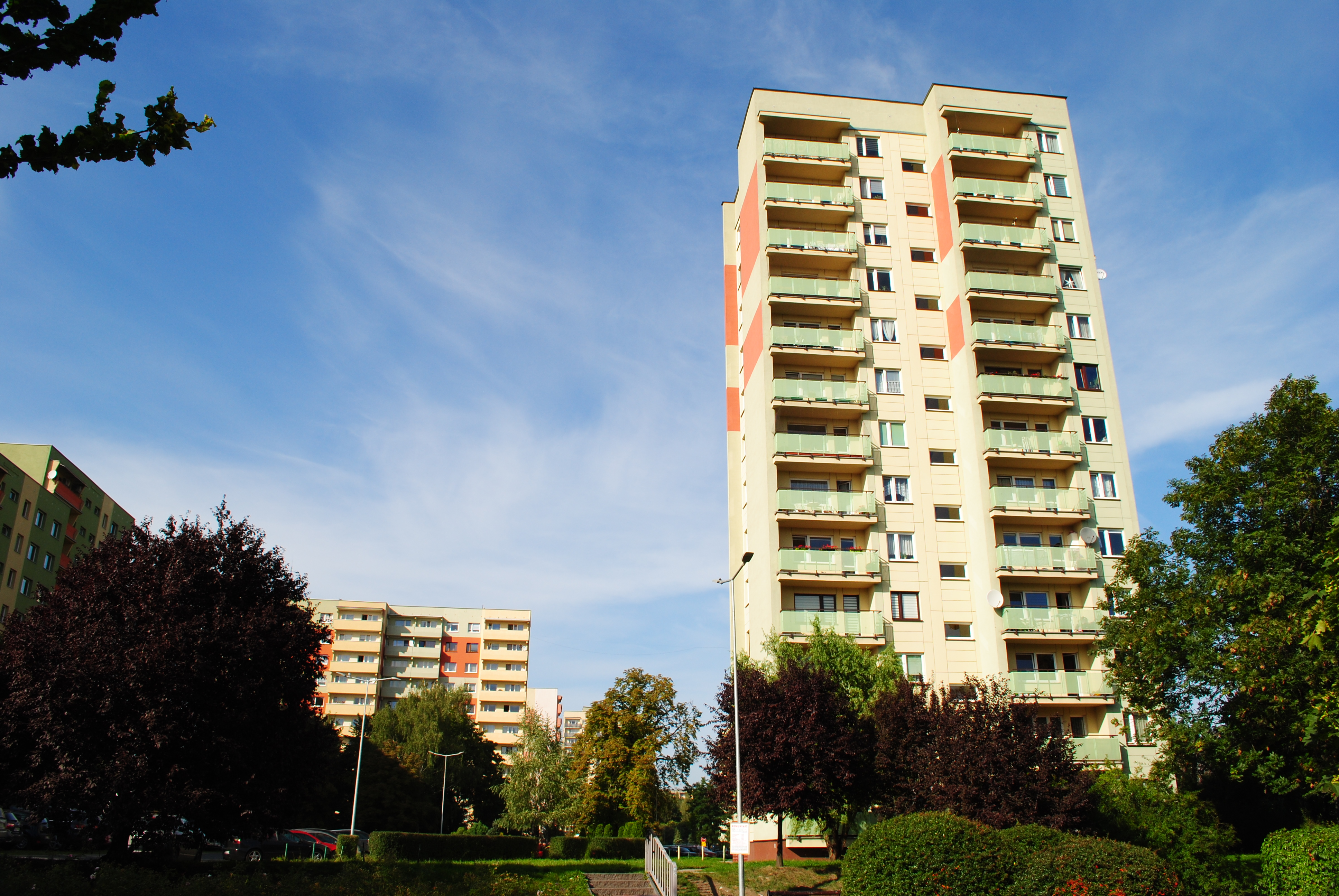
Fragment powstałego w latach 70. i 80. XX wieku osiedla W. Wajdy

W związku z przebudową sieci kolejowej, od lat 50. XX wieku dokonano istotnych zmian w strukturze urbanistycznej dzielnicy. Przede wszystkim przecięto ulicę Ryszarda, która kiedyś prowadziła do Zawodzia. Zlikwidowano także zachodni fragment ulicy Kopalnianej, a wraz z nim wyburzono sporą część zabudowy stojącą przy niej. Rozebrano także fragment zabudowy u zbiegu ulic Ryszarda i ks. L. Markiefki, w tym dawną remizę bogucickiej straży pożarnej. Nowy układ torów kolejowych wraz z rozbudową alei W. Roździeńskiego odgrodził Bogucice od Zawodzia i Śródmieścia, do których trzeba było teraz dojeżdżać przez Koszutkę.

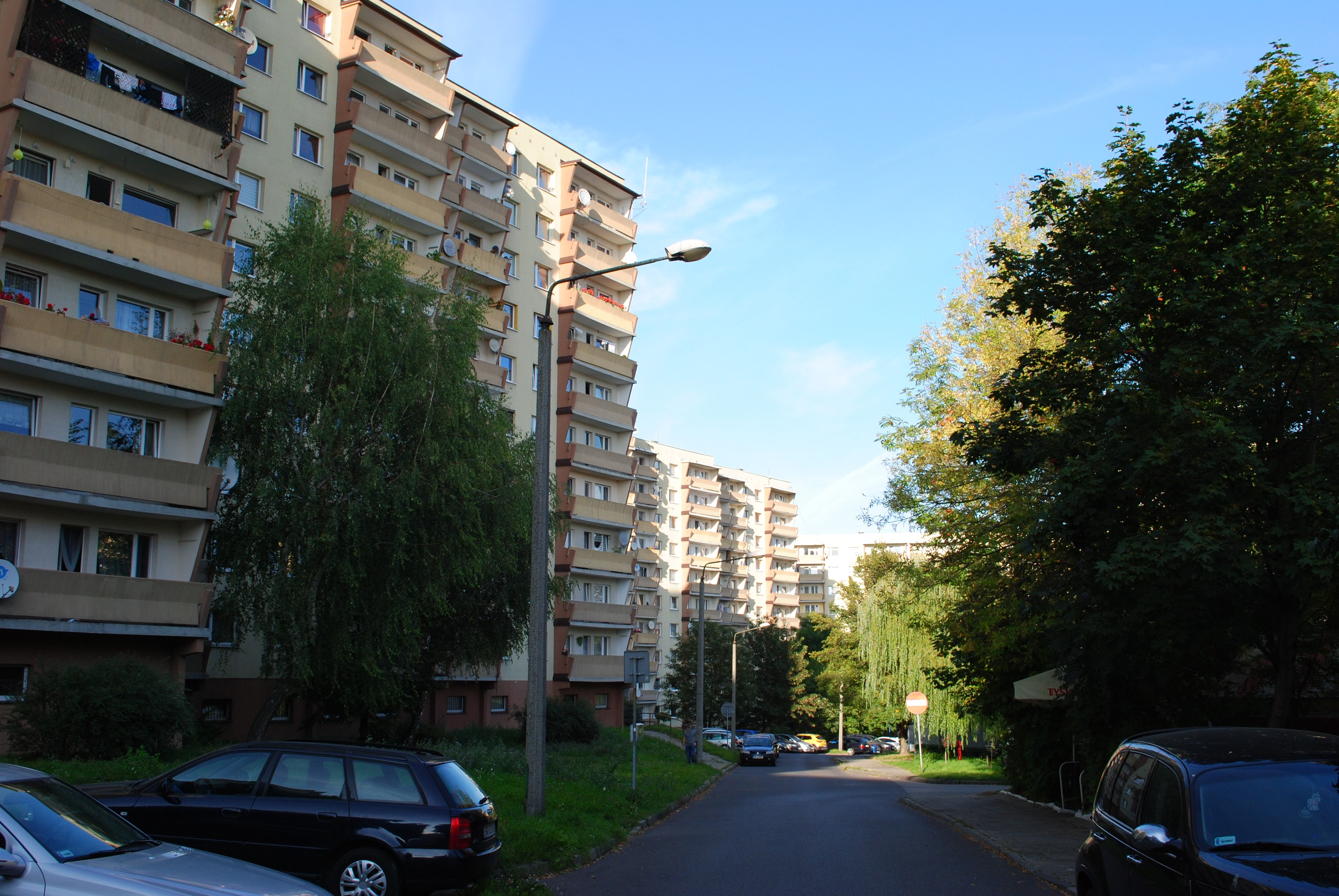
Fragment osiedla J. Kukuczki

W 1982 roku powołano Górniczą Spółdzielnię Mieszkaniową przy KWK „Katowice”, która w latach 1984–1987 przy ulicy ks. L. Markiefki 77 i Modrzewiowej 1-7b oddała do użytku 73 mieszkania. W latach 1982–1985 roku przy ulicy Morawskiej powstała świątynia Pierwszego Zboru Kościoła Chrześcijan Baptystów w Katowicach. Została ona wybudowana według projektu zespołu inżynierów, zaś głównym projektantem był Adam Śleziak. Ogółem nowa zabudowa pochodząca z okresu Polski Ludowej powstawała w otoczeniu historycznego centrum Bogucic, po zachodniej, północnej i wschodniej stronie.
Zabudowa Bogucic z wybudowana po 1989 roku znajduje się w różnych miejscach dzielnicy. W północnej części powstało osiedle Na Alpach, wybudowane w latach 1990–1995, zaś w latach 2002–2007 powstała zabudowa wzdłuż ulicy Zakopiańskiej.
W latach 2010–2015 roku zrewitalizowano tereny po kopalni „Katowice” – powstała tam Stefa Kultury. W granicach Bogucic powstała siedziba Narodowej Orkiestry Symfonicznej Polskiego Radia oraz nowa siedziba Muzeum Śląskiego. Na potrzeby Strefy Kultury zrealizowano także nowy układ drogowy powiązujący ją z aleją W. Roździeńskiego oraz ulicami J. Dudy-Gracza i Nadgórników.

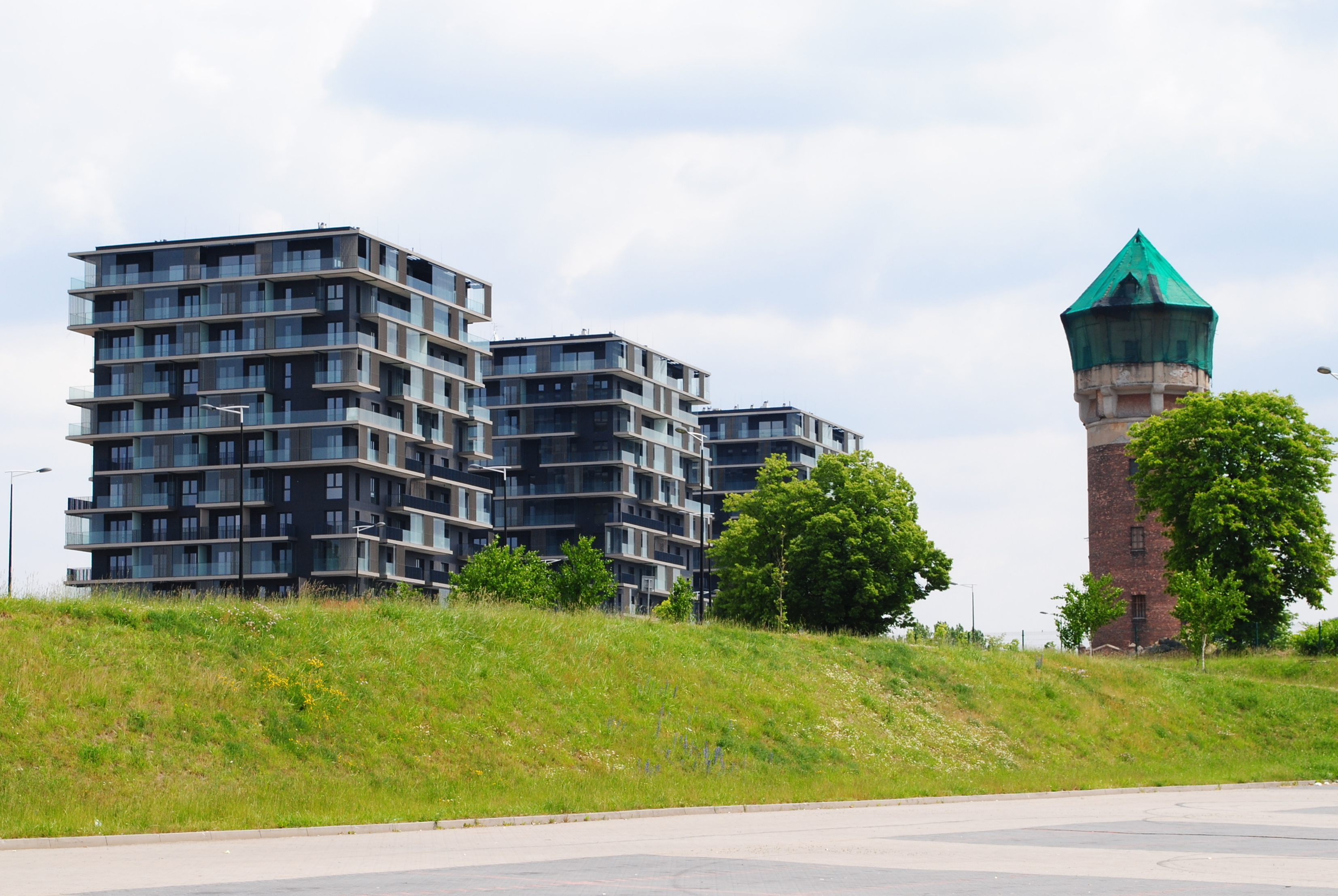
Osiedle Pierwsza Dzielnica w połowie czerwca 2021 roku

Gmach NOSPR-u znajdujący się przy placu W. Kilara 1 wzniesiono w latach 2011–2014. Budynek o wysokości 28 metrów posiada pięć kondygnacji nadziemnych i jedną podziemną. Wewnątrz gmachu znajdują się dwie sale: kameralna na około 300 osób i duża na 1 800 osób, wokół której znajduje się atrium wraz z pomieszczeniami pomocniczymi. Elewacja gmachu pokryta jest szkłem i cegłą klinkierową.
Budynek siłowni, maszynownia z parową maszyną wyciągową oraz budynek nadszybowy z wieżą wyciągową dawnej kopalni „Katowice” zostały wpisane do rejestru zabytków w 1998 roku. Współcześnie zabudowa dawnej kopalni Katowice jest przykładem zabytkowej architektury industrialnej, która w zamierzeniach władz ma wzbogacać tkankę urbanistyczną centrum Katowic. Zabudowa zaś dawnej kopalni Katowice została zagospodarowana pod nową siedzibę Muzeum Śląskiego. Większość nowej zabudowy muzeum powstała pod ziemią. Na powierzchni znajdują się zaś: hol centralny, budynek administracyjny, świetliki i wieża widokowa. Obiekty te stanowią jedne z wizytówek miasta Katowice.

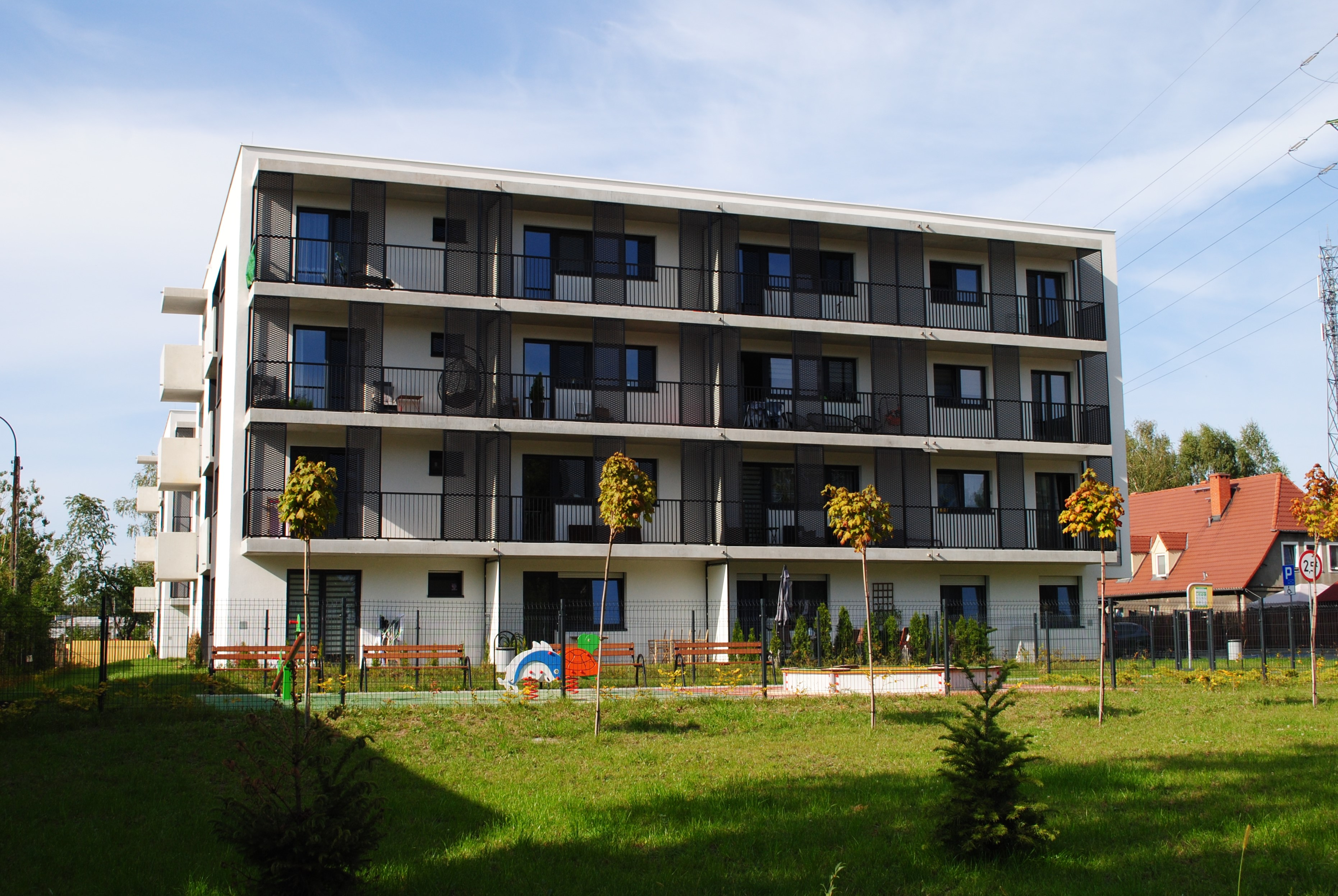
Budynek mieszkalny przy ulicy Leopolda 17 i 17a z 2020 roku

W działce położonej na północ od Muzeum Śląskiego na początku maja 2019 roku rozpoczęto realizację osiedla Pierwsza Dzielnica. W ramach pierwszego etapu zrealizowano trzy wysokie na 42 metry budynki, w których znajduje się łącznie 265 mieszkań. Na parterze powstało 13 miejsc na lokale usługowe, zaś pod budynkami zrealizowano parkingi podziemne dla 292 samochodów. Inwestorem osiedla była spółka TDJ Estate.
W czerwcu 2020 roku oddano do użytku budynek mieszkalny przy ulicy Leopolda 17 i 17a, wybudowany na zlecenie Katowickiego TBS-u. W 4-kondygnacyjnym budynku powstałym na planie litery „U” oddano do użytku łącznie 51 mieszkań, zaś obok niego niewielki plac zabaw, parking z 27 miejscami postojowymi oraz stacja rowerów miejskich.
Współcześnie zabudowa mieszkaniowa Bogucic koncentruje się głównie w pasmach ulicy ks. L. Markiefki i ulicy Katowickiej. Obszary w rejonie ulic Podhalańskiej, W. Wróblewskiego i Wrocławskiej koncentrują zabudowę powstałą w latach 70. i 80. – osiedle J. Kukuczki i osiedle W. Wajdy, zaś w rejonie ulic Osikowej, Cedrowej i Brzozowej występuje zabudowa jednorodzinna.

### Osiedla mieszkaniowe

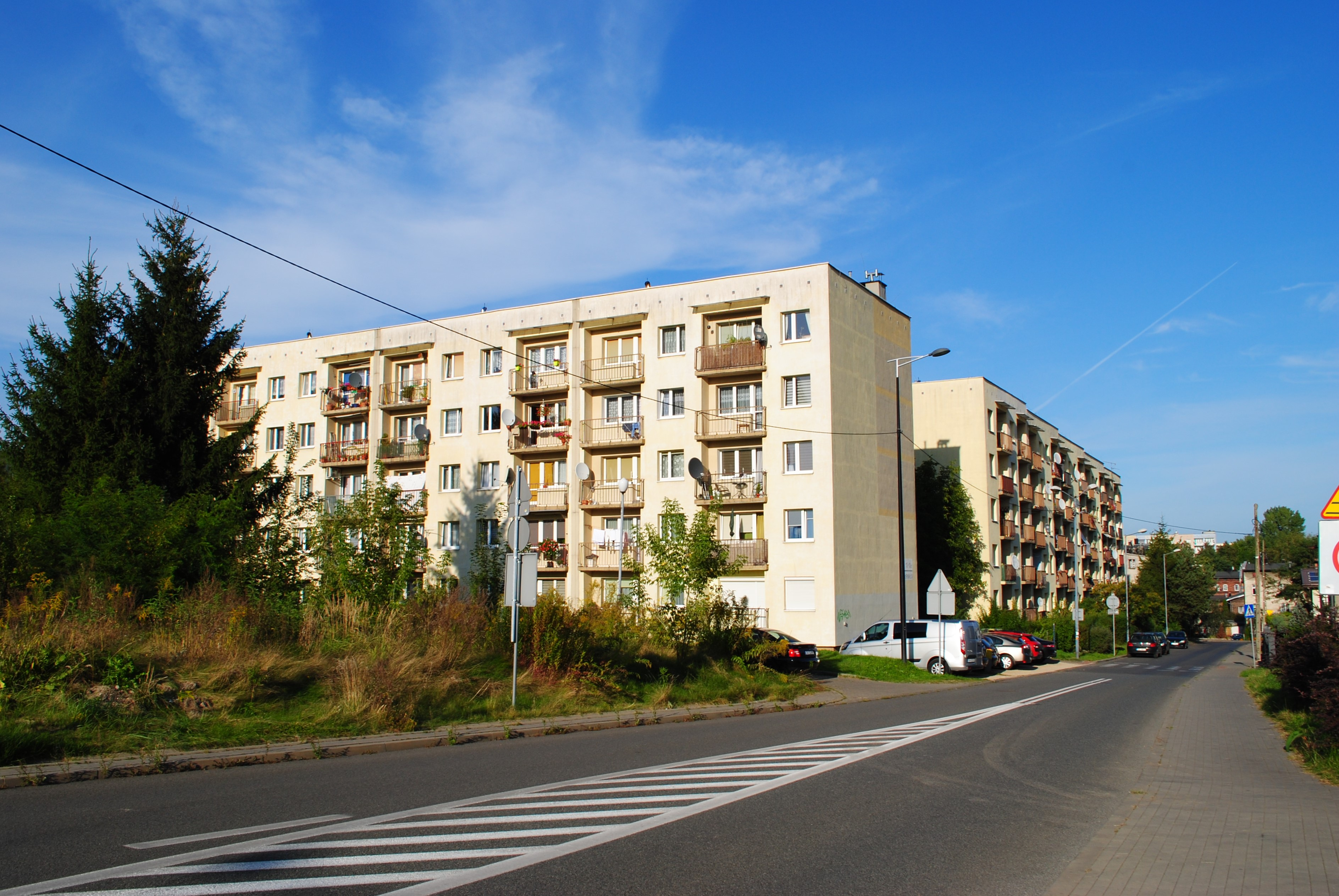
Fragment osiedla ks. F. Ścigały – bloki przy ulicy Nadgórników

We współczesnych granicach Bogucic znajdują się następujące osiedla:
- Osiedle im. Jerzego Kukuczki – osiedle mieszkaniowe w północno-wschodniej części Bogucic wybudowane w miejsce dawnego osiedla fińskich domów; składa się z budynków liczących od 4 do 11 kondygnacji; projektantami osiedla byli Adam Śleziak i Andrzej Trybuś[257],
- Osiedle im. ks. Franciszka Ścigały – osiedle mieszkaniowe z połowy lat 70. XX wieku, wybudowane przez Katowicką Spółdzielnię Mieszkaniową na terenie ogródków działkowych i częściowo w miejscu starej zabudowy Bogucic; w większości osiedle zostało zamieszkane przez rodziny górników kopalni „Katowice”[244],
- Osiedle im. Wincentego Wajdy – osiedle mieszkaniowe wybudowane w I połowie lat 80. XX wieku, składające się z czterech skupisk bloków wielorodzinnych wielkopłytowych, powstałych w rejonie ulicy K. Hoppego; na osiedlu prócz budynków mieszkaniowych znajdują się dwa pawilony usługowe oraz place zabaw[106],
- Osiedle Na Alpach – osiedle mieszkaniowe w północnej części Bogucic, składające się z bloków wielorodzinnych, garaży i placu zabaw; od zachodu i północy graniczy z kompleksem ogródków działkowych, zaś od południa z osiedlem W. Wajdy[258]; osiedlem zarządza Spółdzielnia Mieszkaniowa Na Alpach z siedzibą przy ulicy ks. F. Blachnickiego 9[259],
- Pierwsza Dzielnica – osiedle mieszkaniowe w rejonie ulic H.M. Góreckiego i T. Dobrowolskiego, zaprojektowane przez bytomską pracownię Medusa Group; na osiedlu zaprojektowano dziewięć wieżowców mieszkalnych otoczonych terenami parkowymi; inwestorem osiedla była spółka TDJ Estate[255][260].

### Obiekty historyczne i zabytkowe

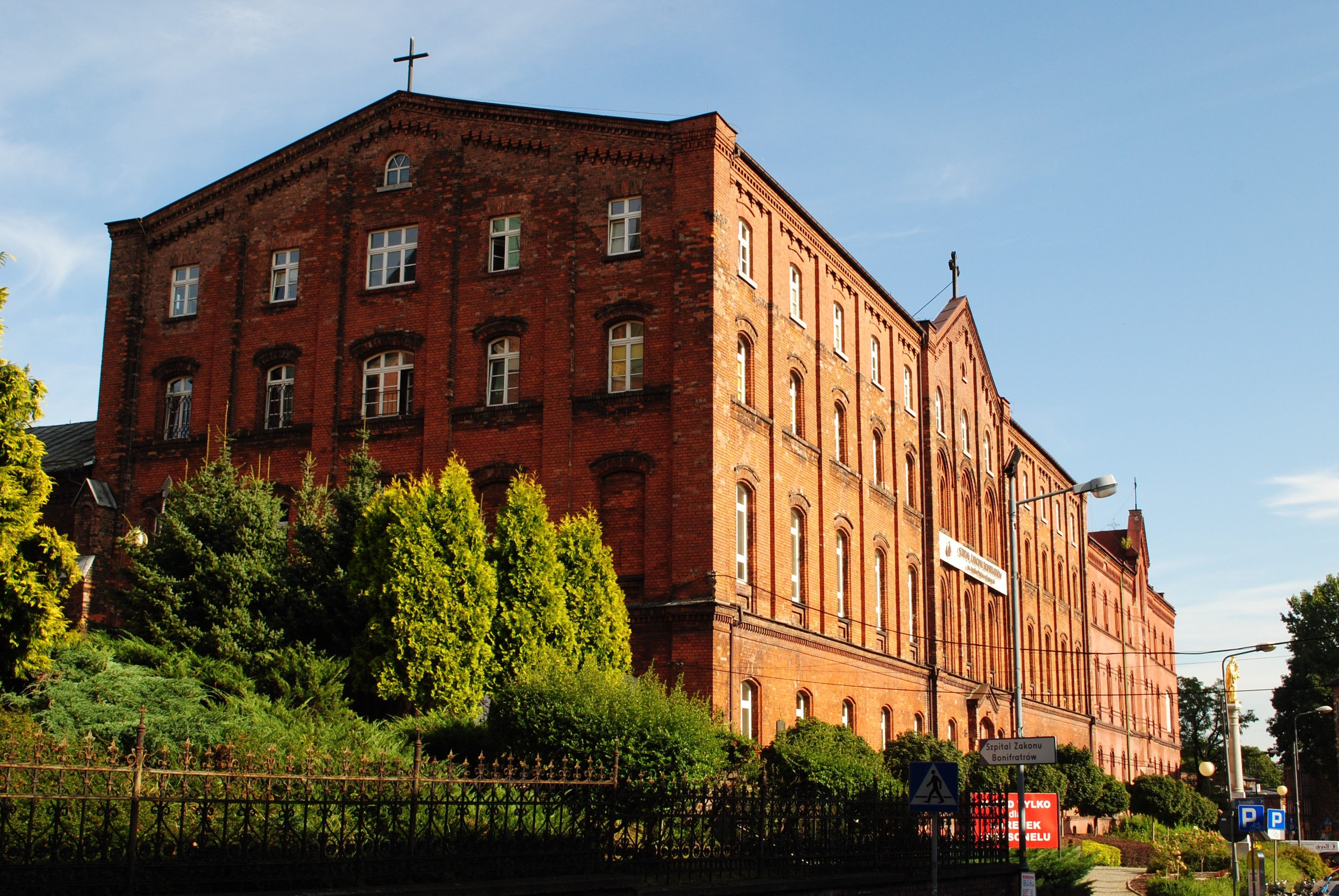
Gmach Zespołu Konwentu Ojców Bonifratrów i Szpitala Zakonu Bonifratrów pw. Aniołów Stróżów w Katowicach (ul. ks. L. Markiefki 85-87)

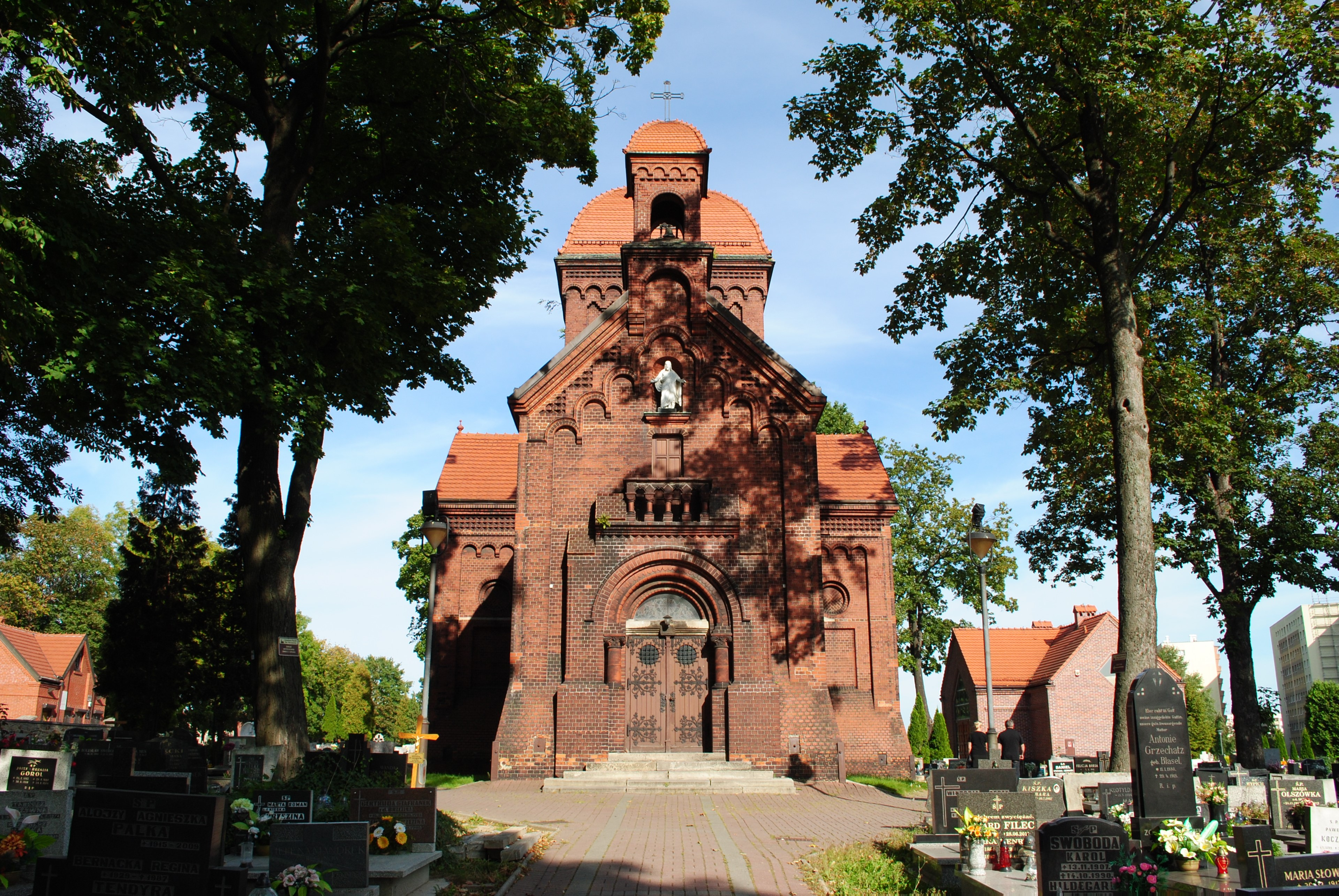
Kaplica Najświętszego Serca Pana Jezusa na cmentarzu parafialnym przy ulicy W. Wróblewskiego

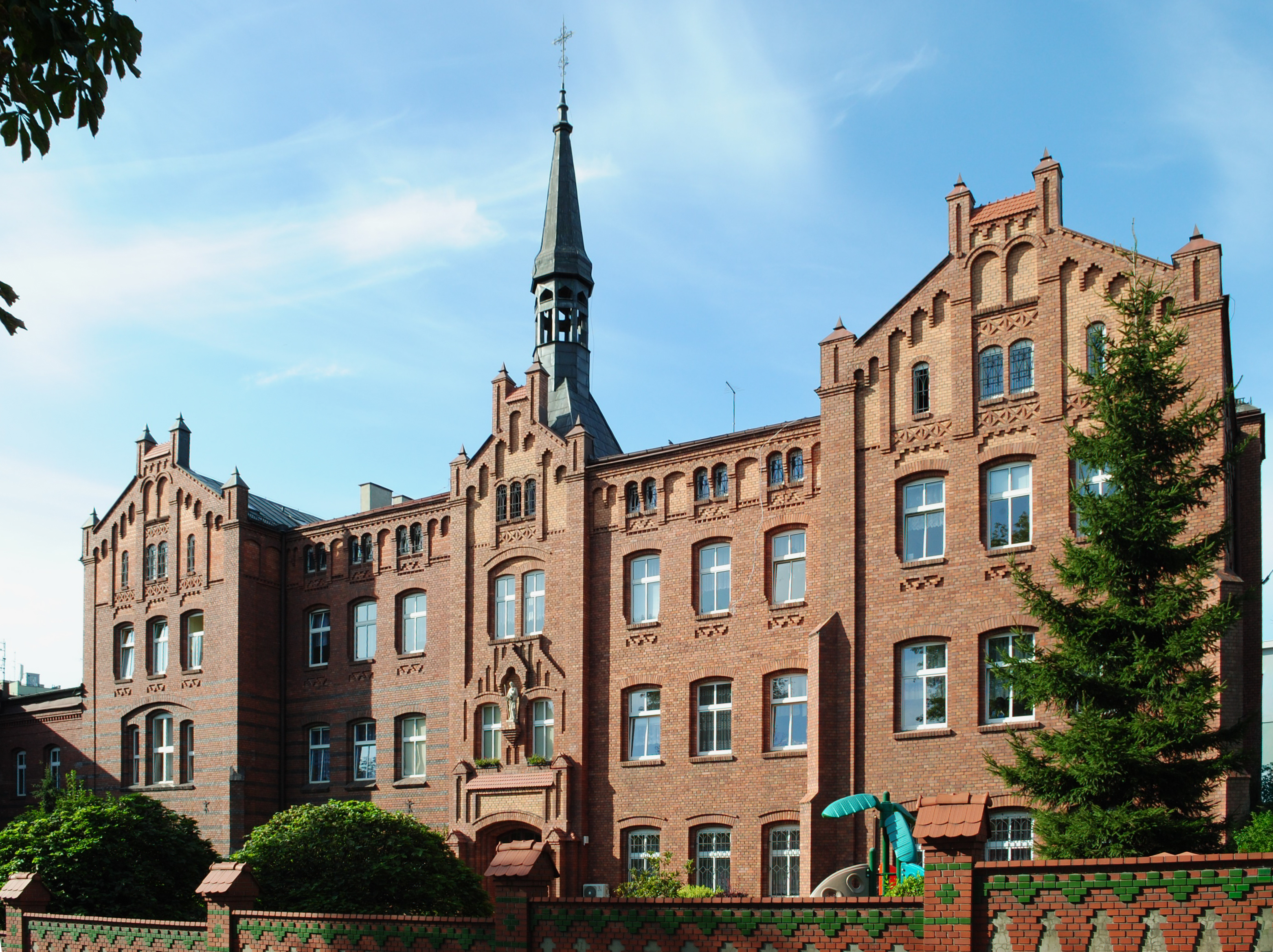
Zespół Domu Dziecka oraz klasztor sióstr św. Jadwigi (ul. Leopolda 1-3; część wschodnia kompleksu)

W Bogucicach znajdują się następujące historyczne i zabytkowe obiekty:
- Zespół Konwentu Ojców Bonifratrów i Szpitala Zakonu Bonifratrów pw. Aniołów Stróżów w Katowicach (ul. ks. L. Markiefki 85-87) – zespół konwentu wzniesiono w latach 1872–1874[90]; szpital zaś w latach 1902–1903[261] (bądź 1903–1904[90]); obiekty zbudowano w stylu historyzmu z elementami neoromańskimi i neogotyckimi[90] oraz wpisano do rejestru zabytków dnia 1 lipca 1992 roku (nr rej.: A/1367/88; obecnie A/1367/24[262])[263],
- Bazylika pod wezwaniem świętego Szczepana (ul. ks. L. Markiefki 89) – bazylika wpisana do rejestru zabytków dnia 26 maja 1988 roku (nr rej.: A/1365/88)[263]; wzniesiona w latach 1892–1894 według projektu Paul Jackischa, ukończona przez Müllera; neogotycka świątynia stoi na miejscu wcześniejszego z 1854 roku, a przed nią znajdowały się w tym miejscu inne drewniane kościółki[90],
- Zespół sześciu figur przed bazyliką świętego Szczepana – przedstawiają one następujące postacie: święty Paweł, święty Piotr, święty Szczepan, święty Józef z Dzieciątkiem, Najświętsza Maria Panna, święta Barbara[90][264]; zespół wpisano do rejestru zabytków dnia 21 sierpnia 1992 roku (nr rej.: B/630/928)[263],
- Budynki przy ul. ks. L. Markiefki 29, 43, 45 i 47 – budynki objęte one ochroną konserwatorską; wzniesione na początku XX wieku w stylu historyzmu ceglanego (tzw. familoki)[90],
- Kamienny krzyż na rogu ul. ks. L. Markiefki 76 i ul. Kowalskiej – na cokole znajduje się krucyfiks, a we wnęce wysokiego dwuczłonowego cokołu umieszczono figurkę świętej, istnieje także tablica inskrypcyjna (Fundatorzitego/Krziża/Posiedziciele gruntu z/gminy Bogucki/1887); krzyż posiada żelazne kute ogrodzenie; w 2005 roku poddano go renowacji[88],
- Zespół Domu Dziecka oraz klasztor sióstr św. Jadwigi – Dom Prowincjonalny (ul. Leopolda 1-3) – zespół wpisany do rejestru zabytków dnia 26 maja 1988 roku (nr rej.: A/1368/88, obecnie A/1368/24[265])[263]; wznoszony w latach 1858–1931, reprezentujący styl historyzmu z elementami neoromańskimi, neorenesansowymi oraz styl modernizmu z elementami ekspresjonizmu[266],
- Zespół cmentarny (pomiędzy ulicami: Leopolda, W. Wróblewskiego i Podhalańską) – pochodzi z końca XVIII wieku, zaś obecny kształt z przełomu XIX i XX wieku; jest to cmentarz parafialny i cmentarz bonifraterski; wpisany do rejestru zabytków dnia 4 września 1992 roku (nr rej.: A/1496/92); zespół tworzą: układ przestrzenny cmentarza, zespół budynków cmentarnych i małej architektury, ogrodzenie z bramami, zespół starodrzewu, zespół zabytkowych nagrobków[267]; najstarsza nekropolia Katowic, wzmiankowana w 1598 roku[268],
- Kaplica Najświętszego Serca Pana Jezusa – pochodzi z 1910 roku; znajduje się na terenie bogucickiego cmentarza parafialnego; powstała w miejscu kaplicy Matki Bożej Bolesnej według projektu Mansuetusa Fromma[110],
- Kamienice, chlewiki, altanki w ogródkach (śl. lauby) oraz familoki przy ulicach: Katowickiej, ks. L. Markiefki, Ryszarda i W. Wróblewskiego z XIX wieku, będące przykładem dawnej śląskiej architektury[268].

### Pomniki i tablice pamiątkowe

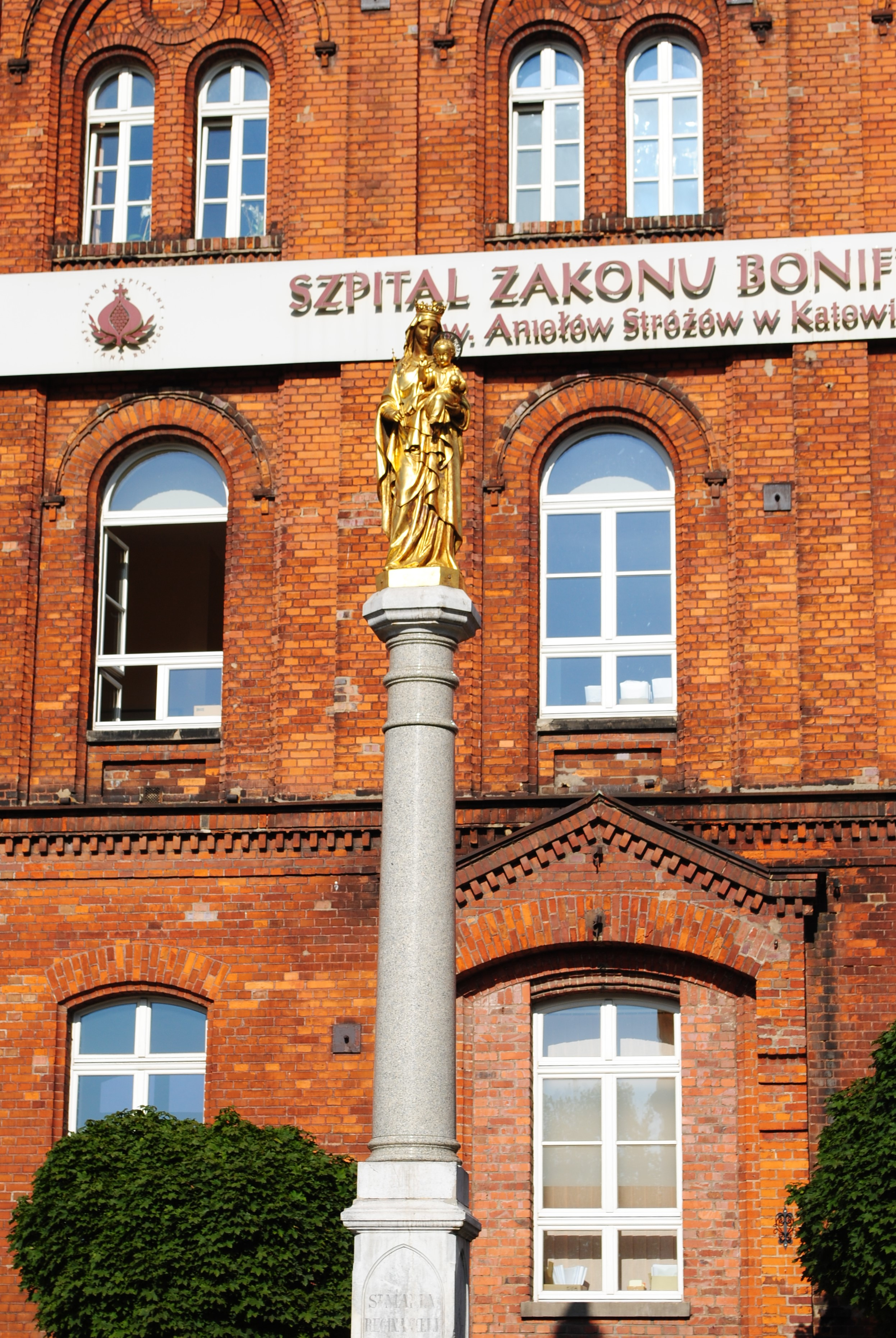
Kolumna maryjna z pozłacaną figurą Matki Bożej z Dzieciątkiem (ul. ks. L. Markiefki)

- Figura św. Barbary (ul. Kopalniana) – figura kamienna na ceglanym postumencie, upamiętniająca katastrofę górniczą z 16 września 1933 roku w kopalni „Katowice”[192],
- Kolumna maryjna z pozłacaną figurą Matki Bożej z Dzieciątkiem (ul. ks. L. Markiefki; przed gmachem szpitala bonifratrów) – została ona poświęcona 16 czerwca 1881 roku przez ks. Leopolda Markiefkę[88],
- Krzyże przydrożne – przy skrzyżowaniu z ulicą Leopolda oraz w rejonie skrzyżowania ulicy ks. L. Markiefki z ulica Kowalską[88],
- Pomnik Powstańców Śląskich (pl. W. Wajdy) – pomnik postawiony w miejsce przedwojennego[221][269],
- Tablica upamiętniająca akt konsekracji bogucickiej bazyliki (bazylika św. Szczepana; przy wejściu do świątyni) – tablica umieszczona w 2014 roku w 120. rocznicę tego wydarzenia[88],
- Tablica upamiętniająca kopalnię „Ferdynand” („Katowice”) i jaj pracowników (na podporze szybu „Warszawa II” dawnej kopalni „Katowice”) – odsłonięta 20 października 2014 roku z inicjatywy Bractwa Gwarków Związku Górnośląskiego[253],
- Tablica upamiętniająca kopalnię „Katowice” w latach 1823–2000 (bazylika św. Szczepana; w przedsionku po lewej stronie)[88],
- Tablica upamiętniająca Jerzego Kukuczkę (ul. ks. L. Markiefki 94) – znajduje się ona w miejscu narodzin himalaisty[90],
- Tablica upamiętniająca ks. Ludwika Skowronkę (bazylika św. Szczepana; w przedsionku po lewej stronie) – na płycie znajduje się jego podobizna oraz informacja o tym, że ks. Skowronek był budowniczym kościoła i autorem dzieła Via ad coelum (Droga do nieba)[88],
- Tablica upamiętniająca ks. Franciszka Ścigałę (bazylika św. Szczepana; w przedsionku po lewej stronie)[88],
- Tablica upamiętniająca ks. Alfonsa Tomaszewskiego (bazylika św. Szczepana; w przedsionku po prawej stronie) – tablica odsłonięta w 1987 roku[88],
- Tablice upamiętniające 400-lecie obecności Bonifratrów w Polsce oraz 150 lat posługi zakonników w Bogucicach (Konwent i Szpital Bonifratrów, przy wejściu do Kaplicy i Klasztoru Bonifratrów) – tablica odsłonięta 6 września 2024, poświęcenia dokonał ks. abp Adrian Galbas[270].

### Zagospodarowanie przestrzenne
Pod względem faktycznego użytkowania terenów za styczeń 2008 rok, największy udział mają położone na terenie jednostki urbanistycznej Bogucice (powierzchnia jednostki: 203,19 ha) obszary tereny zabudowy mieszkaniowej wielorodzinnej (42,67 ha), wolne tereny budowlane (31,04 ha) i tereny zieleni urządzonej (46,48 ha). Znaczny udział jest także terenów usług (15,77 ha), terenów produkcyjno-usługowych (10,84 ha), terenów komunikacji (28,58 ha) i nieużytków (17,44 ha). Brak jest tutaj terenów rolnych i lasów, zaś udział terenów wód wynosi 1,08 ha.
Udział powierzchni zabudowanej w powierzchni terenu Bogucic w 2007 roku wynosił 28% i był niewiele wyższy od wskaźnika dla całego miasta – 23%. W niektórych kwartałach zabudowy dzielnicy udział ten sięga powyżej 50%. Wskaźnik intensywności zabudowy netto Bogucic w tym czasie sięgał poziomu 0,61 i również był wyższy od wskaźnika dla Katowic – 0,49, zaś średnia liczba kondygnacji waha się na poziomie 2,19.
Do lipca 2009 roku 18,78% (38,15 ha) terenów jednostki urbanistycznej Bogucice pokryte były obowiązującymi wówczas miejscowymi planami zagospodarowania przestrzennego.

## Oświata

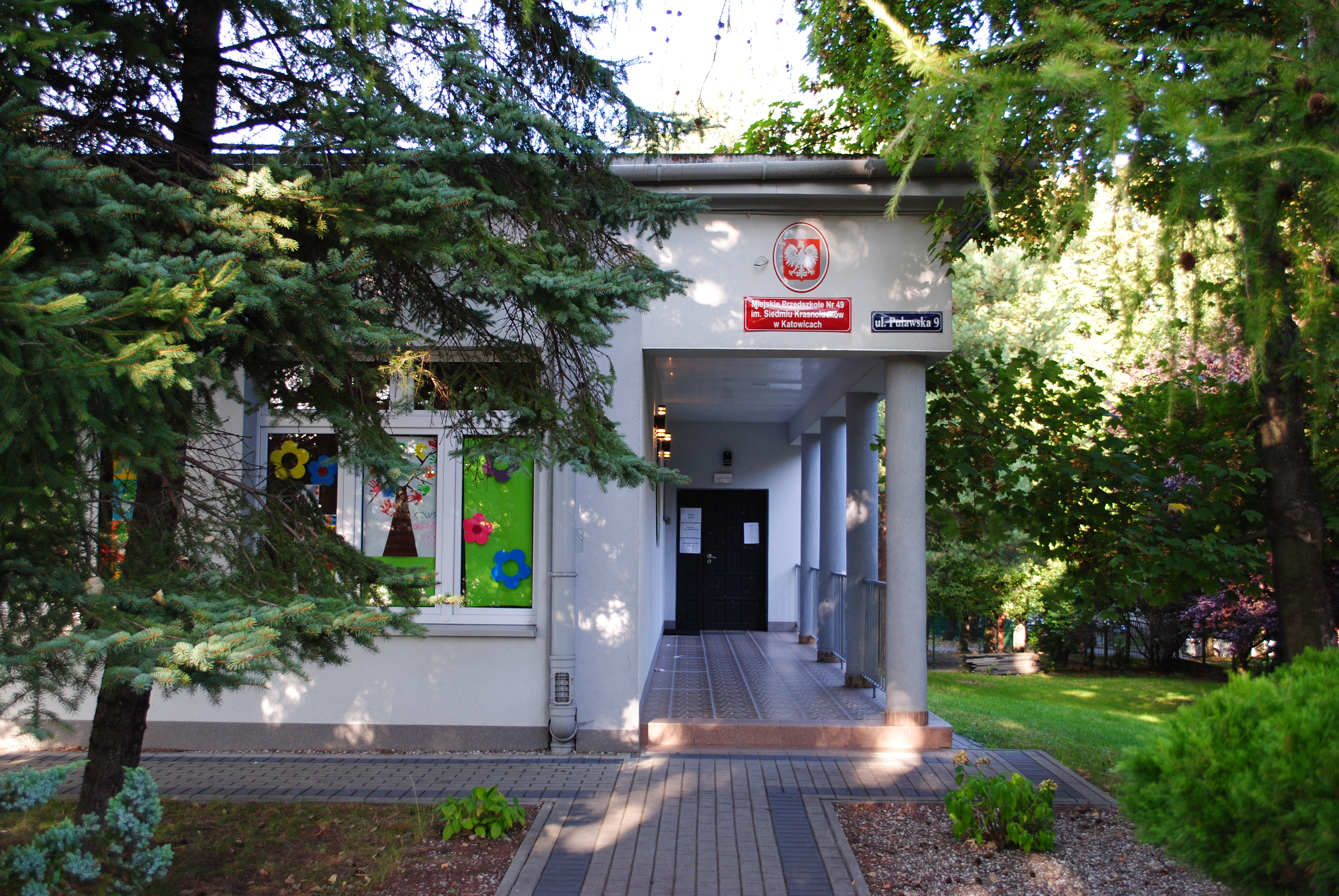
Budynek Miejskiego Przedszkola nr 49 im. Siedmiu Krasnoludków w Katowicach (ul. Puławska 9)

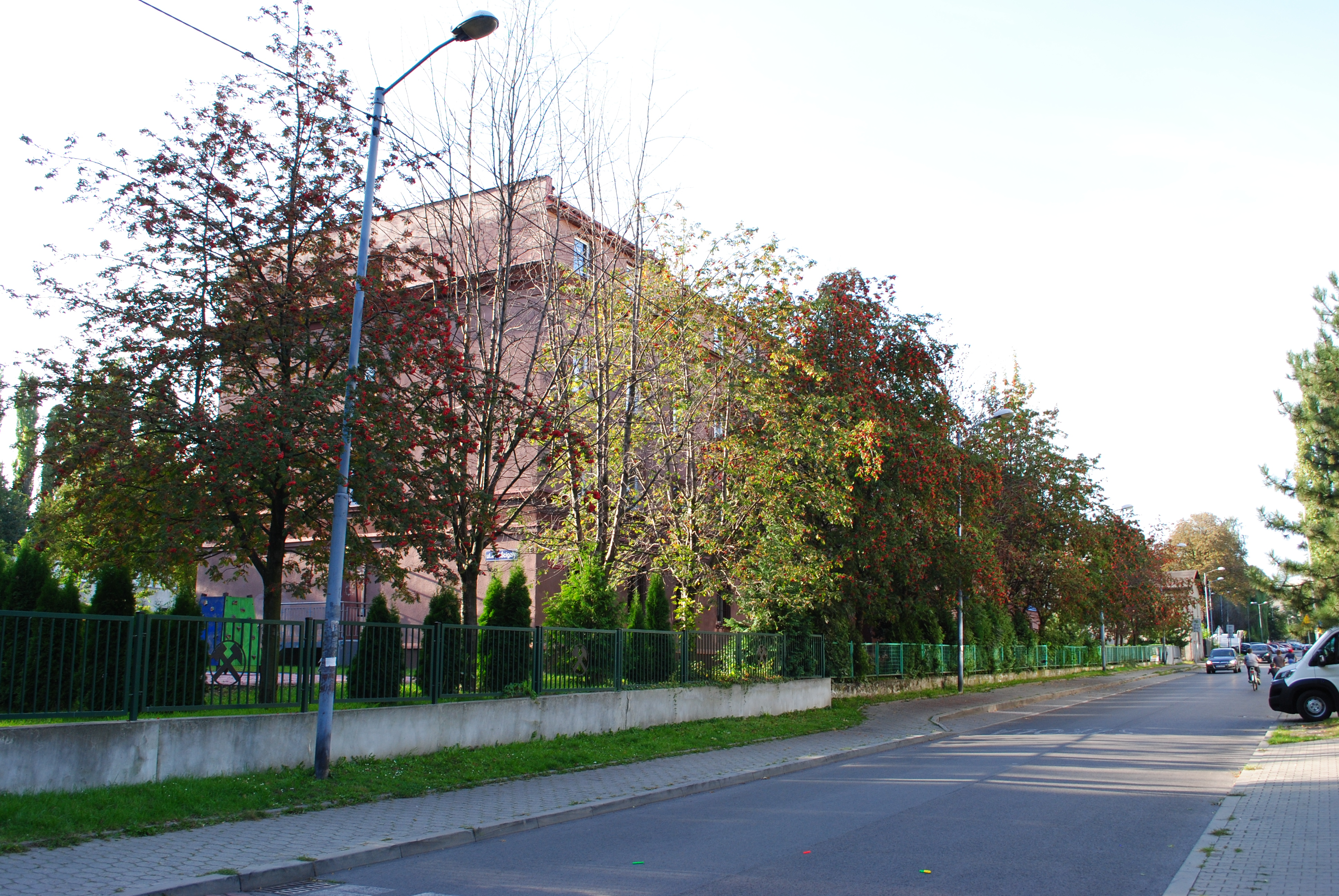
Gmach Katolickiej Szkoły Podstawowej im. św. Jacka w Katowicach (ul. ks. F. Ścigały 17)

W 2012 roku działało w Bogucicach i najbliższej okolicy 7 przedszkoli, 2 zespoły szkolno-przedszkolne, szkoła podstawowa, zespół szkół specjalnych, 2 gimnazja, liceum ogólnokształcące, a także Wydział Nauk Społeczno-Pedagogicznych Wyższej Szkoły Pedagogicznej im. J. Korczaka i Wyższa Szkoła Zarządzania Ochroną Pracy. W czerwcu 2022 roku na obszarze Bogucic funkcjonowały zaś następujące placówki oświatowe:
1. Żłobki i przedszkola:
  - Bajkowe Przedszkole i Klub Malucha (ul. Modrzewiowa 30a)[274],
  - Miejskie Przedszkole nr 22 w Katowicach (ul. Kopalniana 4d)[275],
  - Miejskie Przedszkole nr 49 im. Siedmiu Krasnoludków w Katowicach (ul. Puławska 9)[276],
  - Miejskie Przedszkole nr 97 w Katowicach (ul. Wiślana 9)[277],
  - Przedszkole i Żłobek „Mali Giganci” (ul. Katowicka 27)[278],
  - Przedszkole i Żłobek „Przytulny Kącik” (ul. Kujawska 4a)[279],
  - Przedszkole Publiczne Parafii Rzymskokatolickiej św. Szczepana w Katowicach (ul. ks. L. Markiefki 89)[280],
  - Przedszkole w Pierwszej Dzielnicy (ul. H.M. Góreckiego 11)[281],
  - Publiczne Przedszkole Zgromadzenia Sióstr św. Jadwigi w Katowicach (ul. Leopolda 1-3)[282],
  - Żłobek „Kraina Odkrywcy” (ul. Wrocławska 54)[283],
2. Szkoły podstawowe:
  - Katolicka Szkoła Podstawowa im. św. Jacka w Katowicach (ul. ks. F. Ścigały 17)[284],
  - Korczakowska Szkoła Marzeń (ul. Katowicka 27)[285],
  - Szkoła Podstawowa nr 39 im. Jana Pawła II Specjalna w Katowicach (ul. ks. F. Ścigały 17)[286],
  - Szkoła Podstawowa nr 40 im. Jerzego Kukuczki w Katowicach (ul. Słowiańska 1)[287],
3. Zespoły szkół:
  - Zespół Szkolno-Przedszkolny nr 4 w Katowicach (ul. W. Wróblewskiego 42-44)[288]:
    - Miejskie Przedszkole nr 70 w Katowicach,
    - Szkoła Podstawowa nr 13 im. św. Barbary w Katowicach,
4. Uczelnie wyższe:
  - Uczelnia Korczaka. Wydział Nauk Społeczno-Pedagogicznych w Katowicach (ul. Katowicka 27)[289].

Początki szkolnictwa w Bogucicach, a także i na terenie całych współczesnych Katowic, sięgają XV bądź XVI wieku. Tego zaś okresu sięgają początki szkoły wiejskiej w Bogucicach, zlokalizowanej najprawdopodobniej na gruntach należących do tutejszego gospodarza Ostrowskiego, przy głównej drodze. Szkoła ta jako placówka parafialna funkcjonowała przy miejscowym kościele. Po raz pierwszy bogucicką szkołę wspomniano w 1619 roku. Parafianie byli zobowiązani do wpłacenia specjalnej opłaty – clericatura, a kmiecie mieli przywozić nauczycielowi po wozie drewna na opał rocznie. W 1775 roku po przeprowadzeniu w Prusach reformy edukacji pojawił się w niej świecki nauczyciel. W sprawozdaniach powizytacyjnych i w dokumentach kościelnych z 1793 roku wynika, że szkoła pracowała wówczas w systemie jednoklasowym, a uczęszczało do niej 72 uczniów, w tym 36 z Bogucic, 16 z Katowic, 15 z Załęża i 5 z Dąbrówki Małej. Najstarszy budynek szkoły wybudowany był z drewna i był pokryty strzechą. Przed początkiem XIX wieku była to jedyna szkoła na terenie współczesnych Katowic.

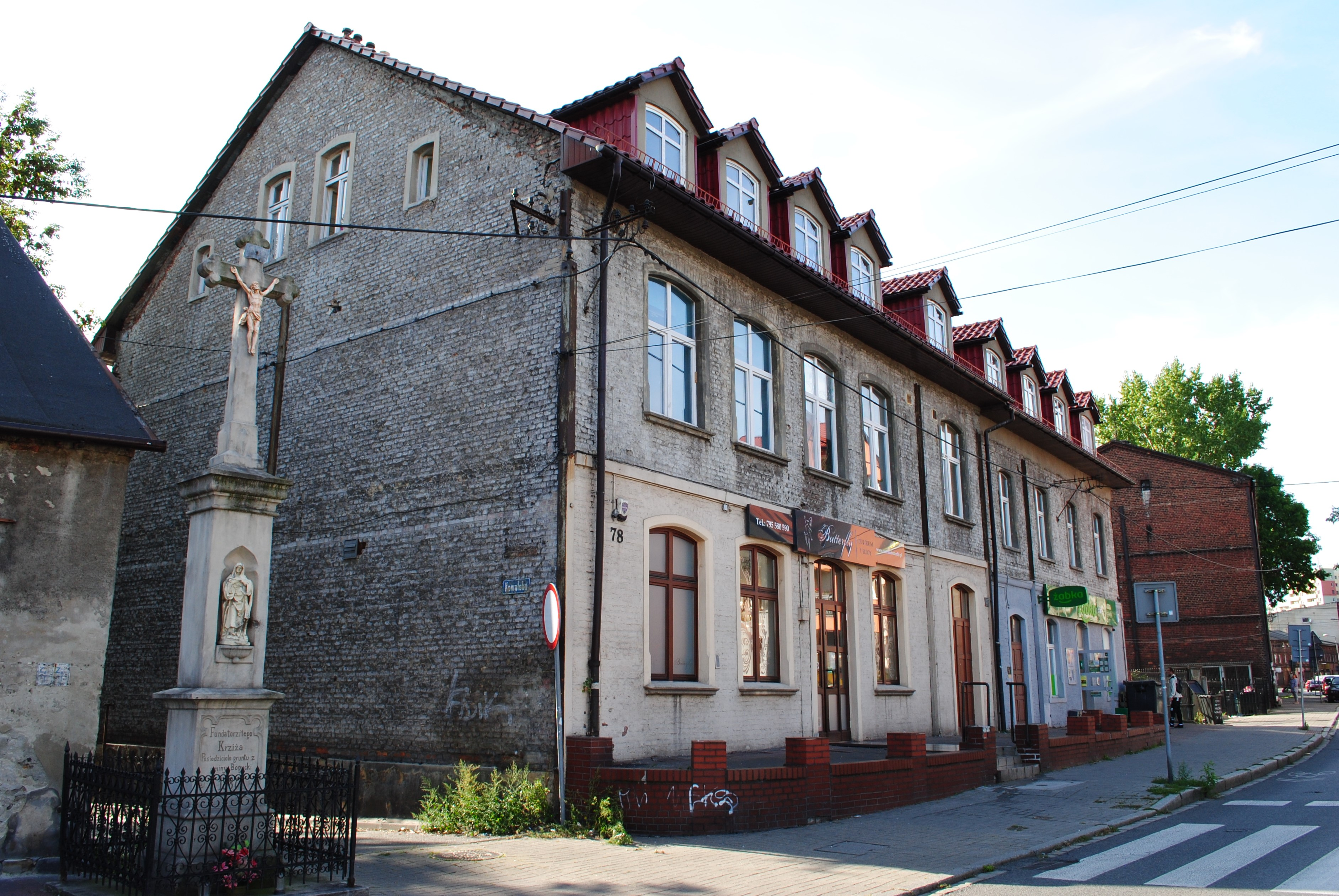
Budynek starej szkoły przy ulicy ks. L. Markiefki 78

Od 1804 roku na terenie Bogucic działała polska szkoła katolicka, do której dzieci uczęszczały dwa razy w tygodniu. Plan budowy nowej, murowanej szkoły w Bogucicach w rejonie dzisiejszego skrzyżowania ulic ks. L. Markiefki i Katowickiej pochodzą z 1818 roku, lecz ostatecznie nowy gmach szkoły oddano do użytku w 1823 roku. Naukę w nowej szkole rozpoczęło 86 dzieci. W 1859 roku gmach katolickiej szkoły w Bogucicach rozbudowano o dodatkowe piętro. W tym czasie obowiązkiem nauczania objętych było 527 dzieci z Bogucic i Zawodzia, zaś do szkoły uczęszczało wówczas 350 dzieci. W 1875 roku przy ulicy ks. L. Markiefki 78 oddano do użytku nowy budynek szkoły. W latach 1945–1953 budynek ten funkcjonował jako internat, zaś w latach następnych budynek ten zmieniał wielokrotnie przeznaczenie.
Przy ulicy W. Wróblewskiego 40-44 w 1902 (bądź 1903) roku oddano do użytku nowy gmach szkolny. Posiadał on 12 izb lekcyjnych, gabinet, pokój nauczycielski i 2 pokoje do pomocy naukowych. Była to koedukacyjna Szkoła Miejska nr 12. Od 1913 roku szkoła ta była przeznaczona wyłączne dla chłopców, zaś dla dziewcząt powstała szkoła żeńska nr 13. Nowy budynek szkolny dla dziewcząt oddano w kwietniu tego samego roku. Powstał on według projektu gminnego urzędu budowlanego, zaś sam gmach posiadał 10 klas, szkołę gospodarstwa domowego, gabinet, pokój nauczycielski, pokój na pomoce naukowe i mieszkanie woźnego. W dniu 30 czerwca 1922 roku doszło do zamknięcia niemieckiej szkoły, zaś po przejęciu przez Polskę części Górnego Śląska w jej miejsce utworzono 1 września 1922 roku polską szkołę. W tym czasie do szkoły uczęszczało łącznie 846 dzieci, zaś potem liczba uczniów uległa zmniejszeniu do 724 w 7 polskich i 4 niemieckich klasach. Bogucicka szkoła w czasach II wojny światowej została przekształcona na niemiecką, zaś wszelkie ślady polskości szkoły zostały spalone na boisku szkolnym.
Budynek szkolny został przejęty od Niemców 13 lutego 1945 roku. Był on w stanie nienaruszonym, lecz wnętrza były zdewastowane. Naukę w szkole wznowiono 5 kwietnia bądź 5 maja 1945 roku. W dniu 29 kwietnia 1967 otwarto salę gimnastyczną, która połączyła Szkołę Podstawową nr 12 i Szkołę Podstawową nr 13. W dniu 3 września 1973 roku Szkole Podstawowej nr 13 nadano imię Walerego Wróblewskiego – powstańca styczniowego. W roku szkolnym 1975/1976 połączono szkołę nr 12 i 13, powołując jedną – Szkołę Podstawową nr 13. W latach 80. XX wieku gwałtownie wzrosła liczba uczniów szkoły. Część klas I–III została na ten czas przeniesiona do gmachu dawnej szkoły przy ulicy ks. L. Markiefki, a sama zaś szkoła pracowała wówczas na trzy zmiany. W dniu 14 lutego 2006 roku przywrócono Szkole Podstawowej nr 13 w Bogucicach imię przedwojennej patronki – św. Barbary. Z dniem 1 września 2009 roku połączono Szkołę Podstawową nr 13 im. św. Barbary oraz Miejskie Przedszkole nr 17 w Zespół Szkolno-Przedszkolny nr 4. W 2013 roku Szkoła Podstawowa nr 13 obchodziła stulecie swojego powstania, zaś w 2017 roku przeprowadzono renowację gmachu szkoły z czerwonej cegły.

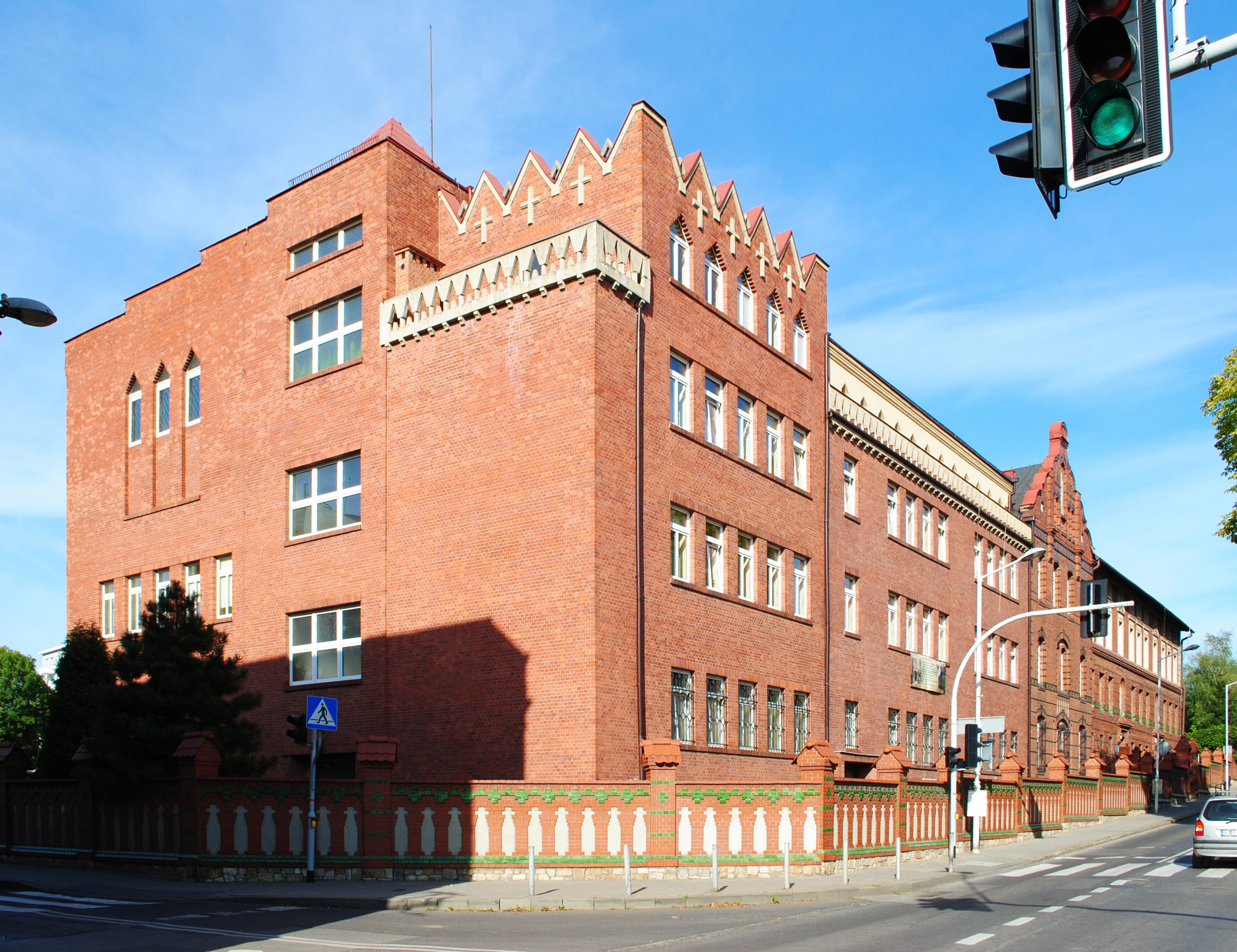
Zespół Domu Dziecka oraz klasztor sióstr św. Jadwigi (ul. Leopolda 1-3)

W 1856 roku bogucicki proboszcz ks. Leopold Markiefka zakupił od swojej siostry Józefiny około 8 morgów gruntu położonego niedaleko kościoła. Pierwotnie ks. Markiefka postanowił tam wybudować schronisko dla ludzi starych i ułomnych, lecz ostatecznie zdecydował się na sierociniec. Piętrowy budynek, stanowiący obecnie część środkową gmachu przy ulicy Leopolda 1, wybudowano w latach 1857–1858. Gmach sierocińca został oddany 26 marca 1858 roku, a opiekę nad sierotami objęły trzy siostry boromeuszki z domu macierzystego w Nysie. W 1859 roku siostrom zezwolono na otwarcie pensjonatu i szkoły żeńskiej, z których dochód przeznaczono na utrzymanie sierot. W 1861 roku sierociniec rozbudowano i wzrosła do jedenastu liczba sióstr służących w sierocińcu. Funkcjonowała tutaj szkoła elementarna, do której uczęszczało 51 sierot oraz 93 dzieci z okolicy. W czasie kulturkampfu władze zmusiły siostry do opuszczenia sierocińca z dniem 1 kwietnia 1879 roku, a opiekę nad placówką przejęła osoba świecka. Po złagodzeniu przepisów sierociniec od 21 grudnia 1886 roku przejęły siostry jadwiżanki. W latach 1886–1887 wybudowano zachodnie skrzydło sierocińca i rozbudowano część środkową.
Przy sierocińcu działała m.in. trzyklasowa szkoła dla wychowanków, przedszkole oraz szkoła robót ręcznych i muzyki. W czasie II wojny światowej, 13 października 1941 roku jadwiżanki zostały wysiedlone. Siostry powróciły w styczniu 1945 roku i 28 lutego tego samego roku ponownie uruchomiły Dom Dziecka im. ks. L. Markiefki, a w późniejszym czasie także przedszkole. W 1955 roku nakazano siostrom zamknąć przedszkole. W 1961 roku dotychczasowych wychowanków przeniesiono do innych placówek, a w Bogucicach umieszczono dzieci lekko upośledzone. Odtąd placówka funkcjonowała jako Zakład Wychowawczy prowadzony przez prorządowe Zrzeszenie Katolików „Caritas”, zaś budynki zostały przez państwo przejęte. Powstała także Szkoła Podstawowa Specjalna.
W 1949 roku rozpoczęto budowę szkoły górniczej, która została oddana do użytku 1 września 1952 roku. Naukę w nowej szkole uczniowie rozpoczęli w czterech oddziałach, a corocznie około 80 absolwentów zasilało rzesze pracowników kopalni „Katowice”. Gmach szkoły był zaś wyposażony w pracownie, salę gimnastyczną i internat na 250 miejsc. Szkoła na potrzeby górnictwa przestała kształcić pod koniec XX wieku, zaś budynku po szkole górniczej urządzono zespół szkół ogólnokształcących, a później Katolicką Szkołę Podstawowa im. św. Jacka. Katolicka Szkoła Podstawowa została założona w 1992 roku przez Stowarzyszenie Rodzin Katolickich Archidiecezji Katowickiej. Katolicka Szkoła Podstawowa powstała jako placówka niepubliczna o uprawnieniach szkoły publicznej. We wrześniu 1999 roku w placówce zaczęło działać Katolickie Gimnazjum, które wraz z Katolicką Szkołą Podstawową tworzyło do 31 sierpnia 2017 roku Zespół Katolickich Szkół Ogólnokształcących nr 2. Dzień później Katolicka Szkoła Podstawowa przyjęła imię świętego Jacka i w związku z reformą szkolnictwa stała się ośmioletnią szkołą podstawową.
W dniu 2 września 1991 roku na terenie osiedla J. Kukuczki zainaugurowała działalność Szkoła Podstawowa nr 40. W pierwszym roku działalności uczyło się w niej 447 uczniów. W szkole tej wówczas dalej trwały prace budowlane. W roku szkolnym 1992/1993 oddano do użytku budynek dydaktyczny dla klas starszych i przewiązkę. W roku szkolnym 1993/1994 była ona już ośmioklasową szkołą. W roku szkolnym 1996/1997 oddano do użytku ostatnie pomieszczenia szkoły – halę sportową wraz z magazynem na sprzęt. W dniu 24 marca 1998 roku odbyła się uroczystość nadania patrona Szkole Podstawowej nr 40 w Katowicach – został nim Jerzy Kukuczka. W związku z reformą szkolnictwa, w dniu 1 września 1999 w budynku Szkoły Podstawowej nr 40 powstało Gimnazjum nr 10, ostastni uczniowie sześcioklasowej szkoły podstawowej opuścili placówkę w czerwcu 2004 roku. W dniu 1 września 2017 roku, w związku z reformą edukacji, przekształcono Gimnazjum nr 10 im. J. Kukuczki w Szkołę Podstawową nr 40.

## Bezpieczeństwo publiczne i socjalne
Swoim zasięgiem tereny Bogucic obejmuje Komisariat II Komendy Miejskiej Policji w Katowicach z siedzibą przy ulicy K. Iłłakowiczówny 2. Dzielnica ta pod względem współczynnika przestępczości w 2007 roku należały do bezpieczniejszych dzielnic. W tym czasie odnotowano 1,86 aktów przestępczych na 100 mieszkańców (średnia dla całych Katowic – 3,08), a liczba ta od 2004 roku zmalała z poziomu 3,73 przestępstw na 100 mieszkańców. W 2013 roku doszło na terenie Bogucic do 292 przestępstw, co daje w przeliczeniu 20 przestępstw na 1000 mieszkańców dzielnicy. Udział ten był mniejszy aniżeli dla całych Katowic, sięgający w tym okresie 28 aktów na 1000 mieszkańców. W tym czasie doszło w Bogucicach do 10 rozboi, 14 czynów chuligaństwa i 11 aktów przemocy w rodzinie. Według przeprowadzonych w 2011 roku badań sondażowych, 52,0% respondentów z Bogucic wskazało, że czuje się bezpiecznie w swojej dzielnicy, 38,3% było przeciwnego zdania, zaś 6,7% osób nie miało jednoznacznego zdania na ten temat.
W 2007 roku doszło na terenie Bogucic do 11 wypadków komunikacyjnych. Do miejsc gdzie dochodzi do największej liczby tego typu incydentów należy aleja W. Roździeńskiego i ulica Leopolda.
Ochronę przeciwpożarową w Bogucicach zapewnia Jednostka Ratowniczo-Gaśnicza nr 1 Szopienice Komendy Miejskiej Państwowej Straży Pożarnej w Katowicach przy ulicy Krakowskiej 130. Historycznie zaś w Bogucicach funkcjonowała jednostka staży pożarnej. W 1880 (bądź w 1878) roku założono w Bogucicach ochotniczą straż pożarną. Od 1905 roku siedziba i wieża strażnicza mieściła się przy ulicy L. Markiefki 39-41. Ochotnicza straż pożarna w Bogucicach działa w 1928 roku jako jedna z sześciu na tego typu jednostek w Katowicach.
Miejski Ośrodek Pomocy Społecznej obejmuje swoim zasięgiem obszar Bogucic poprzez dwa Terenowe Punkty Pomocy Społecznej położone w sąsiednich dzielnicach: nr 3 na Koszutce przy ulicy Misjonarzy Oblatów MN (część zachodnia Bogucic) i nr 6 w Zawodziu przy ul. B. Czecha (wschodnie Bogucice). Z pomocy MOPS-u pod koniec 2013 roku korzystało 414 rodzin z Bogucic.

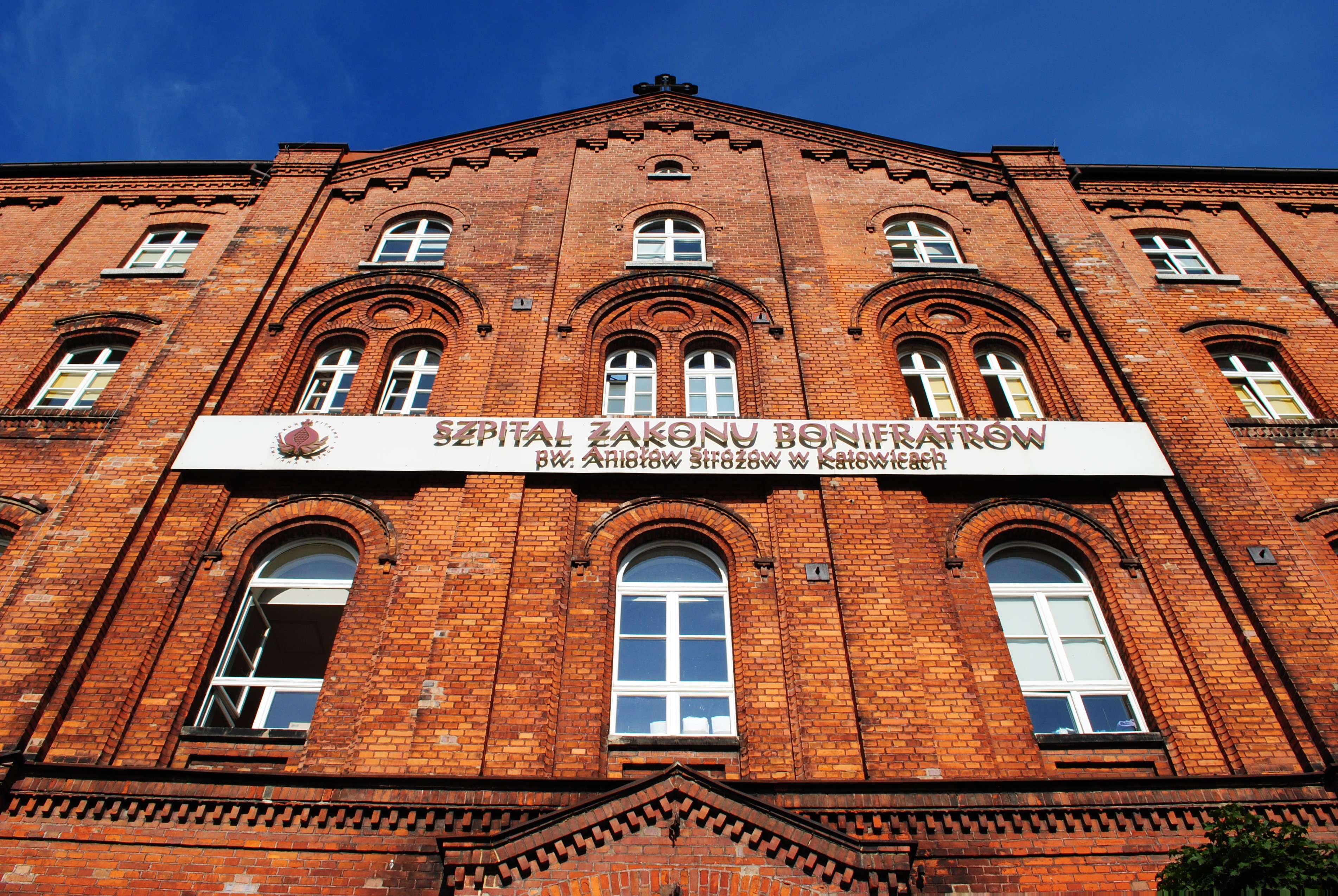
Fragment budynku Szpitala Zakonu Bonifratrów pw. Aniołów Stróżów w Katowicach od strony ulicy ks. L. Markiefki (2020)

Dzisiejszy Szpital Zakonu Bonifratrów pw. Aniołów Stróżów w Katowicach był pierwszym zakładem opieki zdrowotnej dla mieszkańców Katowic. Utworzenie szpitala stanowiło inicjatywę Związku dla Ubogich (niem. Ortsarmen- Verband) z Katowic, Bogucic i Dąbrówki Małej. W tym celu w dniu 20 października 1865 roku wynajęto w Bogucicach od Josephine Markiefki mieszkania. Opieką i pielęgnacją chorych zajęły się siostry boromeuszki, które prowadziły także bogucicki sierociniec. Początki powstania nowego gmachu sięgają 1871 roku, kiedy to ks. Leopold Markiefka podarował grunt oraz kwotę 5 tys. talarów pod budowę szpitala, który objęli bracia z Zakonu Szpitalnego im. św. Jana Bożego (bonifratrzy) z domu macierzystego we Wrocławiu. Szpital pw. Świętych Aniołów Stróżów oficjalnie otwarto 7 września 1874 roku. Do dyspozycji chorych mężczyzn oddano dwukondygnacyjny budynek ze 105 miejscami, a oprócz szpitala uruchomiono ambulatorium oraz Instytut Medyko-Mechaniczny dla rekonwalescentów. Szpital także prowadził działalność charytatywną, a od 1875 roku współpracował z sierocińcem. Szpital w latach 1902–1903 (bądź w okresie 1903–1904) rozbudowano, oddając do dyspozycji 160 nowych miejsc szpitalnych.
W 1920 roku szpital liczył 4 oddziały: wewnętrzny, chirurgiczny, dermatologiczny oraz laryngologiczny. W latach 20. XX wieku administrację szpitala przejęły władze miasta Katowice. W latach 1933–1936 szpital rozbudowano o jedną kondygnację, a placówkę wyposażono także w nowoczesną aparaturę. W listopadzie 1939 roku bonifratrzy zostali wysiedleni ze szpitala, a placówkę tę przekazano władzom wojskowym. W gmachu urządzono szpital wojskowy z 240–260 miejscami. Po II wojnie w dzierżawionym przez miasto budynkach powołano Szpital Miejski nr 1 im. L. Rydygiera. Bonifratrzy po odzyskaniu gmachu szpitala wznowili działalność w placówce 1 kwietnia 2009 roku.
Funkcję lekarzy naczelnych w bogucickim szpitalu pełnili m.in. Bruno Sogalla i Maksymilian Wilimowski.
Przy alei W. Roździeńskiego 3 istniał budynek z lat 20. XX wieku, w którym znajdowała się m.in. kopalniana przychodnia zakładowa, a w 1961 roku powstał w nim Zakład Leczniczo-Zapobiegawczy z przychodniami i izbą chorych. Budynek został wyburzony w latach 2001–2003.
Do pozostałych placówek opieki zdrowotnej na terenie Bogucic według stanu z czerwca 2022 roku należą: Przychodnia Bracka Osiedlowa (ul. Brzozowa 21) i Bonifraterski Ośrodek Zdrowia (ul. W. Wróblewskiego 48). Działają tutaj także dwie większe przychodnie dentystyczne, a także szereg prywatnych gabinetów lekarskich.

## Kultura
Początki zorganizowanej działalności kulturalnej w Bogucicach sięgają końca XIX wieku. Od 1885 roku działały tutaj komitety obywatelskie organizujące przedstawienia teatralne. W tymże roku przy bogucickiej parafii powstał Związek Katolickich Robotników, który rozwijał różnorodną działalność oświatowo-kulturalną, zaś sześć lat później, w 1891 roku powołano Związek Katolickich Robotników, który od 1892 roku organizował przedstawienia teatralne. Zespół ten w 1893 roku wystawił cztery sztuki P. Kołodzieja. W 1894 roku powstał jedno z pierwszych na Górnym Śląski świeckich kół śpiewaczy – „Lutnia”, którego prezesem był Paweł Sus. Chór ten założyła młodzież z Bogucic, Dąbrówki Małej i Zawodzia Z uwagi na prześladowania członków za członkostwo w nim, w 1900 (bądź w 1898) roku „Lutnię” przemianowano na Towarzystwo „Dobroczynność” (bądź Towarzystwo Dobroczynności). W dniu 12 września 1902 (bądź w 1909) roku powołano chór mieszany „Lira”, którego prezesem był Józef Wieczorek, a dyrygentem Leon Poniecki. Chór „Lira” funkcjonował do 1934 roku.
Przy parafii św. Szczepana w 1909 roku został założony chór św. Cecylii. Pierwotnie działał jako Kółko Śpiewackie, zaś od 1918 roku jako Polski Chór Kościelny. W 1935 roku skupiał 140 członków, a dwa lata później zdobył I nagrodę Polskiego Radia w Katowicach na Zjeździe Chórów w Chorzowie. W 1946 roku chór wznowił działalność. Do osiągnięć chóru należy m.in. udział w uroczystościach powitalnych papieża Jana Pawła II na lotnisku na Muchowcu oraz organizacja rocznego cyklu koncertów z okazji 100-lecia urodzin Karola Hoppego. W 1919 roku przy kopalni „Ferdynand” („Katowice”) został założony chór im. Juliusza Ligonia (początkowo jako „Lira”). Działał on do 1956 roku. W dniu 18 września 1935 roku zarejestrowane zostało Towarzystwo Mandolinowe „Chopin”. Swoją siedzibę miało przy ulicy Katowickiej 1. W 1934 roku Towarzystwo występował jako organizator zawodów o mistrzostwo Śląska zespołów mandolinowych. Towarzystwo zakończyło swoją działalność 1 września 1939 roku.
Pierwszym kinem na terenie Bogucic było kino „Fryderyk”, wzmiankowane w 1910 roku. Nie jest znana jego dokładna lokalizacja. W latach międzywojennych powstało także jeszcze jedno kino – „Bajka”.
W latach międzywojennych w Bogucicach działała biblioteka Towarzystwa Czytelni Ludowych. W 1935 roku bogucicka filia posiadała 833 tomy i 213 czytelników. W 1936 roku ze składek społecznych przy ulicy L. Markiefki wybudowano Dom Ludowy. Po II wojnie światowej budynek został przejęty przez kopalnię Katowice jako zakładowy Dom Kultury, zaś w 2002 roku gmach przejęło miasto. Gmach ten dalej pełni funkcje kulturalne. Współcześnie funkcjonuje jako Dział Bogucice Miejskiego Domu Kultury „Bogucice-Zawodzie” w Katowicach z siedzibą przy ulicy ks. L. Markiefki 44a.
Przy ulicy ks. L. Markiefki 22 lipca 1966 roku swoją działalność rozpoczęło kino „Millenium”. Kino to działało w budynku dawnego gasthausu przy ulicy ks. K. Markiefki 59 do lat 90. XX wieku.

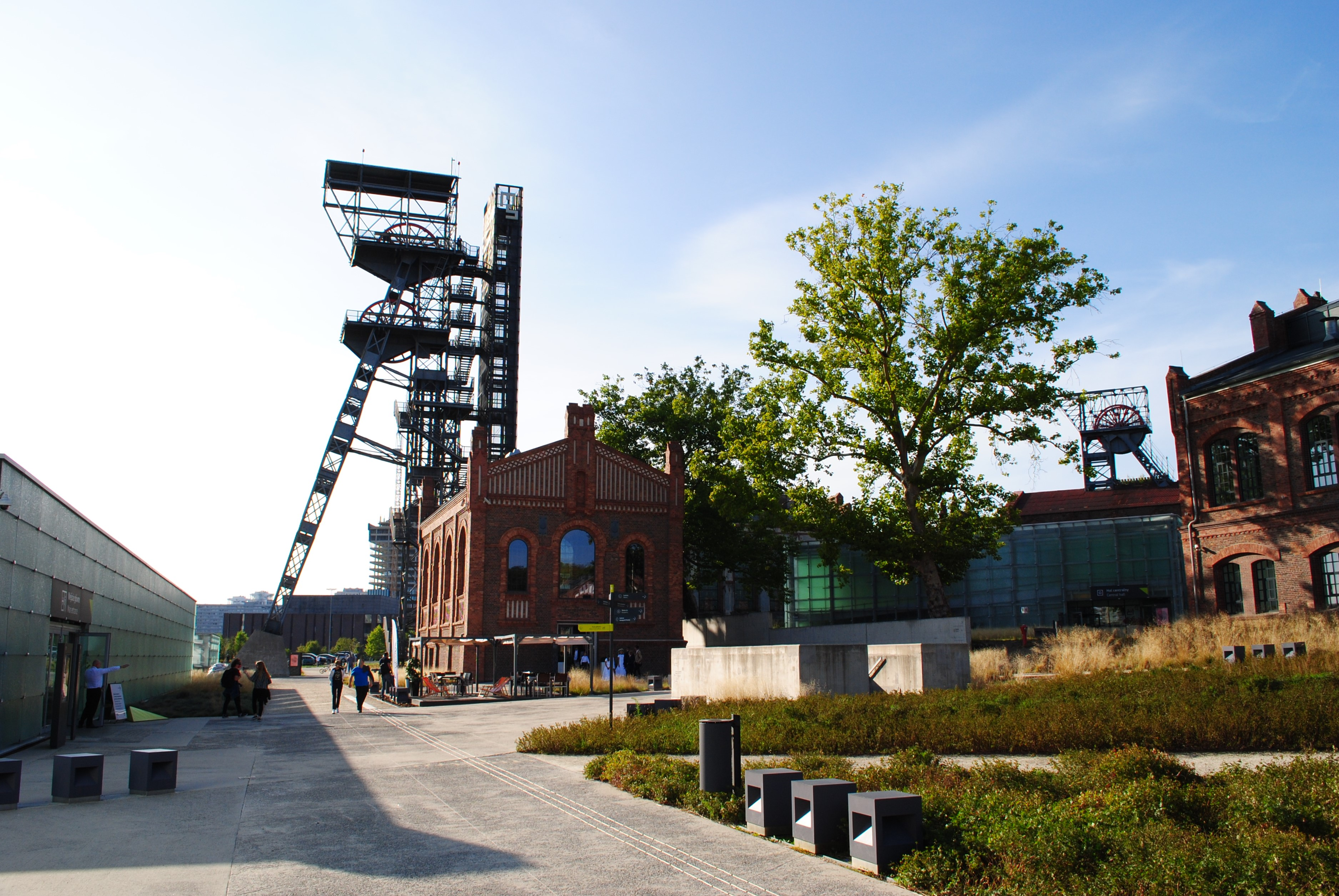
Muzeum Śląskie w Katowicach, działające na terenach po dawnej kopalni „Katowice”

Obok orkiestry dętej kopalni Katowice, w latach 80. XX wieku działała z sukcesami Młodzieżowa Orkiestra Dęta Zasadniczej Szkoły Górniczej KWK „Katowice”. Działalność orkiestry została zakończona wraz z zakończeniem pracy kopalni, ale prowadzący ją kapelmistrz Stefan Łebek pracował później ze Stowarzyszeniem Muzyczno-Kulturalnym Orkiestra Dęta Katowice. Pod patronatem filii w Bogucicach MDK Bogucice-Zawodzie funkcjonuje Zespół Akordeonistów Katowice-Kleofas, założony przez Stanisława Wodnickiego w 1988 roku.
W 1980 roku na ul. Węglanej oraz w parafialnym kościele kręcono zdjęcia do filmu Grzeszny żywot Franciszka Buły, a także Jesteś bogiem (ukazano m.in. osiedle W. Wajdy i rejony przystanku Bogucice Kościół). W Bogucicach od urodzenia do tragicznej śmierci w 2000 roku mieszkał Piotr Łuszcz (Magik) – muzyk, wczesny członek grupy Kaliber 44, oraz założyciel grupy Paktofonika. Z Bogucicami związani są także inni muzycy: Marcin i Michał Martenowie (AbradAb i Joka), członkowie Kalibra 44, oraz Wojciech Alszer (Fokus), członek Paktofoniki.
W Bogucicach znajdują się trzy filie Miejskiej Biblioteki Publicznej w Katowicach: Filia nr 16 (ul. W. Wajdy 16), Filia nr 22 (ul. Słowiańska 1) i Filia nr 33 (ul. ks. L. Markiefki 44a).
W bogucickiej Strefie Kultury odbywa się także szereg imprez plenerowych, w tym Urodziny Miasta „Kocham Katowice” czy Festiwal Nowa Muzyka, zaś położony w sąsiedztwie park Bogucki jest miejscem organizacji festynów i imprez dzielnicowych, w tym corocznej imprezy skierowanej dla mieszkańców dzielnicy – Dni Bogucic.

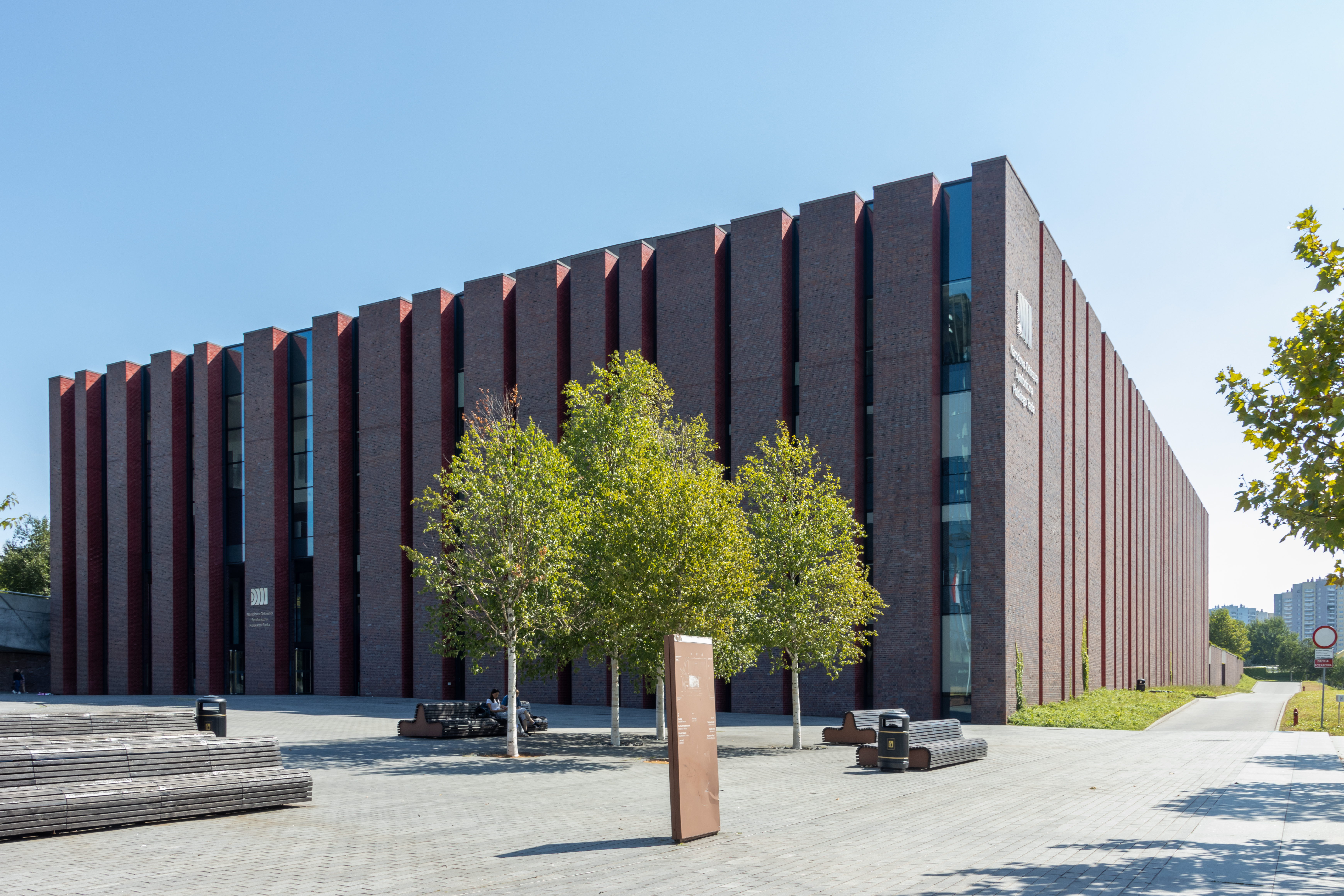
Gmach Narodowej Orkiestry Symfonicznej Polskiego Radia w Katowicach (pl. W. Kilara 1)

Przy ulicy T. Dobrowolskiego 1 funkcjonuje Muzeum Śląskie w Katowicach. Znajduje się ono w kompleksie zabudowy dawnej kopalni „Katowice”. Nową siedzibę muzeum ma od 2015 roku. W Muzeum Śląskim znajduje się szereg atrakcji i wystaw, w tym: Światło historii. Górny Śląsk na przestrzeni dziejów (opowiada historię regionu górnośląskiego), galerie sztuki polskiej, galerie plastyki nieprofesjonalnej, galeria śląskiej sztuki sakralnej i inne. Muzeum Śląskie w Katowicach jest jednym z obiektów na Szlaku Zabytków Techniki Województwa Śląskiego i związanej z nim Industriady. Ponadto odbywa się tutaj cyklicznie Noc Muzeów czy wydarzenia związane z Europejskimi Dniami Dziedzictwa.
Drugim znaczącym obiektem kultury w bogucickiej części Strefy Kultury jest siedziba Narodowej Orkiestry Symfonicznej polskiego Radia w Katowicach, znajdująca się przy placu Wojciecha Kilara 1. We wnętrzu budynku znajduje się sala koncertowa na 1800 miejsc. Sama zaś orkiestra jest jedną z najważniejszych polskich orkiestr symfonicznych w kraju, której historia sięga 1935 roku. Zespół utworzył Grzegorz Fitelberg, który prowadził ją do czasu wybuchu II wojny światowej. W marcu 1945 roku orkiestrę reaktywowano w Katowicach. W latach 80. XX wieku muzycy przenieśli się do położonego w Śródmieściu gmachu instytucji pn. Katowice – Miasto Ogrodów. O potrzebie budowy nowej siedziby apelowało wielu wybitnych artystów muzycznych z regionu, w tym Henryk Mikołaj Górecki, Wojciech Kilar czy Krystian Zimerman. Oficjalne otwarcie nowego gmachu miało miejsce 1 października 2014 roku.
W listopadzie 2020 roku władze miasta zainicjowały powstanie szlaku katowickich murali, z czego najwięcej powstało w ramach poszczególnych edycji Katowice Street Art Festival. W Bogucicach według stanu z czerwca 2022 roku znajdują się następujące z nich:
- Przejście podziemne przy osiedlu W. Roździeńskiego – dwa murale w 2011 roku; jeden z nich przedstawia pochodzącego z Bogucic rapera Piotra Łuszcza (Magika); drugi prezentuje Jerzego Kukuczkę; obydwa murale powstały na zlecenie Instytucji Kultury Katowice Miasto Ogrodów w związku z ubieganiem się Katowic o tytuł Europejskiej Stolicy Kultury[339][340],
- Ul. ks. L. Markiefki 44a – mural przy Miejskim Domu Kultury „Bogucice-Zawodzie”, powstały w 2020 roku autorstwa mieszkańców Katowic przy koordynacji artystycznej Joanny Strząbały; prezentuje ważne miejsca, postacie i wydarzenia związane z okresem Powstań Śląskich[341],
- Ul. ks. L. Markiefki / Katowicka – mural z 2019 roku przedstawiającego Jerzego Kukuczkę; autorem muralu jest Wojciech Walczyk[342].

## Religia

### Kościół rzymskokatolicki

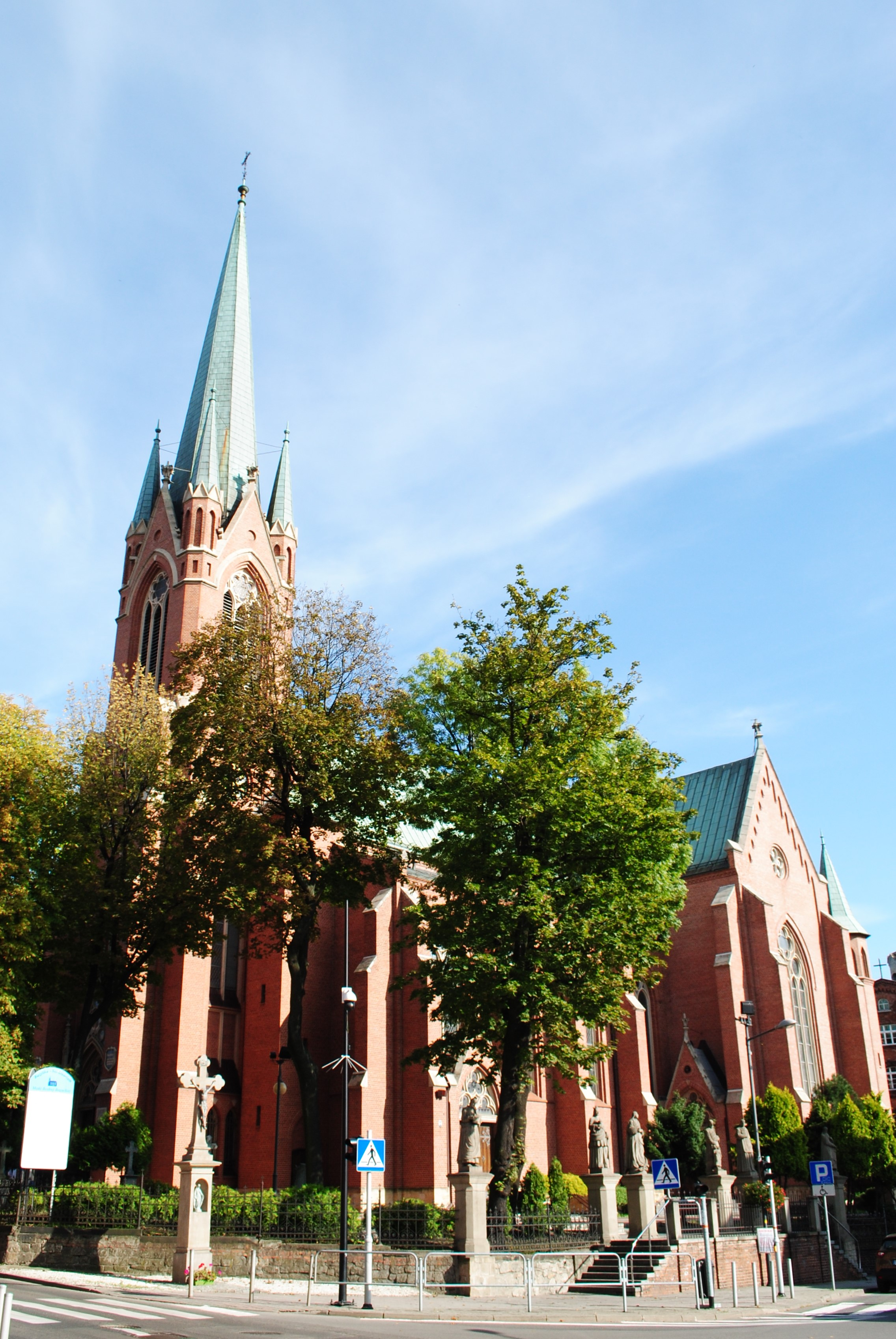
Rzymskokatolicka bazylika św. Szczepana w Bogucicach, położona na rogu ulic ks. L. Markiefki i Leopolda

Bogucice są siedzibą rzymskokatolickiej parafii św. Szczepana. Siedziba wspólnoty znajduje się przy ulicy ks. L. Markiefki 89 i obejmuje ona swoim zasięgiem wiernych z całej dzielnicy, a w 2014 roku było ich około 15 100. Odpusty parafialne organizowane są w święto Nawiedzenia Najświętszej Maryi Panny (1. niedziela czerwca) i w dzień św. Szczepana (26 grudnia). Bogucicka parafia jest także siedzibą dekanatu Katowice-Bogucice, do której przynależy 8 parafii ze wschodniej części Katowic. W rzymskokatolickiej parafii św. Szczepana działalność duszpasterska jest bardzo aktywna. W niej uczestniczą osoby świeckie, organizujące się w różnorodne grupy parafialne. Rozwinięte jest duszpasterstwo dzieci w takich grupach jak np. Dzieci Maryi, a młodzieżowe w Oazie oraz w grupę studentów i młodzieży pracującej. Od 1993 roku rozwija się grupa odnowy w Duchu Świętym. Powstało także Bractwo Żywego Różańca, a także działa tutaj Grupa Czcicieli Matki Pięknej Miłości oraz grupa liturgiczna mężczyzn.
Historyczne pod względem przynależności kościelnej cały obszar Katowic, w tym Bogucic najpierw przynależał do powstałej w 1000 roku diecezji krakowskiej. Do najstarszej na terenie Katowic bogucickiej parafii prócz samych Bogucic należeli wierni z Brynowa, Dąbrówki Małej, Katowic, Ligoty, Zawodzia i Załęża. Dokładna data powstania rzymskokatolickiej parafii w Bogucicach nie jest znana – powstała prawdopodobnie w latach 1374–1396, zaś pierwsze wzmianki o jej istnieniu pochodzą z lat 1414 i 1529. W zachowanych spisach świętopietrza z diecezji krakowskiej za okres 1326–1356 i za rok 1374 parafia ta jeszcze nie figuruje. Istnienie parafii potwierdza dopiero zapis w księdze sądowej ziemi krakowskiej z 1403 roku. Zapis ten informował o kościele parafialnym św. Szczepana i św. Doroty. Wówczas też wspomniano o ówczesnym proboszczu – ks. Mikołaju. Informacja o istnieniu drugiego kościoła „na górce” pochodzi z protokołu wizytacyjnego ks. kanonika Krzysztofa Kazimierskiego, który przybył w listopadzie 1598 roku na wizytację parafii bogucickiej. Kościół „na górce” znajdował się w rejonie dzisiejszego bogucickiego cmentarza i był on pierwszym bogucickim kościołem. Ks. Bronisław Czaplicki podaje natomiast, że najstarsza wzmianka źródłowa o istnieniu budynków kościelnych w Bogucicach pochodzi z 1598 roku, czyli z czasów panowania na Śląsku reformacji.
W 1598 roku w protokole wizytacji parafii w Bogucicach pojawiła się wzmianka o cudownym obrazie w miejscowym kościele:

W tejże parafii jest sławna kaplica pod wezwaniem Nawiedzenia Najświętszej Maryi Panny. [...] Największy napływ ludności [concursus populi maximus] jest w święto Nawiedzenia Najświętszej Maryi Panny. Kaplica ta jest w miejscu starszej i mniejszej, podobnie jak poprzednia, z ofiar ludu zbudowana.

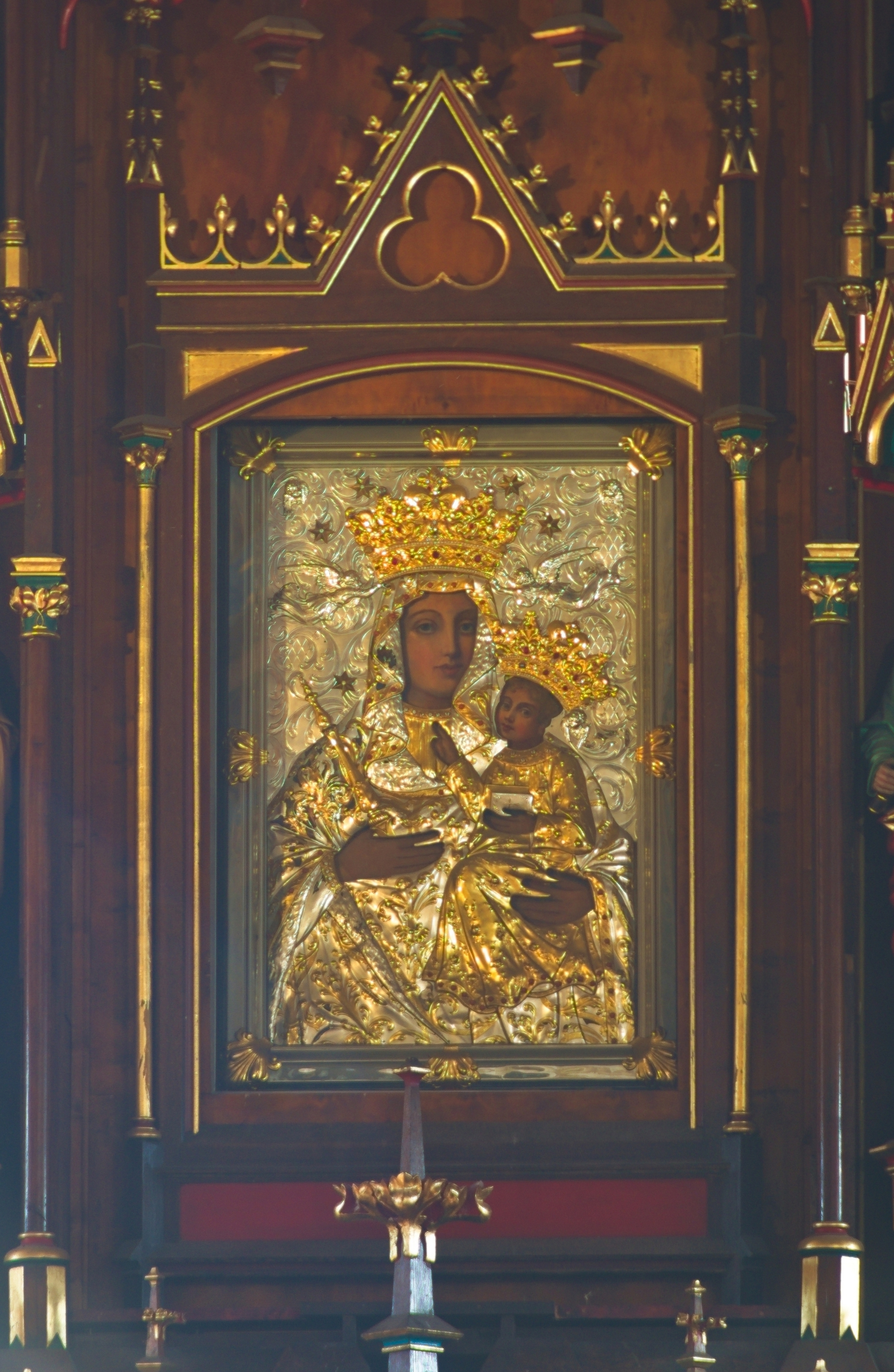
Obraz Matki Bożej Boguckiej we wnętrzu bazyliki św. Szczepana

Już od końca XIV do końca XVIII wieku w Bogucicach zbudowano kilka drewnianych kościołów, m.in. kościół parafialny parafii św. Szczepana oraz istniejący już w XV wieku pątniczy Nawiedzenia Matki Bożej, z którym związany jest początek kultu obrazu Matki Bożej Boguckiej. Ostatni z drewnianych kościołów pochodził z 1773 roku – postawił go mistrz ciesielski Jan Wiesner z dzisiejszych Strzelc Opolskich. Przetrwał on do 1891 roku.
Parafia bogucicka w XVIII wieku była stosunkowo mała – w 1721 roku do komunii wielkanocnej mogło przystąpić zaledwie 400 osób. Na początku lat 60. XVIII wieku na terenie Bogucic powstało i prowadziło ożywioną działalność Arcybractwo Szkaplerza Najświętszej Maryi Panny z Góry Karmel. Źródła statystyczne dla bogucickiej parafii są dostępne dopiero od końca XVIII wieku. W 1790 roku na 1019 communicantes 276 pochodziło z Bogucic, zaś reszta z Katowic, Załęża i Dąbrówki Małej. W 1816 roku księga komunii wielkanocnej wymienia 325 osób przyjmujących komunię z terenów Bogucic.
Obszar dekanatów pszczyńskiego i bytomskiego, a w tym i bogucickiej parafii na mocy bulli papieskiej Piusa VII De salute animarum z 16 lipca 1821 roku został przyłączony do diecezji wrocławskiej. W dniu 28 sierpnia 1868 roku wydzielono dekanat mysłowicki, w skład którego weszła m.in. bogucicka parafia. W 1889 roku tereny Bogucic i Zawodzie zamieszkiwało łącznie 7406 katolików.
W 1894 roku ukończono budowę nowego neogotyckiego kościoła parafialnego, a kościół ten został konsekrowany przez biskupa wrocławskiego kard. Georga von Koppa. Budowę nowej świątyni zainicjował ks. Leopold Markiefka, a kontynuował w latach 1892–1894 ks. Ludwik Skowronek. Jeszcze w 1894 roku do nowej świątyni przeniesiono obraz Matki Bożej Boguckiej. Został on umieszczony w bocznym ołtarzu. Obraz ten został namalowany na desce o wymiarach 120x79 cm na pokładzie kredowym techniką temperową. W 1930 roku poddany był on konserwacji w Krakowie przez Jana Bąkowskiego.
Bogucicka parafia w dniu 1 marca 1923 roku stała się częścią dekanatu katowickiego, zaś dwa lata później, na mocy bulli papieskiej z 28 października 1925 roku ustanowiono diecezję katowicką, w skład której weszła także parafia św. Szczepana. W czasie II wojny światowej, od czerwca 1940 roku całość duszpasterstwa w Bogucicach prowadzono wyłącznie po niemiecku. Mimo przyjęcia takiej postawy, z powodu swego powszechnie znanego propolskiego nastawienia ks. Franciszek Ścigała został 30 kwietnia 1940 roku aresztowany i wywieziony z parafii. Został osadzony w obozie koncentracyjnym w Dachau, następnie w Gusen, gdzie zginął 2 września 1940 roku.

### Pozostałe wyznania
Liczba osób wyznania niekatolickiego w Bogucicach rosła stopniowo. W 1816 roku na terenie parafii nie zamieszkiwali wówczas protestanci i odnotowano jednego Żyda, zaś w latach 20. XIX wieku niekatolików było niewielu, najczęściej jedna lub dwie rodziny. W 1825 roku w Bogucicach mieszkało łącznie 9 osób wyznania mojżeszowego. W związku z rozwojem przemysłu równie do Bogucic przybywali imigranci, a wśród nich byli katolicy, ewangelicy i Żydzi.

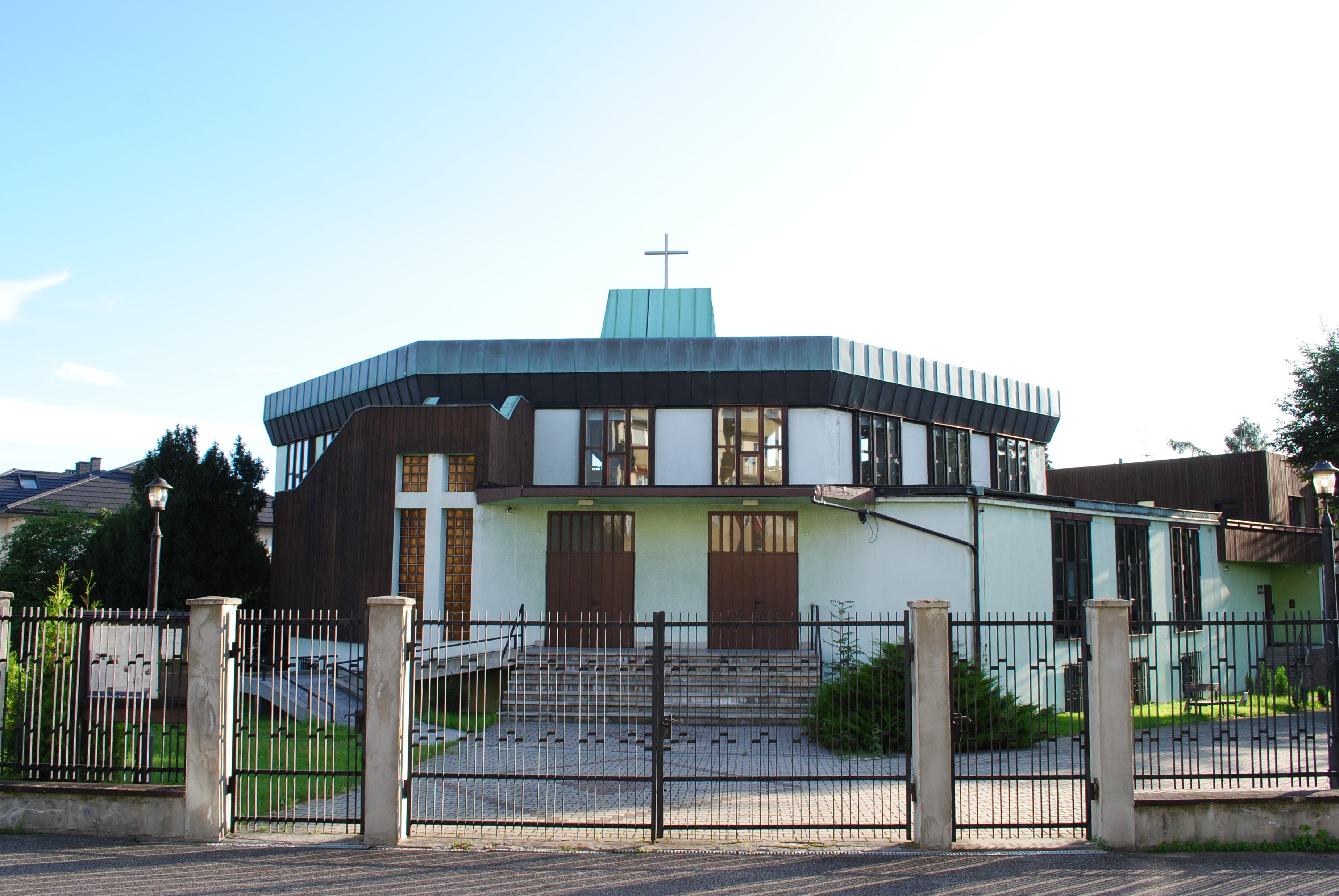
Świątynia I Zboru Chrześcijan Baptystów w Katowicach przy ul. Morawskiej 10

Przed powstaniem świątyń niekatolickich na terenie współczesnych Katowic, ewangelicy z terenów Bogucic uczęszczali do Mikołowa i Królewskiej Huty, zaś Żydzi do Mysłowic. Zgodnie z uchwalonym w 1857 roku przez katowicką parafię ewangelicką statutem, w jej zasięg włączono wiernych m.in. z Bogucic. Na uroczystości poświęcenia katowickiego kościoła ewangelickiego 24 września 1858 roku przybył także ówczesny proboszcz bogucickiej parafii rzymskokatolickiej ks. Leopold Markiefka, z którym współpraca z ewangelikami układała się bardzo dobrze. Żydzi z Bogucic w obręb nowo powstałej gminy żydowskiej w Katowicach weszli od 1879 roku. Na protokołach wizytacyjnych z 1932 roku wskazano, iż w Bogucicach prócz katolików mieszkało około 200 protestantów, 15 Żydów i 20 członków kościoła narodowego.
Przy ulicy Morawskiej 10 funkcjonuje I Zbór Kościoła Chrześcijan Baptystów w Katowicach. Formalnie zbór chrześcijan baptystów w Katowicach powstał 3 września 1922 roku. W latach 30. XX wieku kaplica zboru została urządzona przy ulicy Zabrskiej 7. Po II wojnie światowej baptyści odprawiali dalej nabożeństwa przy ulicy Zabrskiej, a do czasu wybudowania własnej kaplicy w Bogucicach baptyści korzystali z gościny katowickich ewangelików. W latach 1982–1985 (bądź w latach 1980–1985) powstała na terenie Bogucic przy ulicy Morawskiej 10 świątynia I Zboru Kościoła Chrześcijan Baptystów. Została ona oddana do użytku 25 września 1985 roku, a wybudowano ją ze składek wiernych i sympatyków z kraju i z zagranicy. Zbór baptystów w 1996 roku liczył 200 członków. W dniu 15 maja 2012 roku w świątyni z udziałem wyznawców innych religii chrześcijańskich odbyły się obchody 90-lecia pierwszego zboru baptystów w Katowicach.

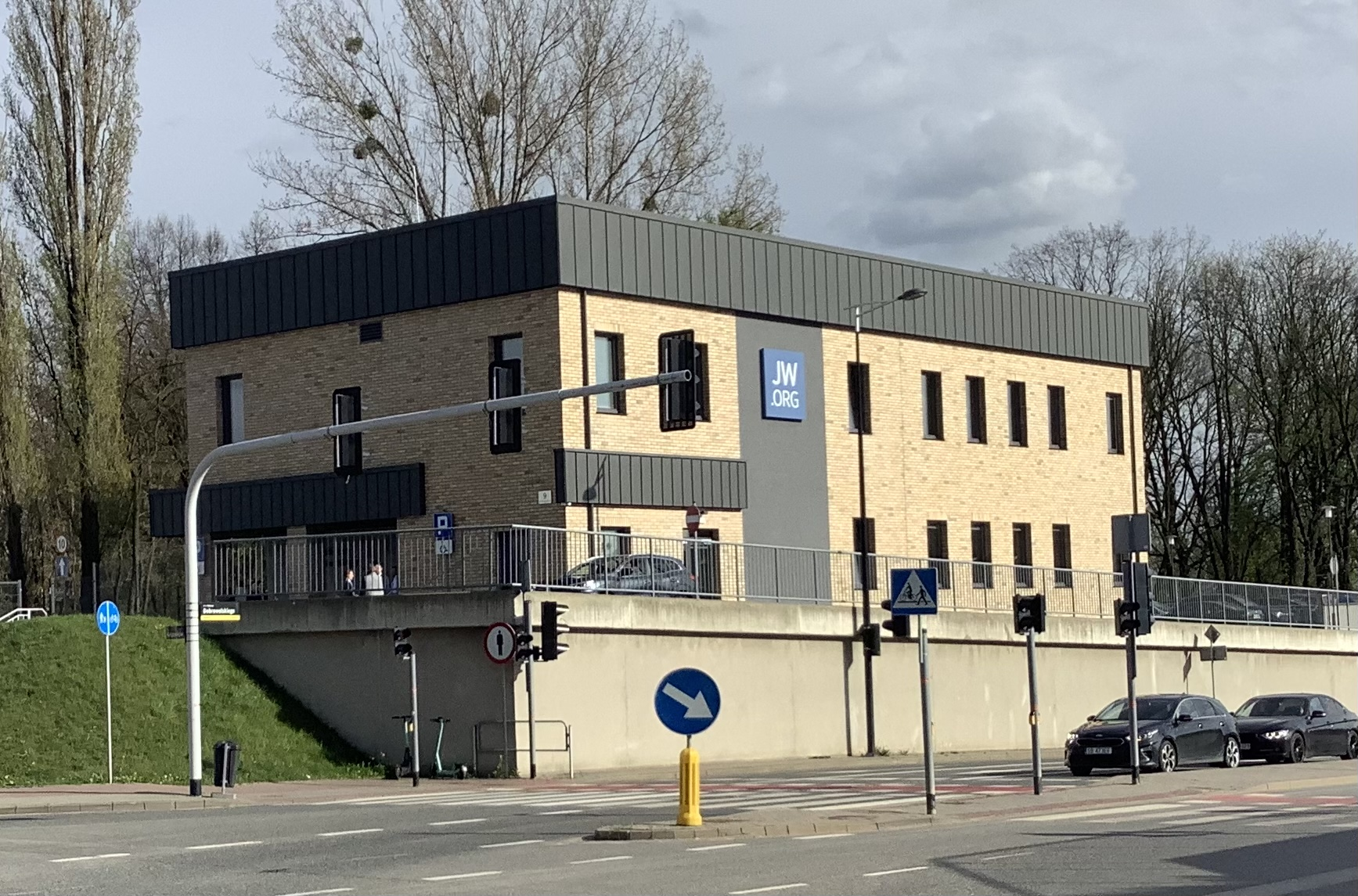
Sala Królestwa Świadków Jehowy przy ulicy Nadgórników 9

Na terenach dawnej kopalni „Katowice”, przy ul. Nadgórników 9 powstała Sala Królestwa, czyli lokalny ośrodek spotkań Świadków Jehowy. Pierwotna Sala Królestwa Świadków Jehowy położona była na skraju parku Boguckiego. W 2016 roku Świadkowie Jehowy w Polsce złożyli wnioski o jej rozbiórkę i budowę w jego miejscu nowego obiektu. Stary budynek został wyburzony w 2019 roku, a w kwietniu 2024 roku oddano do użytku nowy kompleks dwóch Sal z parkingiem podziemnym.

### Cmentarze

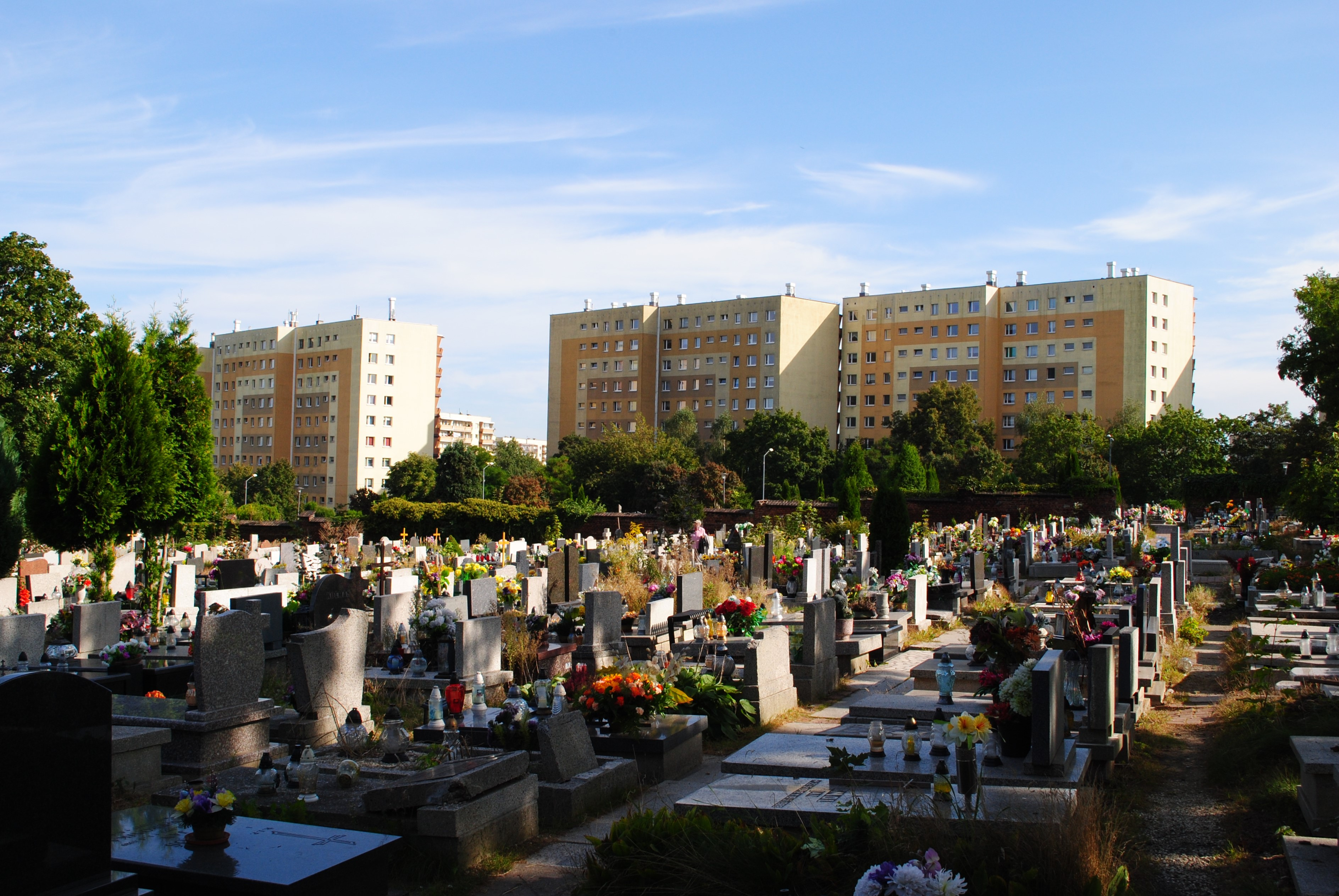
Fragment bogucickiego cmentarza; w tle osiedle J. Kukuczki

Jednym cmentarzem na terenie Bogucic jest cmentarz rzymskokatolicki parafii św. Szczepana położony przy ulicy W. Wróblewskiego. Powierzchnia cmentarza wynosi 7,574 ha i posiada ponad 1,5 ha rezerwy terenu. Składa się on z dwóch cmentarzy: zakonnego należącego do bonifratrów oraz parafialnego. Jest to najstarsza nekropolia na terenie Katowic.
Pierwszy cmentarz na terenie Bogucic został założony prawdopodobnie pod koniec XIV wieku. Zgodnie z obowiązującymi wówczas zasadami, znajdował się on wokół drewnianego kościoła, był ogrodzony i stała przy nim kostnica. Został on zlikwidowany dopiero w 1894 roku. Pierwsze zaś wzmianka na temat cmentarza pochodzi z 1598 roku. „Na górce” od XVIII wieku chowano lokalną szlachtę i prawdopodobnie już wówczas istniał drugi bogucicki cmentarz parafialny. W XIX wieku zaczęto tam regularnie grzebać zmarłych, co było początkiem cmentarza przy ulicy W. Wróblewskiego.

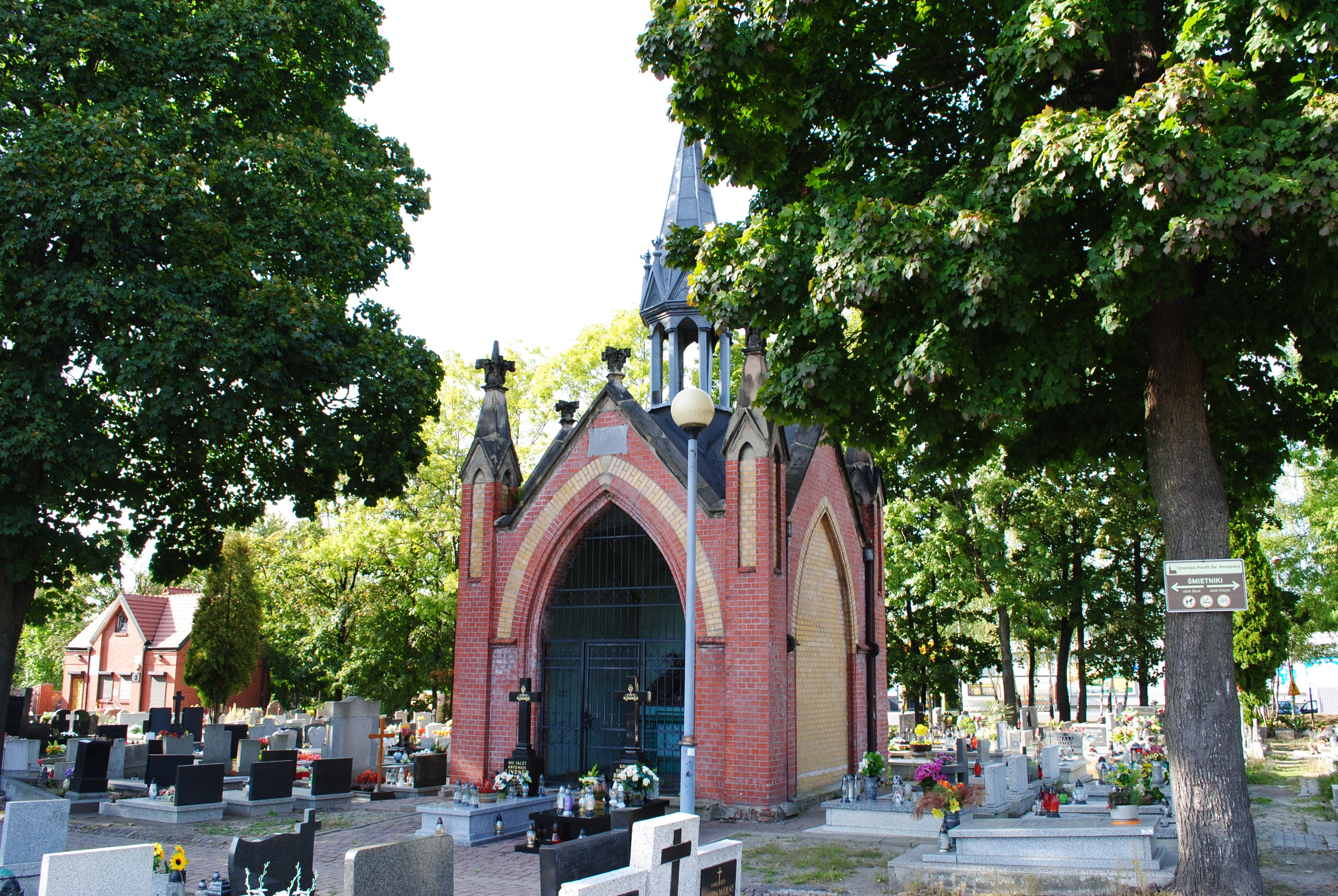
Kaplica Ogrójca na cmentarzu

Przed powstaniem parafii ewangelickiej zmarłych wiernych ewangelików za zgodą ks. Leopolda Markiefki składano na bogucickim cmentarzu. Zmarli ewangelicy na cmentarzu bogucickim byli chowani od 23 lipca 1856 roku.
Bonifratrzy na terenie bogucickiego cmentarza chowani są od lat 70. XIX wieku. Na cmentarzu nie zachowały się żadne nagrobki z XIX wieku bądź też wg Barbary Lewickiej pozostało ich kilka – do najstarszych nagrobków na terenie Katowic należy położony w Bogucicach pomnik Bartłomieja Kulerskiego, rzeźnika zmarłego 12 stycznia 1825 roku. Na cmentarzu znajduje się kaplica ogrójca z 1894 roku, wzniesiona według projektu Ericha Keila. Jej fundatorem był kupiec Johann Stalislowski z Załęża, który umieścił w niej także kryptę rodzinną. Obecna kaplica cmentarna pochodzi z 1910 roku, a jej twórcą był Mansuetus Fromm OFM. Wybudowano ją w stylu neoromańskim, a pochowani są tu bądź mają tutaj tablice epitafijne boguciccy proboszczowie.
W styczniu 1943 roku cmentarz został zarekwirowany przez administrację miejską. Prawdopodobnie w tym czasie zniszczono nagrobki powstańcze z lat międzywojennych. W latach 90. XX wieku alejki cmentarne utwardzono i oświetlono, w 1998 roku przebudowano mur cmentarza.

## Sport i rekreacja

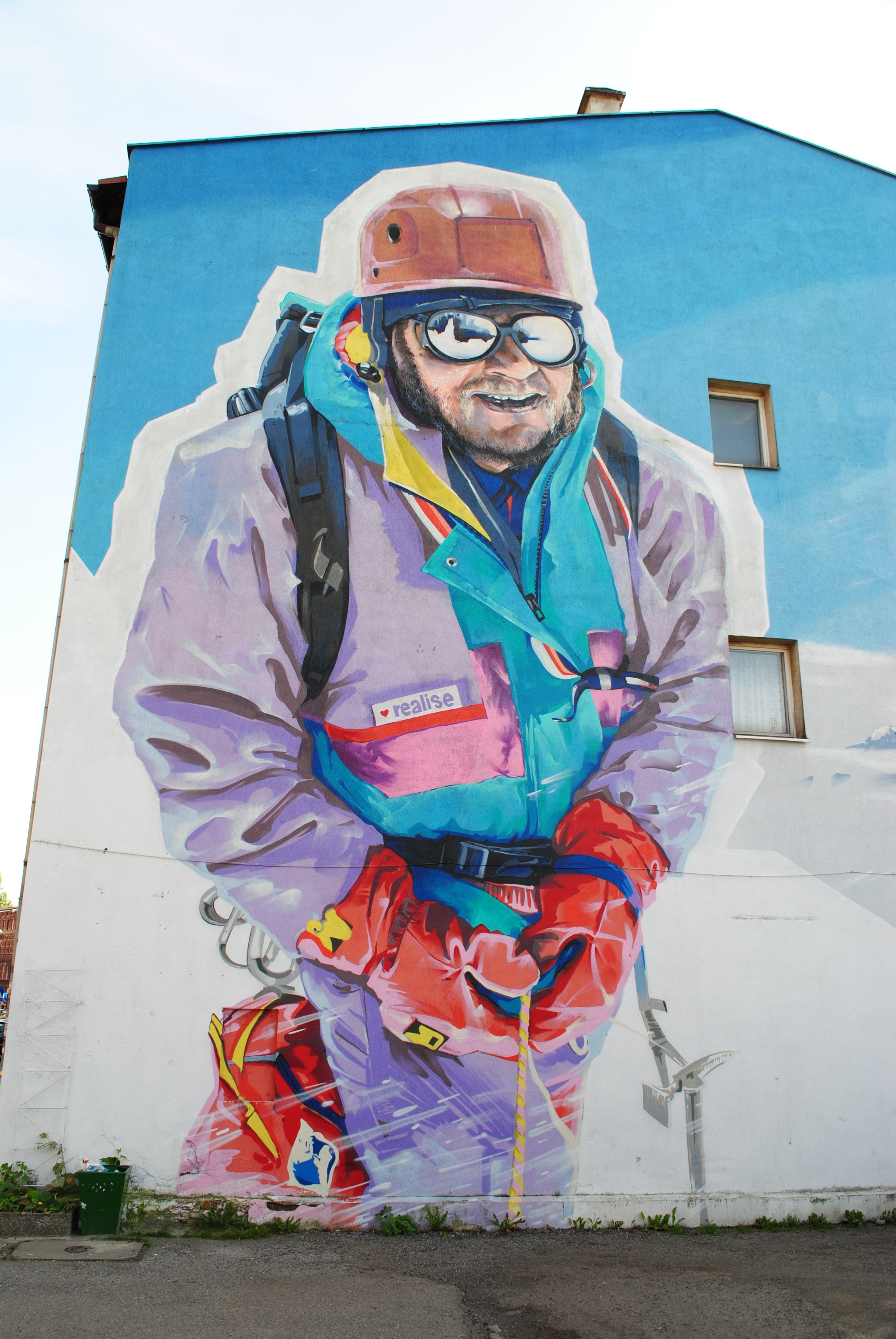
Mural przy ulicy ks. L. Markiefki przedstawiający Jerzego Kukuczkę

Zorganizowana działalność sportowo-rekreacyjna w Bogucicach rozwija się od początków XX wieku. W 1911 roku powstało bogucickie gniazdo Towarzystwa Gimnastycznego „Sokół” pod kierownictwem Franciszka Głowackiego i Jana Brzeskota. W 1917 roku wznowiło ponownie działalność Towarzystwo Gimnastyczne „Sokół” do którego w 1919 roku należało 180 mieszkańców. „Sokołem” w Bogucicach kierowali Antoni Wysocki, Henryk Miękina i Wiktor Kuś. W dniu 1 lipca 1920 roku w Bogucicach założono klub sportowy „Gwiazda”, w którym rozgrywano sekcję piłki nożnej. Uczestniczył on w rozgrywkach o mistrzostwo Katowickiego Obwodu Górnośląskiego Związku Piłki Nożnej. Klub ten w 1923 roku połączył się z KS „Sztandar” Bogucice. W 1929 roku został założony z inicjatywy Franciszka Drozdka jednosekcyjny Bokserski Klub Sportowy „29” Bogucice. Osiągnięcia klubu to trzy brązowe medale mistrzostw Polski w latach 1932–1933. Ogółem w latach 1922–1939 w Bogucicach działało łącznie 11 organizacji o charakterze sportowym.
W dniu 20 lutego 1945 roku reaktywowano Towarzystwo Sportowe „1920” Bogucice, które nawiązywało do tradycji „Gwiazdy”. Klub ten reaktywowano jako jeden z pierwszych w Katowicach. Od 1948 roku klub ten związał się z przemysłem wydobywczym, tworząc wielosekcyjny KS „Górnik”. Klub ten przekształcił się w największą jednostkę górniczego sportu w Katowicach z bazą sportową na terenie całego miasta. W latach 1957–1964 połączył się z innymi górniczymi klubami Katowic, współtworzące GKS Katowice.
W Bogucicach przy ulicy ks. L. Markiefki 94 w dniu 24 marca 1948 roku urodził się Jerzy Kukuczka. Był on wybitnym himalaistą, kierownikiem wielu wypraw górskich i autorem nowych przejść w Himalajach. Zdobył on tzw. Koronę Himalajów. Był on członkiem Harcerskiego Klubu Taternickiego im. gen. Mariusza Zaruskiego w Katowicach Zginął podczas zejścia z południowej ściany Lhotse 24 października 1989 roku. Jego imieniem tego samego roku zostało nazwane osiedle mieszkaniowe w Bogucicach.
W 2007 roku w dzielnicy funkcjonowało 6 klubów sportowych. Przez tereny Bogucic odbywają się przebiegające przez Katowice etapy wyścigu kolarskiego Tour de Pologne.
W Bogucicach w trzech miejscach znajdują się siłownie na świeżym powietrzu: przy ulicy Modrzewiowej, Street Workout przy ulicy W. Wajdy 2 oraz siłownia na świeżym powietrzu na skwerze Koszyckim. W Bogucicach przy ulicy Karoliny 18 działa BLOKatowice. Jest to jedyna w regionie bulderownia, wyposażona w ściany wspinaczkowe o powierzchni ponad 800 m², urządzenia treningowe, szatnie z prysznicami i bar. Przy ulicy Wiązowej 5 działa klub squasha i fitness SquashOK, wyposażony w siedem kortów do squasha i sale fitness.
Przez teren Bogucic przechodzi jeden szlak turystyczny:
- Szlak Historii Górnictwa Górnośląskiego: Łubianki – Siemianowice Śląskie – Katowice (ul. ks. L. Markiefki) – Mikołów – Orzesze – Rybnik[385][386].